# Nintendo Entertainment System
La Nintendo Entertainment System, conocida popularmente como Nintendo NES o simplemente NES, es una videoconsola de 8 bits y la primera consola de sobremesa de Nintendo en emplear cartuchos. 
Fue lanzada originalmente el 15 de julio de 1983 en Japón bajo el nombre de Family Computer (japonés: ファミリーコンピュータ, Hepburn: Famirī Konpyutā), comúnmente abreviado como Famicom o FC (japonés: ファミコン, Hepburn: Famikon). Este nombre fue utilizado en la mayor parte del continente asiático, incluyendo países como China, Vietnam, Singapur, Laos, Camboya y Filipinas.
En Corea del Sur, la consola fue distribuida por Hyundai con el nombre de Hyundai Comboy (현대 컴보이) y fue distribuida por Hyundai Electronics. En la India, recibió el nombre de  Samurai Electronic TV Game System mientras que en regiones como Unión Soviética, Europa del este  y el sur de Asia pasó a denominarse Dendy (Де́нди), una clon de la NES, Tata Famicom, respectivamente.
La NES fue diseñada por Masayuki Uemura. El presidente de Nintendo en la época, Hiroshi Yamauchi, quería una consola sencilla y barata que pudiera jugar videojuegos Arcade en cartuchos. El modelo occidental fue rediseñado para parecerse más a una videograbadora. La consola recibió muchos periféricos, como la Nintendo Zapper, una pistola de luz para videojuegos de disparos, o R.O.B., un robot de juguete. El diseño del mando estuvo basado en los controles de Game & Watch. Nintendo obtuvo por este tipo de mando un reconocimiento Emmy en la categoría de desarrollo sobresaliente a nivel técnico o de ingeniería. Los refinamientos de cruceta usados en el controlador de NES serían incorporados después en cada nueva consola principal en lo sucesivo.
La consola es considerada una de las más influyentes de la historia. Ayudó a revitalizar la industria americana del videojuego tras la crisis de 1983. Su videojuego estrella, incluido en la mayor parte de regiones: Super Mario Bros. (1985), popularizó el género de las plataformas e introdujo elementos que posteriormente fueron copiados en otros juegos. Con la consola, Nintendo instauró un modelo pionero que posteriormente se convirtió en estándar en la industria: licenciar a desarrolladores de terceros para que produzcan y lancen videojuegos en la consola. En la NES surgieron muchas franquicias de videojuegos cuya influencia se fue extendiendo por las décadas, como The Legend of Zelda (1986), Castlevania (1986), Metroid (1986), Mega Man (1987), Metal Gear (1987) y Final Fantasy (1987).
Aunque la NES dominó los mercados japonés y norteamericano, tuvo problemas en el europeo, donde se enfrentó a una fuerte competición contra la Sega Master System y los microcomputadores. Con 61,91 millones de unidades vendidas, fue la consola más vendida de su época y una de las más vendidas de la historia.
En 1991, la Super Nintendo Entertainment System reemplazó a la NES en el mercado. Ante la falta de nuevos títulos y con unas ventas en fuerte descenso, fue descatalogada en 1995. No obstante, en Japón continuó siendo fabricada hasta el 25 de septiembre de 2003, cuando fue descontinuada junto a su sucesora. Nintendo siguió ofreciendo la reparación de la consola hasta el 31 de octubre de 2007, atribuyendo el final del servicio a la falta de piezas. Su último título fue en Norteamérica fue Wario's Woods (el único videojuego de NES con clasificación ESRB), mientras que en Japón fue Takahashi Meijin no Bōken Jima IV, ambos lanzados en 1994. En Europa, su último videojuego fue The Lion King, lanzado en 1995.
Nintendo volvió a lanzar algunos videojuegos de NES de manera digital mediante la Consola Virtual en Wii en 2006, en Nintendo 3DS en 2011 y en Wii U en 2013. En el año 2013, Capcom lanzó una edición limitada de 150 unidades de un cartucho original de NES de color dorado, con el videojuego Ducktales.
El 14 de julio del 2016, Nintendo anunció que la consola sería relanzada como NES Classic Edition el 11 de noviembre de 2016, una versión en miniatura de la consola con 30 juegos instalados en la memoria y con soporte HDMI. Desde 2018, algunos títulos también se han añadido al servicio online de Nintendo Switch.
Sus mayores rivales en el mercado fueron la Master System de Sega y la Atari 7800.

## Historia

### Preproducción
La industria de los videojuegos experimentó un rápido crecimiento y popularidad desde fines de la década de 1970 hasta principios de la década de 1980, marcada por la Edad de Oro de los Juegos Arcade y la segunda generación de consolas. Juegos como Space Invaders (1978) se convirtieron en un fenómeno en las arcades de todo el mundo, mientras que las consolas en el hogar como el Atari 2600 y la intelivisión ganaron puntos de apoyo en el mercado estadounidense. Muchas compañías surgieron para capitalizar la creciente industria, incluido el fabricante de tarjetas y juguetes  Nintendo.
Hiroshi Yamauchi, presidente de Nintendo desde 1949, se dio cuenta de que los avances en la industria electrónica permitían producir productos de entretenimiento a precios más bajos. Empresas como Atari y Magnavox ya vendían consolas de videojuegos para televisores, con un éxito moderado. Yamauchi negoció una licencia con Magnavox para vender su consola, la Magnavox Odyssey. Dado que las operaciones de Nintendo aún no eran lo suficientemente sofisticadas como para diseñar su propio hardware, Yamauchi forjó una alianza con Mitsubishi Electric y contrató a varios empleados de Sharp Electronics para que colaboraran en el desarrollo de la Color TV-Game 6 en Japón.  A esta le siguió una secuela más exitosa, la Color TV-Game 15, y la serie portátil Game & Watch..El éxito de estas consolas le dio a Yamauchi la confianza necesaria para expandir la influencia de Nintendo en la incipiente industria de los videojuegos.
| 1983 | Lanzamiento de Famicom |
| 1983 | Lanzamiento de My Computer TV |
| 1984 | La Famicom recibe un cambio de motherboard y los botones dejan de ser cuadrados esponjosos a redondos duros |
| 1985 | Lanzamiento de NES en USA |
| 1986 | La Famicom recibe el Premio Nikkei Business Daily a la Excelencia en la categoría de Cultura, Artículos Deportivos y Artículos Varios en los Premios Anuales Nikkei a la Excelencia en Productos patrocinados por Nihon Keizai Shimbun Inc. |
| 1986 | Lanzamiento de NES en Escandinavia |
| 1986 | Se lanza al mercado el Family Computer Disk System |
| 1986 | Instalación de los quioscos Nintendo Disk Writer |
| 1987 | Lanzamiento de Samurai Electronic TV Game System |
| 1987 | Lanzamiento de NES en Inglaterra, Italia Francia, Bélgica, Netherlands, Luxemburgo, Australia y Nueva Zelanda |
| 1988 | Lanzamiento de NES en España |
| 1989 | Lanzamiento de Sharp Game Television SHARP 19SV111 |
| 1989 | Lanzamiento de Hyundai Comboy |
| 1990 | |
| 1991 | Lanzamiento de NES en Hungría |
| 1992 | Disco Janken Jō último juego de Famicom Disk System |
| 1993 | Desmantelamiento de los Nintendo Disk Writer |
| 1993 | Se lanza al mercado el Famicom AV |
| 1994 | Lanzamiento de Wario's Woods y Sunday Funday: The Ride últimos juegos de nes en USA |
| 1994 | Lanzamiento de Takahashi Meijin no Bōken Jima IV último juego de Famicom |
| 1995 | Lanzamiento de Lion King juegos de nes en USA |
| 1996 | |
| 1997 | |
| 1998 | |
| 1999 | |
| 2000 | |
| 2001 | |
| 2002 | |
| 2003 | Descontinuación del Famicom |
| 2004 | |
| 2005 | |
| 2006 | |
| 2007 | Fin de soporte técnico del famicom |

En 1978, Yamauchi dividió Nintendo en divisiones independientes de investigación y desarrollo. Nombró a Masayuki Uemura como jefe de Nintendo Research & Development 2, una división que se centraba exclusivamente en hardware.  quienes tenían tiempo libre debido a la reducción del negocio de juegos arcade en ese momento.  Poco antes de que comenzara el desarrollo, Coleco trajo un prototipo de ColecoVision a Nintendo, y los ingenieros de la División de Desarrollo 2 quedaron sorprendidos por su rendimiento y decidieron que ColecoVision serviría como imagen para futuros productos. 、  Yamauchi, a través de extensas conversaciones con Uemura y otros ingenieros, reconoció el potencial de la consola en desarrollo más allá de los juegos. Visualizó un sistema de computadora doméstica disfrazado de juguete, que podría expandir significativamente el alcance de Nintendo si se volvía popular entre los niños. Esta popularidad impulsaría la demanda de juegos, con Nintendo como el único proveedor. De hecho, para 1980, varias consolas ya habían sido lanzadas en Japón por compañías estadounidenses y japonesas. Yamauchi encargó a Uemura el desarrollo de una consola que fuera superior a sus competidores y difícil de replicar durante al menos un año. El principal desafío de Uemura fue económico más que tecnológico; Yamauchi quería que el sistema fuera lo suficientemente asequible como para que se generalizara su adopción en los hogares, con un precio de ¥9,800 (menos de $75) en comparación con las máquinas existentes, cuyo precio oscilaba entre ¥30,000 y ¥50,000 (de $200 a $350). El nuevo sistema debía superar a otros sistemas, tanto japoneses como estadounidenses, y ser significativamente más asequible. Bajo este concepto, Masayuki Uemura y su equipo Nintendo R&D se encargaron de diseñar un sistema de juego que fuera menos costoso que sus competidores directos y que además tuviera un desempeño exitoso en el mercado con el fin de que no pudiera ser sobrepasado a nivel comercial por otros sistemas rivales, por lo menos en un período de un año.

### Producción
el desarrollo de la  Famicom se vio influenciada por la ColecoVision, la competencia de Coleco contra la Atari 2600 en Estados Unidos; el juego más vendido de la ColecoVision fue un port de Donkey Kong bajo licencia Nintendo. El director del proyecto, Takao Sawano, compro una ColecoVision y la llevo a la casa de su familia,  y quedo impresionado por sus gráficos fluidos,  cosa que contrasta con el parpadeo y el lag cosa común en los juegos de Atari 2600. Uemura afirmó que la ColecoVision marcó el estándar para la Famicom. se plantearon que Querían superarla e igualar el hardware arcade más potente de Donkey Kong; llevaron una máquina recreativa de Donkey Kong al fabricante de chips Ricoh para su análisis, lo que llevó a Ricoh a producir  un chip capaz de reproducirlo en un único chip lo que dio la creación de la Unidad de Procesamiento de Imágenes (PPU) para la NES.
Los planes originales preveían que los cartuchos de la Famicom tuvieran el tamaño de una cinta de casete, pero finalmente resultaron ser el doble de grandes. Se prestó especial atención al diseño de los conectores de los cartuchos, ya que las conexiones sueltas y defectuosas solían ser un problema en las máquinas recreativas. Como se necesitaban 60 líneas de conexión para la memoria y la expansión, Nintendo decidió fabricar sus propios conectores.
Los mandos están conectados directamente a la consola, sin conectores, por razones de coste. Los diseños de los mandos se reutilizaron de las consolas Game & Watch, aunque el equipo de diseño de Famicom inicialmente quería usar joysticks de estilo arcade, e incluso desmontó algunos de consolas estadounidenses para comprobar su funcionamiento. Existían preocupaciones sobre la durabilidad del diseño del joystick y sobre la posibilidad de que los niños los pisaran en el suelo. Katsuya Nakawaka instaló un mando direccional de Game & Watch en el prototipo de Famicom y comprobó que era fácil de usar y no causaba ninguna molestia. Finalmente, instalaron un puerto de expansión de 15 pines en la parte frontal de la consola para poder usar un joystick de estilo arcade opcional y un teclado para justificar el nombre "family computer".
Gunpei Yokoi sugirió una palanca de expulsión, que no era necesaria, pero creía que los niños podrían entretenerse presionándola. Uemura adoptó su idea. Uemura agregó un micrófono al segundo controlador con la idea de que pudiera usarse para hacer que las voces de los jugadores suenen a través del altavoz del televisor.

#### Planificación de  hardware
A principios de la década de 1980 , la tasa de adopción de las consolas era baja y era común utilizar chips de computadoras genéricas basadas únicamente en modo texto . Como resultado, muchas consolas tenían una resolución de pantalla baja (alrededor de 100 x 100), y solo eran capaz de unos pocos colores y era difícil implementar el desplazamiento de la pantalla. Incluso las computadoras personales estaban todavía en sus inicios, a pesar de ser caras, tenían severas limitaciones en cuanto a CPU y memoria, y los gráficos los cuales los chips estaban especializados en solo texto y gráficos ascii y el sonido era generado por un altavoz piezoeléctrico con sonido básicos.
En respuesta a esto, Nintendo desarrolló varios circuitos integrados personalizados con especificaciones optimizadas para juegos, inspirándose en la placa arcade de  Donkey Kong, con el fin de permitir que las consolas pudieran reproducir juegos iguales o mejores  a los que se jugaban en las salas arcade. Yamauchi exigía un rendimiento que a otras empresas les llevaría un año  o tres años  replicar.
El gpu personalizado utilizado fue fabricado por Ricoh . Las razones por las que se seleccionó a Ricoh fueron las siguientes:
1. Hiromitsu Yagi, que había trabajado en Mitsubishi Electric en el desarrollo de LSI para consolas de juegos después del Color TV Game 15 , se había mudado a Ricoh y había entrado en el negocio de semiconductores en 1980, teniendo así una conexión con Nintendo . [42]
2. En abril de 1981, Ricoh gastó 7.500 millones de yenes para completar una fábrica dedicada a circuitos integrados personalizados en la ciudad de Ikeda, prefectura de Osaka, pero no pudo atraer clientes debido a la falta de historial.
3. Ricoh había anticipado la informatización de las fotocopiadoras mecánicas en ese momento y había preparado el más moderno equipamiento de semiconductores y personal técnico. Sin embargo, como el proceso de informatización llevó mucho tiempo, la empresa aún tenía margen de maniobra para diseñar nuevos semiconductores . [43]
4. En ese momento, el mercado de las computadoras personales se estaba expandiendo rápidamente, especialmente en Estados Unidos, y los fabricantes japoneses de semiconductores estaban envueltos en una carrera tecnológica para aumentar la velocidad y la capacidad de los elementos de memoria principal, conocida como las "Guerras DRAM". Sin embargo, Ricoh no se vio afectado por esto porque no era un fabricante de semiconductores . [43]

Nintendo inicialmente quería basar su chip personalizado en el Z80 , un procesador que Nintendo conocía de los juegos arcade , pero Ricoh sugirió usar el 6502 , que esperaba licenciar de Rockwell.  Ricoh recomendó el 6502 porque "negociar una licencia para el Z80 tomaría una cantidad considerable de tiempo, lo que podría alargar el período de desarrollo"  y "el 6502 sería ventajoso en términos de costo, ya que el área del chip sería una cuarta parte de la del Z80, y el 6502 no se usa ampliamente en Japón, por lo que sería difícil para otras compañías copiarlo". Después de probarlo, Nintendo también concluyó que "el problema de la reducción de costos podría resolverse adoptando un LSI personalizado que combinara los circuitos electrónicos de la fuente de sonido y el 6502 en un solo LSI, en lugar del Z80, que ocupa mucho espacio"  y decidió utilizar el 6502 porque "era compatible con el procesador de visualización de imágenes de nuevo diseño" .
Al decidir las especificaciones del chip personalizado, se tuvieron en cuenta las solicitudes de diseñadores de juegos como Shigeru Miyamoto . Quedó claro que el precio final del chip originalmente diseñado por Uemura y su equipo sería demasiado alto, por lo que para reducir los costos de fabricación, se hizo necesario reducir la cantidad de colores que se podían utilizar y el rendimiento de la fuente de sonido, pero las especificaciones de color finales fueron decididas por Miyamoto . 
También se habla de que Nintendo prometió a Ricoh que "garantizaría la producción de 3 millones de unidades en dos años" , lo que permitió mantener bajo el precio de la CPU personalizada, pero Yamauchi niega esta historia .  En respuesta a la solicitud de Nintendo de venderlo por 2.000 yenes, Ricoh respondió que sería posible si pudieran garantizar la producción de un millón de unidades, pero cualquier cosa menos sería imposible . 
debido al factor costo, la velocidad de la CPU y la capacidad de memoria eran limitadas, lo que resultó en una baja versatilidad. Sin embargo, al incorporar circuitos periféricos necesarios para expansión del juego y que contaban con elementos de coste relativamente bajo  , fue posible mejorar la expresividad en comparación con el hardware construido con piezas de propósito general. Este enfoque en los gráficos permitió que juegos como Super Mario Bros. se renderizaran a una alta tasa de FPS y con gráficos comparables a los de los juegos arcade de principios de los años 1980 .
En una época en la que las consolas de juegos domésticas normalmente sólo eran capaces de reproducir pitidos y sonidos de ruido ni siquiera podían reproducir melodías complejas, la inclusión de fuentes de sonido compatibles con PSG y PCM fue un avance revolucionario.
A medida que avanzaba el desarrollo, los ingenieros buscaron la orientación de Yamauchi sobre sus características. Se preguntaron si incluir una unidad de disco, un teclado, un puerto de datos, así como la posibilidad de un módem, memoria expandida y otras capacidades similares a las de un ordenador. Yamauchi finalmente le ordenó a Uemura que priorizara la simplicidad y la asequibilidad, omitiendo por completo estos periféricos. Los cartuchos de juego, que Uemura vio como "menos intimidantes" para los consumidores, fueron el formato elegido. El equipo diseñó el sistema para almacenar 2.000 bytes de memoria de acceso aleatorio (RAM), significativamente más que los 256 bytes de Atari. Los cartuchos más grandes también permitían juegos mucho más complejos, con treinta y dos veces la capacidad de código de los cartuchos de Atari.
El hardware de la consola se basaba en gran medida en los videojuegos arcade, en particular el hardware de Galaxian  (1979) de Namco' y Donkey Kong de Nintendo, con el objetivo de igualar sus potentes capacidades de sprites y desplazamiento en un sistema doméstico. Se construyó un modelo de prueba en octubre de 1982 para verificar la funcionalidad del hardware y se comenzó a trabajar en herramientas de programación. Debido a que las CPU 6502 no se habían fabricado ni vendido en Japón en ese momento, no había software de desarrollo cruzado disponible y tuvo que desarrollarse desde cero. Los primeros juegos de Famicom se escribieron en una computadora NEC PC-8001. Se utilizaron LED en una cuadrícula con un digitalizador para diseñar gráficos, ya que no existían tales herramientas de diseño de software en ese momento.

### Carcasa y color
Se decía que el esquema de colores rojo y blanco de la caja era el resultado de "seleccionar el plástico más barato" , pero según el desarrollador de Family Computer,  Masayuki Uemura , el rojo era en realidad el color favorito de Yamauchi, y también era el color de la bufanda  que usaba en ese momento  , y la decisión de usar rojo  fue tomada por orden de Yamauchi. Los colores y diseños distintos del rojo fueron decididos por los diseñadores .   se hizo a partir de un plástico ABS más resistente , La elección original era una carcasa de acero más barata que resultó demasiado frágil. 

### Elección del nombre
El nombre en clave del proyecto era inicialmente "Video Game", luego "Young Computer", y así sucesivamente hasta llegar al nombre. existe una leyenda que la esposa de Masayuki Uemura propuso el nombre "family computer", pero el propio Uemura lo negó, diciendo que en realidad él mismo le puso el nombre y que su esposa inventó la abreviatura "Famicom"  argumentando que en Japón, 'pasokon' se usa para referirse a una  personal computer, pero no es ni una computadora doméstica ni personal. Tal vez se podría decir que es una  "Famicom".

### Lanzamiento en Japón:family computer
la 家庭用カセットビデオゲーム family computer  ファミリーコンピュータ   se lanzo en Japón el 15 de julio de 1983, teniendo un precio de JP¥14 800 y siendo acompañada de tres «juegos incluidos» de tipo arcade (Donkey Kong, Donkey Kong Jr. y Popeye). después de haber logrado buenas ventas en sus primeros meses, se evidenció un fallo técnico producido por una colocación deficiente del circuito integrado, lo cual causaba que el sistema se «congelara» apenas era ejecutado el software. Después de arreglar la deficiencia con una nueva placa base, lo cual requirió el cese temporal de la distribución de la Famicom en el mercado,  luego de la reparación la popularidad de la Famicom se disparó, convirtiéndose en la consola más vendida en Japón a finales de 1984 superando a nivel comercial a su competidor directo, Sega SG-1000, y pasando a convertirse en el sistema más vendido en Japón para finales de 1984 —hasta ese entonces, Nintendo había vendido más de dos millones y medio de Famicoms en territorio japonés—. el éxito fue tal que se denominó el ""Famicom Boom": 
Nintendo lanzó la consola únicamente con juegos propios, pero tras ser contactada por Namco y Hudson Soft en 1984, acordó producir juegos de terceros por una comisión del 30% para cubrir las licencias de la consola y los costes de producción. Esta tasa se mantuvo en la industria de las consolas y las tiendas digitales hasta el siglo XXI.

### La versión norteamericana:Nintendo Entertainment System

#### Nintendo Advanced Video Gaming System

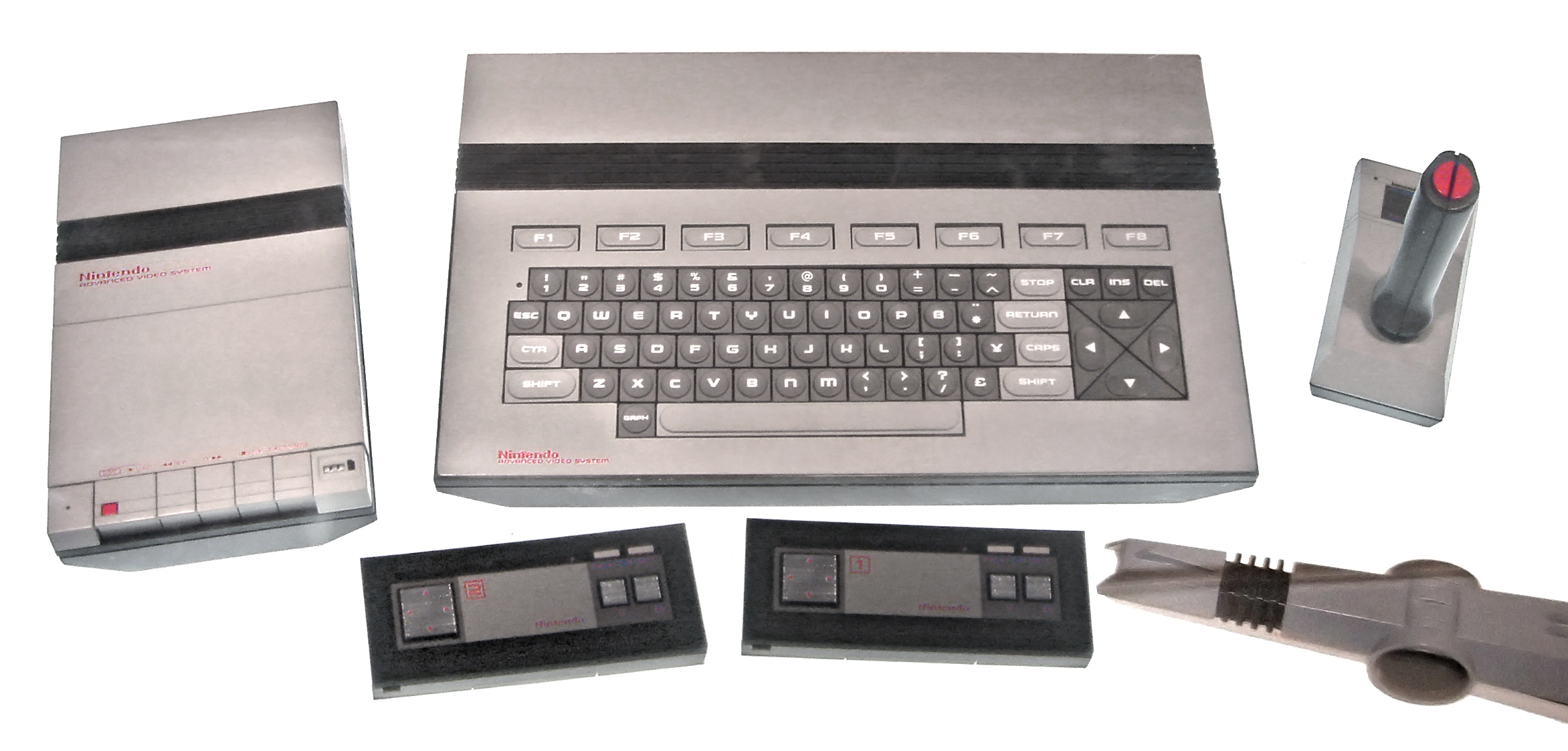
Dispositivos que habrían de ser usados por la consola Nintendo Advanced Video System.

Alentada por su éxito en Japón, Nintendo pronto centró su atención en los mercados extranjeros. Como nuevo fabricante de consolas, Nintendo tuvo que convencer a un público escéptico para que aceptara su sistema. Con este fin, Nintendo entró en negociaciones con Atari para lanzar la Famicom fuera de Japón con el fin de que esta distribuyese en dicho continente bajo el nombre de Nintendo Advanced Video Gaming System.como Nintendo Enhanced Video System, con planes de lanzar el sistema a finales de 1983..Aunque las dos compañías llegaron a un acuerdo provisional, con los documentos finales del contrato para ser firmados en el Consumer Electronics Show (CES) de verano de 1983, Atari se negó a firmar en el último minuto, después de ver a Coleco, uno de sus principales competidores en el mercado en ese momento, demostrando un prototipo de Donkey Kong para su próximo sistema informático doméstico Coleco Adam. Coleco había licenciado Donkey Kong para la consola doméstica ColecoVision, pero Atari tenía la licencia exclusiva de ordenador para el juego. Aunque el juego había sido producido originalmente para ColecoVision y, por lo tanto, podía jugarse automáticamente en el ordenador Adam, Atari tomó la demostración como una señal de que Nintendo también estaba hablando con Coleco. Aunque el problema se resolvió en un mes, para entonces los problemas financieros de Atari derivados de la crisis de los videojuegos en América del Norte de 1983, junto con la salida del director ejecutivo de Atari, Ray Kassar, dejaron a la empresa incapaz de seguir adelante con el acuerdo para realizar el lanzamiento previsto. De igual manera, los planes de comercializar una Famicom en Norteamérica, se creó una maqueta sin hardware que incluía un teclado, una unidad de casete, un controlador joystick inalámbrico y un cartucho de FAMILY BASIC, jamás se vieron materializados. De hecho, el proyecto Nintendo Advanced Video System llegó a exhibirse en el Consumer Electronics Show (CES) de 1984 y, aun cuando los asistentes al evento reconocieron la tecnología avanzada del sistema, hubo una respuesta generalmente desfavorable respecto a la funcionalidad del teclado y el joystick sin cables.

#### Nintendo entertainment system  (NES)

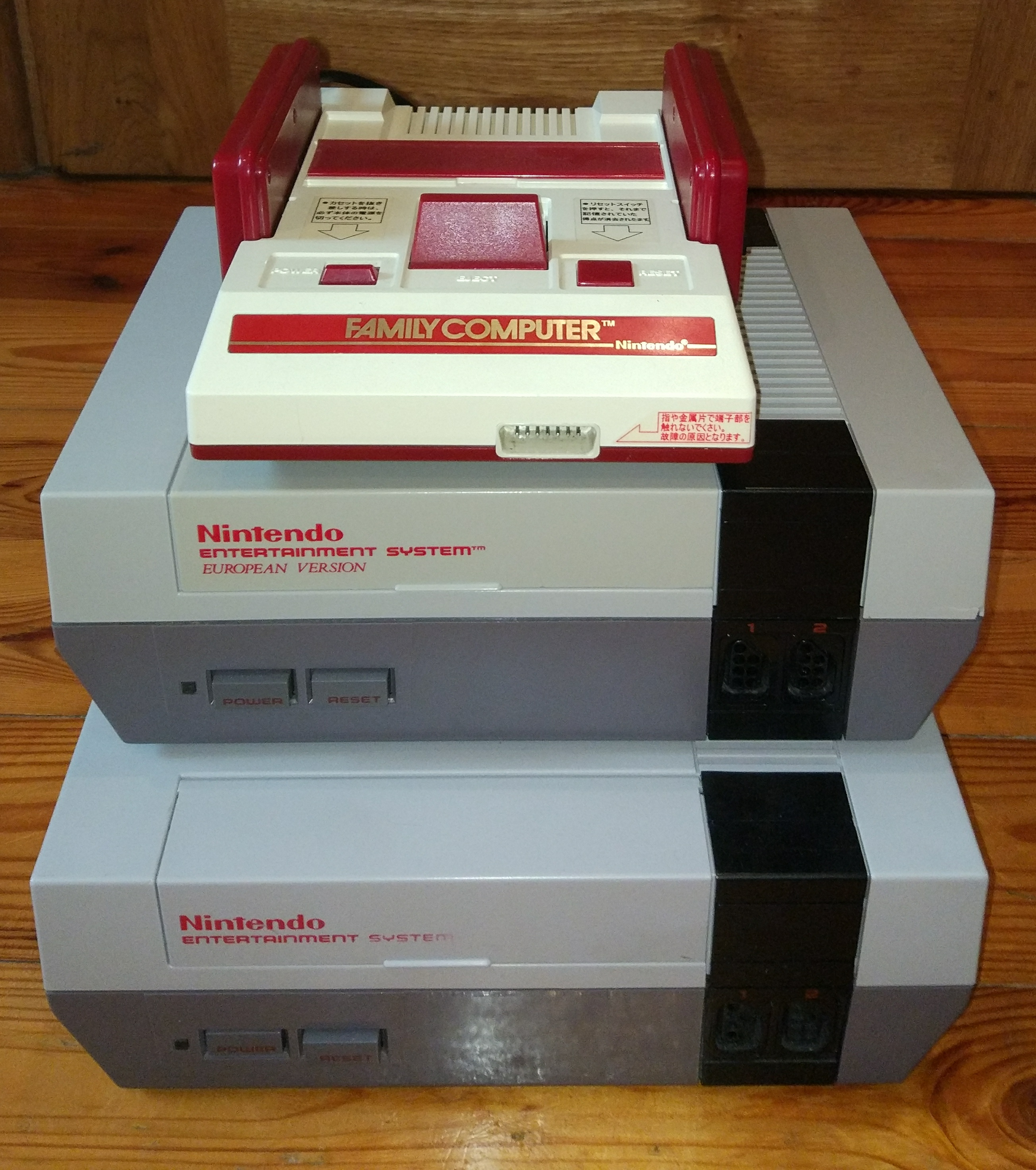
Videoconsolas Famicom y NES versión europea (PAL) y americana (NTSC).

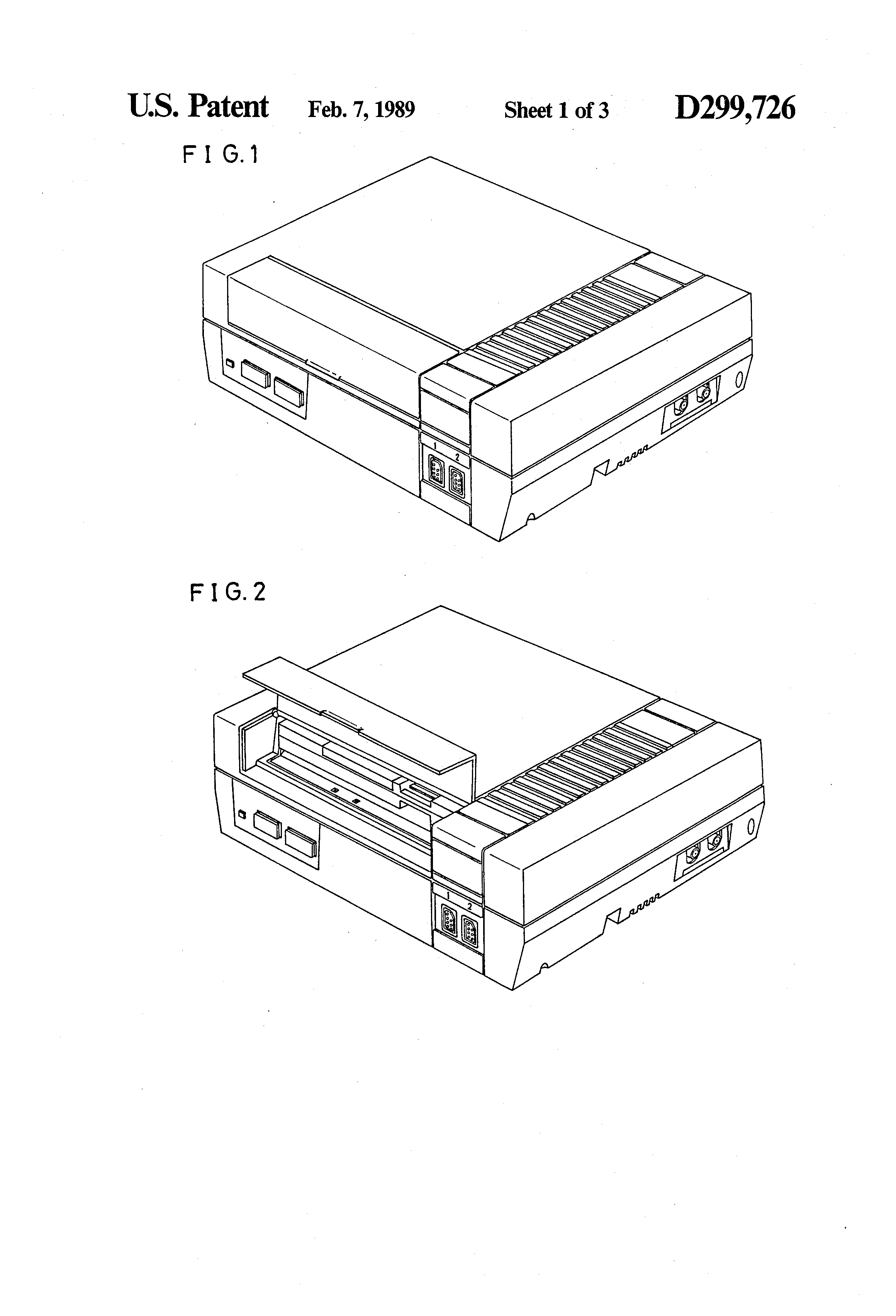
Diseño original de la NES, creado por Masayuki Yukawa para una patente en los Estados Unidos (1985).

En junio de 1985, Nintendo dio a conocer una versión totalmente diferente de la Nintendo Advanced Video System en el evento CES de ese año, abandonando para ello el concepto de una computadora doméstica. Dicho sistema pasó a conocerse como Nintendo Entertainment System y peculiarmente conservó varios elementos diseñados inicialmente para el proyecto original (Nintendo Advanced Video System), tales como el color gris y el aspecto físico de una caja. Con tal de lograr un efecto positivo en el nivel de ventas, Nintendo optó por fabricar un «sistema de entretenimiento» en vez de una «consola», estableciendo de esta forma a la Famicom americana como un juguete con accesorios exclusivos tales como una pistola de luz y un accesorio robótico a base de baterías que respondía físicamente a los destellos de una pantalla. A pesar de que el robot atrajo un mayor interés por la NES, los minoristas no estaban dispuestos a firmar un contrato para distribuirla en el mercado. Solo después de una intensa campaña publicitaria llevada a cabo por el equipo «Nintendo SWAT», consistente en telemercadotecnia y demostraciones en centros comerciales, así como una proposición libre de riesgo para los minoristas, fue que Nintendo pudo asegurar el apoyo de aproximadamente 500 minoristas para así llevar a cabo una investigación de mercados en Nueva York, donde, el 18 de octubre de 1985, la empresa lanzó un total de 100.000 consolas NES como envío inicial. Cada paquete incluía una consola NES, un par de gamepads, un The optional Robotic Operating Buddy, o R.O.B, una pistola de luz, y los juegos Gyromite y Duck Hunt. Tras un aumento considerable en las ventas durante la temporada navideña, Nintendo decidió realizar una nueva prueba de mercado en Los Ángeles para febrero de 1986, la cual continuó en las ciudades de Chicago y San Francisco. Al abarcar un total de doce ciudades estadounidenses, finalmente en septiembre se distribuyó por todo el país.
el Robotic Operating Buddy, o R.O.B, era parte de un plan de marketing para retratar la tecnología de la NES como novedosa y sofisticada en comparación con las consolas de juegos anteriores, y retratar su posición al alcance del mercado de juguetes mejor establecido. Aunque al principio, El público estadounidense exhibió una emoción tibia a la consola sin nada,  pero los packs con periféricos como Light Gun y R.O.B. atrajo una extensa atención.
En el proceso, Nintendo firmó un acuerdo de distribución con la empresa Worlds of Wonder, a partir del cual incluyó los populares Teddy Ruxpin y Lazer Tag con el propósito de hacer que más tiendas optaran por comercializar la NES. De forma simultánea, la empresa lanzó un total de dieciocho juegos. Resulta destacable mencionar que, para acelerar la distribución de estos títulos para la temporada navideña, algunas variedades de dichos juegos contenían circuitos propios de la Famicom junto a un adaptador para que pudieran ser compatibles con los sistemas del continente americano. Nintendo distribuyó la NES en Norteamérica con el eslogan: "Now you're playing with power! (¡Ahora estás jugando con poder!)".

### Distribución en Europa y Australia
La introducción de NES a Europa fue más tardía, siendo su recepción más moderada y también jugando un factor el mayor dominio de computadoras en ese mercado. Tanto en Europa como en Australia, la NES se lanzó en dos regiones comerciales diferentes (referidas como «A» y «B»); en esta última, formada por la mayor parte del continente europeo —sin incluir a Italia—, la distribución fue manejada por diferentes empresas, siendo Nintendo la responsable de la mayoría de los lanzamientos en cartucho. Aunque la versión la norteamericana y europea del NES japonesa incluían esencialmente el mismo hardware, Nintendo decidió utilizar un chip de bloqueo que impedían jugar cartuchos extranjeros.

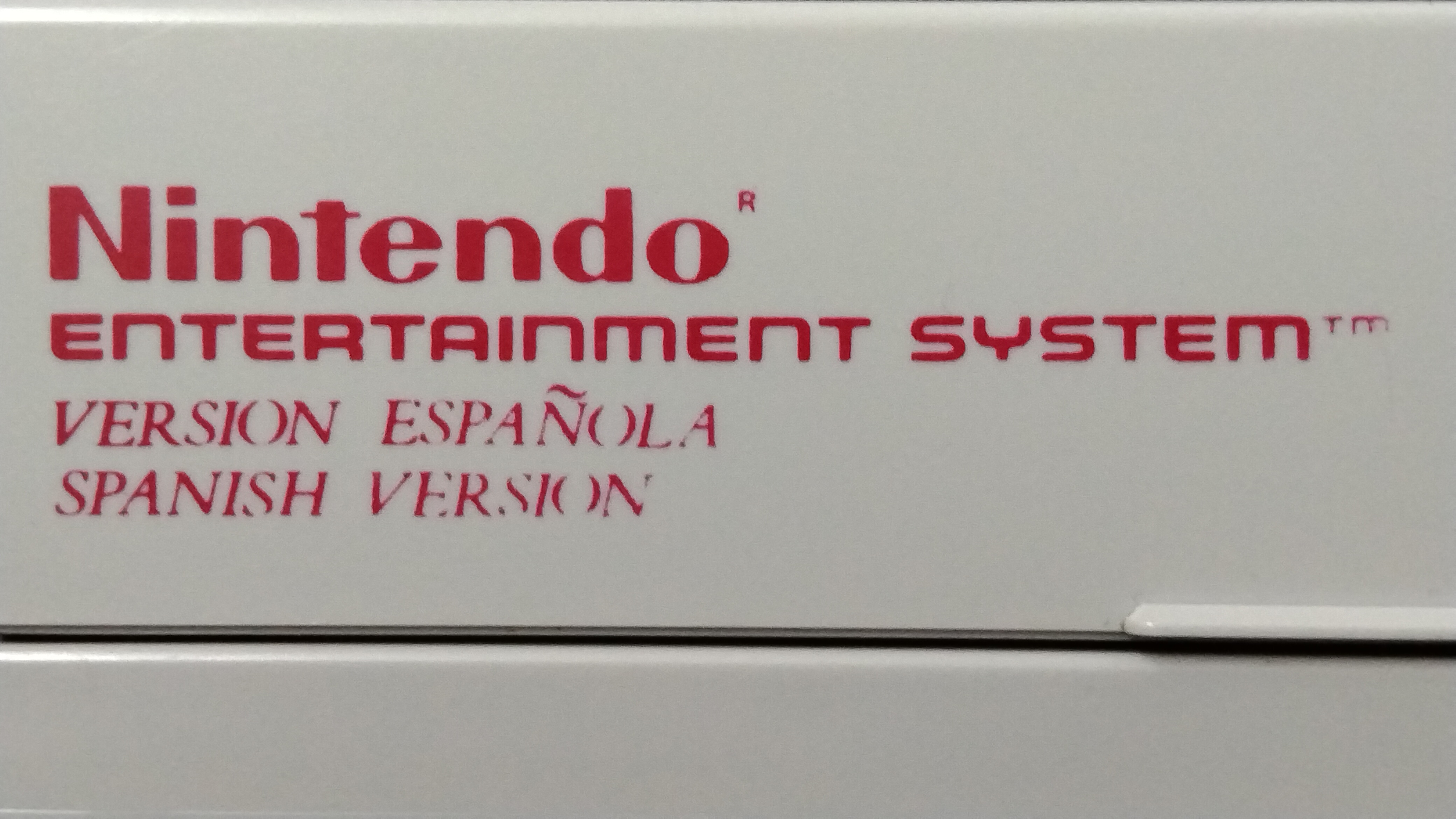
Inscripción de la videoconsola NES versión española.

Finalmente, la consola debutó en dicha región con un temprano lanzamiento el 1 de septiembre de 1986 en los países escandinavos por Bergsala. Aunque la mayoría de países europeos recibieron la consola en 1987.
En los Países Bajos, fue distribuida por Bandai BV. En Francia, por su parte, fue puesta a la venta en octubre de 1987. En España fue lanzada alrededor de 1988, bajo la distribución de SPACO S.A. La consola europea llevaba en la tapa la inscripción "EUROPEAN VERSION" aunque la versión española contaba con su propia inscripción regional "VERSION ESPAÑOLA".
Por otra parte, Mattel se encargó de la distribución para la región A, integrada por Reino Unido, Irlanda, Italia y Nueva Zelanda también en 1987. En 1990, con motivo de la creación de la sucursal europea de Nintendo, la distribución en Europa finalmente habría de recaer en Nintendo. Curiosamente, la NES no estuvo disponible en los países del Bloque del Este, tales como la República Democrática Alemana, la Unión Soviética y Yugoslavia. A pesar del rendimiento deslucido del sistema fuera de Japón y América del Norte, para comienzos de 1990 la NES había superado a nivel comercial a cualquier otra consola lanzada previamente, convirtiendo a Nintendo en la empresa más exitosa en Japón de esa época, tras haber superado a Toyota.

### Versiones asiáticas
La NES también se lanzó en otras regiones de Asia fuera de Japón (excepto China continental). En particular, Corea del Sur recibió la NES a través del distribuidor SK hynix con su marca  Hyundai Electronics como Hyundai Comboy en octubre de 1989.Nintendo no pudo vender la NES directamente en el país debido a que las importaciones culturales japonesas estaban prohibidas por el gobierno en ese momento, desde el final de la Segunda Guerra Mundial; la prohibición se mantuvo vigente hasta 2004. En India, una versión construida bajo licencia de la NES para la región PAL se vendió como Samurai Electronic TV Game System. Sin embargo, debido al precio prohibitivamente caro de la consola, se vendió mal en el país; la marca Samurai se reutilizó más tarde para Famiclone no autorizadas.

### Últimos años
En los años 1990 surgieron sistemas tecnológicamente superiores a la NES (entre ellos Sega Mega Drive/Genesis), los cuales habrían de marcar el fin del prevalecimiento en la industria de la NES. Eclipsada asimismo por la nueva SNES, la base de usuarios de la NES disminuyó de manera gradual con el paso del tiempo. A pesar de ello, Nintendo continuó comercializando el sistema en Norteamérica durante la primera mitad de la década, lanzando igualmente una nueva versión (conocida como NES 2 en América y HVC-101 en Japón), con tal de solventar muchos de los defectos en el diseño del hardware original. Los últimos juegos que se distribuyeron para la NES fueron Takahashi Meijin no Bōken Jima IV (perteneciente a la serie Adventure Island) en Japón, mientras que Sunday Funday y Wario's Woods se convirtieron en sus últimos títulos publicados en Norteamérica (el primero de ellos sin licencia alguna, y el segundo siendo el único de su generación con una clasificación de la ESRB). Aun cuando los desarrolladores cesaron la producción de dicho sistema, algunas franquicias exitosas de la NES se trasladaron a nuevas consolas (primordialmente a SNES), permaneciendo populares desde entonces. Ejemplos de estas son Super Mario Bros., The Legend of Zelda y Metroid (todas ellas de Nintendo), así como Mega Man (de Capcom), Castlevania (de Konami), Final Fantasy y Dragon Quest (Los 2 últimos de Square Enix, respectivamente). 

### Descontinuación
Debido a las ventas decrecientes y la ausencia de nuevos juegos, Nintendo of America, suspendió las ventas tanto en Norteamérica como en Europa el 14 de agosto de 1995, En Norteamérica, los reemplazos de la NES estaban disponibles por $25 a cambio de un sistema roto hasta al menos diciembre de 1996, bajo el programa Power Swap de Nintendo. Game Boy y Super NES estaban cubiertos por $25 y $35 respectivamente.
El 30 de mayo de 2003, Nintendo anunció la discontinuación de Famicom en septiembre junto con Super Famicom y los servicios de reescritura de diskettes para Famicom Disk System. La última Famicom, número de serie HN11033309, fue fabricada el 25 de septiembre; fue conservada por Nintendo y posteriormente prestada a los organizadores de Level X, una exposición de videojuegos celebrada del 4 de diciembre de 2003 al 8 de febrero de 2004, en el Museo Metropolitano de Fotografía de Tokio, para una retrospectiva de Famicom en conmemoración del vigésimo aniversario de la consola. Nintendo ofreció servicio de reparación para Famicom en Japón hasta el 31 de octubre de 2007, cuando se suspendió debido a la escasez de piezas disponibles.Para cuando la NES dejó de existir en el mercado, más de 60 000 000 de unidades habían sido comercializadas a nivel mundial.

### NES Classic Edition

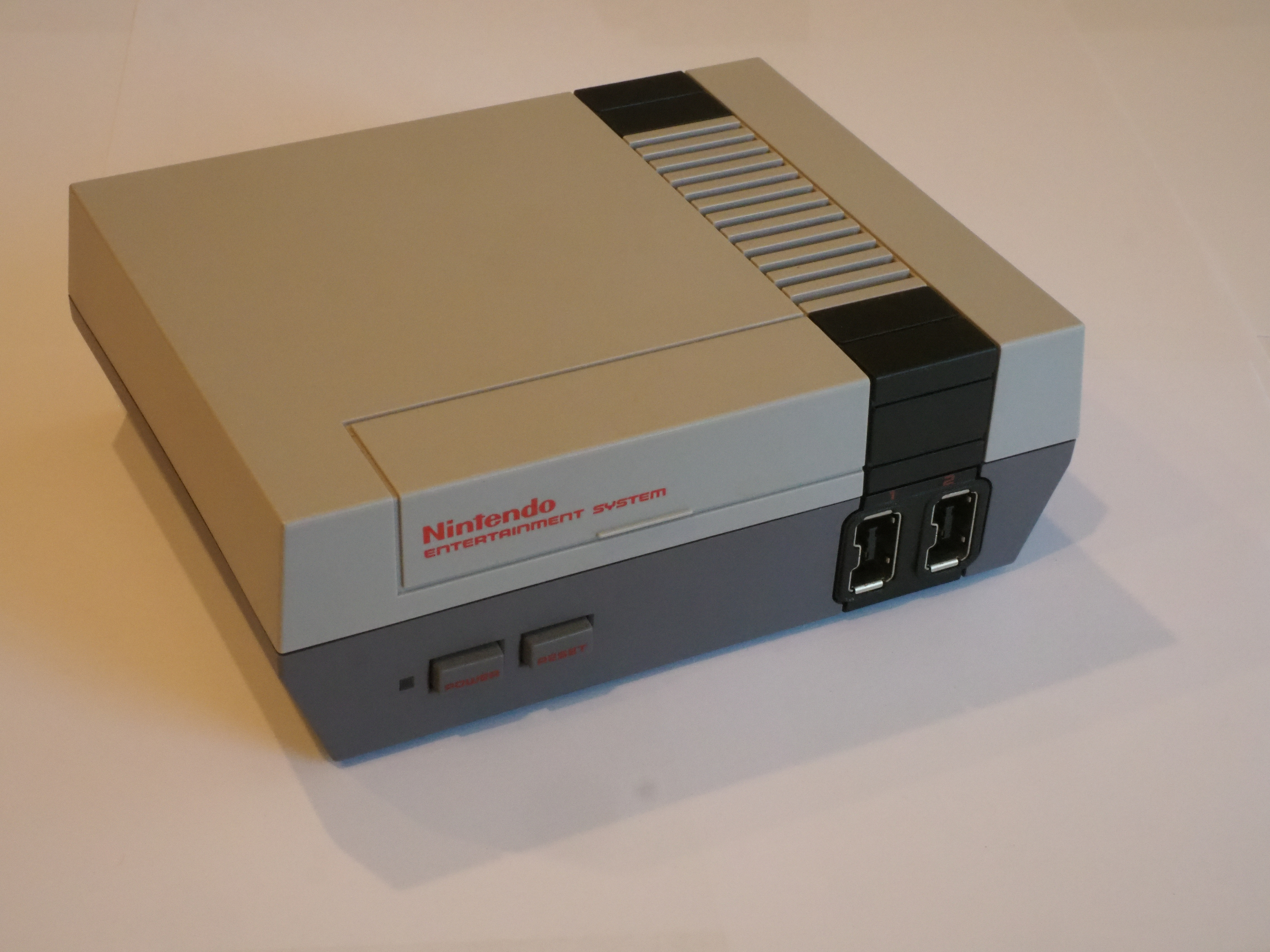
NES Classic Edition

Una nueva versión de la NES fue lanzada el 11 de noviembre de 2016 bajo el nombre Nintendo Classic Mini: Nintendo Entertainment System o Nintendo Classic Mini: Family Computer y Nintendo Classic Mini: Nintendo Entertainment System en Europa y Australia.  en Japón, con un tamaño inferior, salida HDMI y un nuevo control que réplica el original, que también puede conectarse al Wii Remote para usar con juegos de la Consola Virtual.   cuenta con 30 juegos integrados. Se discontinuó en Norteamérica el 13 de abril de 2017 y a nivel mundial el 15 de abril de 2017. Sin embargo, Nintendo anunció en septiembre de 2017 que la NES Classic Mini volvería a producción el 29 de junio de 2018, solo para ser discontinuada nuevamente de forma permanente en diciembre de ese año.   Tiempo después en el año 2018 Nintendo y la revista japonesa Weekly Shōnen Jump, lanzaron una edición de la Famicom mini, exclusiva de Japón, conmemorando los 50 años de la revista bajo el nombre "Nintendo Classic mini Family Computer Jump magazine 50th year memorial " con juegos lanzados en la Famicom de personajes de la revista como: Dragon Ball, Saint Seya y Captain Tsubasa. Contaba con colores dorados, una serigrafía especial cambiando el logo original por el pirata de la Shōnen Jump, y una caja especial,

## Paquetes de la consola
Para su lanzamiento en Norteamérica en 1985, se lanzó en dos lotes o paquetes diferentes, las tapas eran idénticas, solo que cada lote era empaquetado con diferentes cartuchos y accesorios. El primero de estos sets, el Control Deck, era comercializado por US$199,99 (equivalente a $566,56 en 2023), consistiendo únicamente en la consola, mientras que el otro (llamado Deluxe Set) estaba conformado por la consola, un accesorio robótico (R.O.B.), un Nintendo Zapper y dos cartuchos: Duck Hunt y Gyromite, llegando a venderse por US$249,99 (equivalente a $708,2 en 2023).
Para el resto del período comercial de la NES en Norteamérica, se Re-empaquetó en nuevas configuraciones con el fin de aprovechar accesorios más nuevos o títulos más populares. Otro paquete subsecuente fue el NES Action Set, lanzado en noviembre de 1988 por el precio de US$149,99 (equivalente a $386,41 en 2023), el cual habría de reemplazar a los primeros dos conjuntos, incluyendo la consola, la pistola de luz Zapper, dos controles y una versión multicart (término para referirse a un cartucho que incluía dos juegos diferentes) de Super Mario Bros. y Duck Hunt. De esta manera, el Action Set pasó a convertirse en la configuración más exitosa de los paquetes lanzados por Nintendo. Un mes después, en diciembre de 1988, para coincidir con el lanzamiento del controlador en forma de alfombrilla (denominado Power Pad), Nintendo distribuyó el nuevo conjunto Power Set, que estaba integrado por la consola, la Power Pad, la pistola de luz, dos controles y un multicart que contenía los juegos Super Mario Bros., Duck Hunt y World Class Track Meet. En 1990, apareció la configuración Sports Set, que a su vez incluyó la consola, un adaptador de varias pulsaciones inalámbrico por infrarrojos (NES Satellite), cuatro controles y un multicart con U.S. Championship V'Ball y Nintendo World Cup.
Se lanzaron un total de dos conjuntos más usando la NES original; el Challenge Set que incluía la consola, dos controles y un cartucho con el juego Super Mario Bros. 3 y el Basic Set (lanzado en 1987), que únicamente contaba con la consola y dos controles, sin ningún cartucho en el paquete. En cambio, contenía un libro llamado «Guía del Usuario de Nintendo», que a su vez tenía información detallada para cada juego NES existente hasta ese entonces. Finalmente, se rediseñó tanto para el mercado estadounidense como para el japonés como parte de un último set concebido por Nintendo. Así, la nueva NES se relanzó bajo el nombre de Control Deck en Norteamérica y AV Family Computer en Japón. El paquete incluía la nueva consola y un control diseñado a manera de un «hueso de perro». Este último se lanzó en octubre de 1993 en Norteamérica, siendo vendido por 49,99 USD (equivalente a 74 USD en la época contemporánea), y llegando a producirse hasta el cese de la distribución de la consola, en 1995.
En España, para el año 1992 se contaban con los siguientes sets: los Control Deck con un solo mando, por 8.600 pesetas, o con Super Mario Bros. incluido, por 11.900 pts; un set con dos mandos, por 9.600 pts; el Action Set por 16.900 pts y el Super Set, que incluye la consola con cuatro mandos, el adaptador para cuatro mandos Nes four score y una versión multicart de Super Mario Bros., Tetris y Nintendo World Cup por 21.290 pts.

## Diferencias regionales
Aunque la Famicom y las versiones NES norteamericana y europea poseían esencialmente el mismo hardware, existieron ciertas diferencias notorias entre dichos sistemas:
- Diseño distinto de la carcasa. La Famicom tenía una ranura en la parte superior donde se introducían los cartuchos, así como un puerto de expansión de 15 pines radicado en el panel frontal de la unidad, el cual estaba diseñado para conectar accesorios (de tal forma que los controles se hallaban conectados en la parte trasera), contando asimismo con un diseño en rojo y blanco. Por otra parte, la NES poseía una ranura para los cartuchos en la parte frontal, teniendo a su vez un diseño de colores más moderado respecto al sistema japonés (gris, negro y rojo). De igual manera, había un puerto de expansión en la parte inferior de la unidad, mientras que el conector pinout de cada cartucho consistía en una versión modificada de los utilizados para la Famicom. La NES Europea tiene las siguientes medidas: 260 mm de ancho por 190 mm de fondo y 73 mm de alto.

- Cartuchos de 60 y 72 pines. Tanto la Famicom como la versión AV Family Computer utilizaban un diseño de cartucho equivalente a 60 pines, lo cual daba lugar a dispositivos de almacenamiento más pequeños en comparación a los de la NES, que usaban un diseño de 72 pines. En esta última, cuatro pines eran usados para el circuito de cierre conocido como «10NES»,[122] mientras que un total de diez pines se disponían para conectar un cartucho directamente al puerto de expansión ubicado en la parte inferior de la unidad. Finalmente, un par de pines que se habían concebido para la Famicom, y que tenían la función de expandir el sonido proveniente de los cartuchos, fueron eliminados de las consolas NES. Muchos de los primeros juegos distribuidos en Norteamérica (como ejemplo Stack-Up) consistían en simples cartuchos de la Famicom unidos a un adaptador (entre ellos el T89 Cartridge Converter) para que pudieran ser compatibles con el hardware de la NES. Esto se hizo así para reducir costos e inventario, usando Nintendo en su lugar las mismas placas base de cartucho tanto en Norteamérica como en Japón.

- Periféricos. Se lanzaron ciertos periféricos y programas exclusivos para la Famicom. Si obstante, solo algunos de estos habrían de aparecer fuera de territorio japonés.
  - Family BASIC es una aplicación del lenguaje BASIC para la Famicom que permitía al usuario programar sus propios juegos. Para varios desarrolladores de software de la empresa, este método se convirtió en la primera forma de programación de la consola japonesa.
  - Famicom MODEM es un módem que posibilitaba la conexión a un servidor de Nintendo que a su vez proporcionaba datos como bromas, noticias (principalmente relacionadas con la empresa), estrategias para cada juego y reportes del clima imperante en Japón en un momento determinado; asimismo, tenía la función de permitir la descarga de un número pequeño de programas. A diferencia de Family BASIC, se evaluó un módem en Estados Unidos por parte de la empresa Minnesota State Lottery. De haber sido distribuido en dicho país, el dispositivo habría permitido a los jugadores comprar billetes de lotería con su consola NES. Sin embargo, no se llegó a comercializar debido a que algunos padres de familia y legisladores manifestaron su preocupación de que los menores pudieran aprender a jugar a la lotería de manera ilegal y anónima, a pesar de que Nintendo aseguró lo contrario.[123]

- Circuitos de sonido externos. La Famicom presentaba dos pines por cartucho para que así estos proporcionaran un mejor sonido externo. Al principio, se pretendía que dichos pines facilitaran tal función al circuito de sonido externo del Famicom Disk System. Sin embargo, el par de pines se removió de los puertos correspondientes a los cartuchos de la NES, recolocándolos en el puerto de expansión de su parte inferior. Como resultado, los cartuchos norteamericanos no podían hacer uso de esta funcionalidad, por lo que las versiones NES tenían un nivel inferior de sonido comparado al de sus homólogas en Japón. Un ejemplo notable de este problema se evidencia en el título Castlevania III: Dracula's Curse.

- Cableado de los controles. En el diseño original de la Famicom los controles tenían un cableado fijo de tal manera que estos no podían ser desconectados. De igual manera, el segundo control tenía un control de volumen que lo usaba subir y bajar el volumen, aunque no tenía los botones SELECT ni START. Posteriormente, los controles y el micrófono se eliminaron de la rediseñada AV Famicom en favor de un par de puertos de controlador de siete pines ubicado en el panel frontal, un concepto implementado originalmente en la NES.

- Circuito de cierre. Debido a que la Famicom carecía de un hardware de cierre, la aparición de cartuchos sin licencia (ya fueran legítimos o de contrabando) era una situación común en Japón y el Lejano Oriente. En contraste, la NES (sin tomar en consideración a la NES 2) sí venía equipada con un circuito de bloqueo denominado 10NES, por lo que esto significó un mayor desafío para los desarrolladores de software sin licencia. Tiempo después, algunas personas descubrieron que al desmontar la NES y cortar el cuarto pin del circuito de bloqueo se podía cambiar el modo de funcionamiento del chip de «cerrado» a «abierto», con lo que se eliminaban todos los efectos del mismo en el sistema, posibilitando la ejecución de juegos legales, piratas e importados.[124] En cada región donde se llegó a comercializar la NES, presentaba diferentes circuitos de cierre, por lo que los títulos vendidos en una zona geográfica no podían ejecutarse en las consolas de otra región. Las zonas conocidas son: EE. UU./Canadá (circuito de bloqueo 3 193), la mayor parte de Europa (3 195), Asia (3 196) y Reino Unido, Italia y Australia (3 197). Aun cuando dos tipos de circuitos eran usados en Europa, las consolas del continente usualmente venían empaquetadas en cajas marcadas con la letra «A» o «B» en la parte frontal, la cual indicaba si el juego era compatible con sistemas de Reino Unido, Italia y Australia («A») o el resto de Europa («B»).[93] Los juegos de esta última región poseían además una leyenda que enunciaba: «Este juego no es compatible con las versiones de Mattel o NES de Nintendo Entertainment System». De forma parecida, cada cartucho distribuido en la zona «A» decía textualmente: «Este juego es compatible únicamente con las versiones de Mattel o NES de Nintendo Entertainment System».

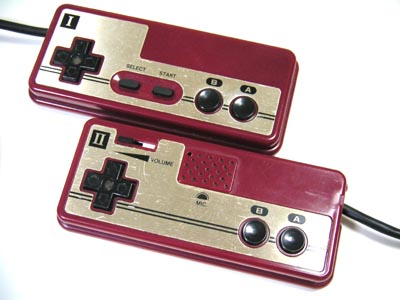
A diferencia de la NES, los controles de la Famicom no podían desconectarse de la consola. El segundo control no tenía los botones START ni SELECT, los cuales habían sido reemplazados por un micrófono y un controlador deslizable de volumen.

- Salidas de audio y video. La Famicom disponía de una conexión de modulador de RF para las salidas de audio y video, mientras que la NES Americana venía acompañada, del modulador RF, de unos cables de salida con conector RCA de vídeo compuesto. Respecto a ciertas versiones europeas que incluían una conexión RGB,[125] la AV Famicom presentaba solo un conector RCA, mientras que la NES 2 contaba solamente de un modulador RF. la NES en Norteamérica es la primera consola de videojuegos en contar con una salida de video compuesto de conexión directa[cita requerida], las personas podian conectar el sistema a un monitor mas moderno sin requerir de convertidores.

- Fabricación de cartuchos por empresas third-party. En Japón, un total de seis fabricantes (Nintendo, Konami, Capcom, Namco, Bandai y Jaleco) se encargaron de fabricar los cartuchos para la Famicom. permitió a dichas empresas desarrollar sus propios circuitos personalizados que eran diseñados para fines específicos, tales como los chips de sonido VRC 6 y VRC 7 de Konami, que añadieron mas cantidad de canales de audio[126]  mejorando la calidad del sonido en sus juegos.

- Versiones europeas «Mattel» y «NES». En Reino Unido, Italia y Australia, se comercializaron dos versiones de la NES: la «Mattel» y la «NES».[127] Cuando NES apareció por primera vez en estos países, fue distribuida por Mattel y Nintendo decidió usar un circuito de cierre específico en esa área geográfica, el cual era distinto al chip utilizado en otros países europeos. En las regiones donde Mattel distribuyó la NES, su logo estaba pegado en la portada cerca del Nintendo Seal of Quality.[128] Más tarde, Nintendo se hizo cargo de la distribución por lo que las consolas pasaron a adoptar la denominación de «versión NES». Las únicas diferencias entre este par de versiones es el texto que se halla en la tapa frontal y un refinamiento más liso en la parte superior.
- Versión española. En España, las carátulas de los juegos se modificaron significativamente, cambiando el estilo de ilustración por los originales de Famicom, además de poseer el subtítulo "VERSION ESPAÑOLA".[128]

## Accesorios

### controladores
Los controladores para la NES y la Famicom tenían un diseño rectangular con una simple disposición de cuatro botones: dos botones redondos con las letras «A» y «B» en su superficie, un botón «START» y un botón «SELECT». y emplearon un D-pad unos botones direccionales en forma de cruz diseñado por el empleado de Nintendo, Gunpei Yokoi, para la serie de  consolas portátiles Game & Watch, con el propósito de reemplazar a los voluminosas joysticks, los cuales era el standard en las  consolas de la primera y segunda generación .

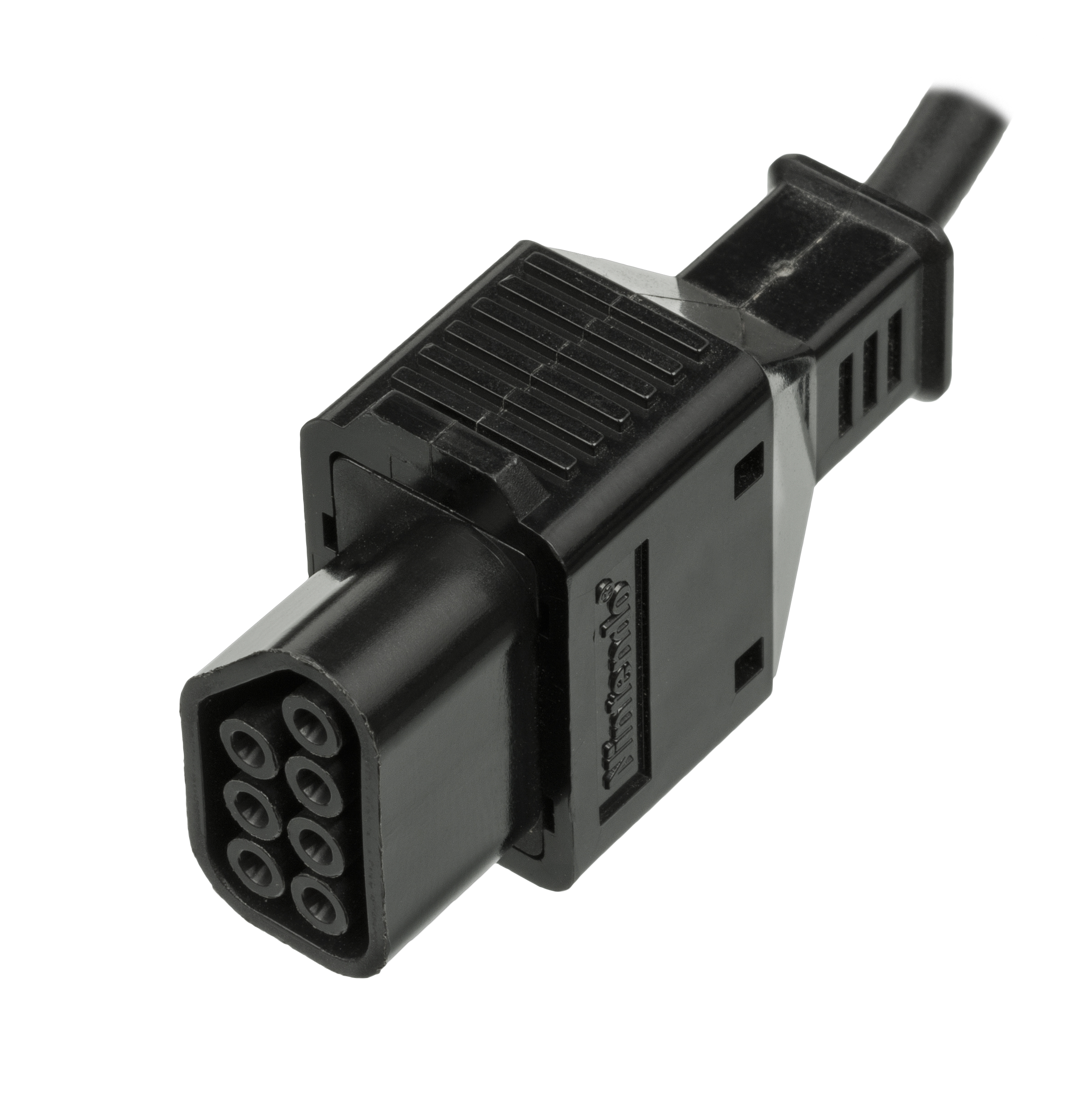
El conector propietario de 7 pines para Nintendo Entertainment System y Famicom AV.

la Famicom tenía dos controladores fijados a la parte trasera cuales no se podían sustituir sin desarmar la consola o enviarlo a un servicio técnico. El segundo control no tenía los botones START ni SELECT, aunque contaba con un control de volumen. No obstante, se sabe con certeza que pocos juegos hicieron uso de dicha funcionalidad. De igual forma, los botones A y B de las primeras unidades Famicom tenían forma cuadrada. Tiempo después, habrían de adoptar una forma circular después de hacerse evidente el hecho de que los botones cuadrados se quedaban atrapados en la carcasa del control al presionarse, aspecto que provocaba fallos en el hardware y, a últimas instancias, el congelamiento del sistema mientras se encontraba en plena ejecución de un juego.
Para evitar los controladores fijos, la NES presentaba un diseño con dos puertos personalizados de siete pines ubicados en el frontal. Además, los dos controladores de la NES eran idénticos eliminando el micrófono y añadiendo los botones «START» y «SELECT»  del jugador 2 haciendo compatibles los controles para ambos puertos y jugadores, a diferencia de los controladores de Famicom.
A poco tiempo de la descontinuacion de la NES, y tras el lanzamiento de la AV Famicom y la NES 2, se modificó el diseño de los controladores  pero la cantidad de botones permaneció intacto, las nuevas unidades adoptaron una forma ergonómica que parece un «hueso de perro», un diseño que recuerda  a la Super Nintendo. La Famicom AV uso su equivalente internacional dejando de usar los controladores fijos usado el mismo conector de 7 pines para intercambiar los controladores y remplazarlos. la única diferencia de los modelos internaciones de los controladores  internacionales es que los cables eran de 91,4 centímetros de largo, en diferencia de los 1,8 metros de los internacionales.
En la actualidad, el controlador de la NES se ha convertido en un icono reconocible del reto gaming . Nintendo ha imitado el aspecto del control en productos recientes, desde mercancía hasta modelos de edición limitada para las consolas portátiles Game Boy Advance SP, Game Boy Micro, Nintendo 3ds, y relanzando el controlador para consolas como la nes mini y opción a compra del servicio Nintendo switch online.

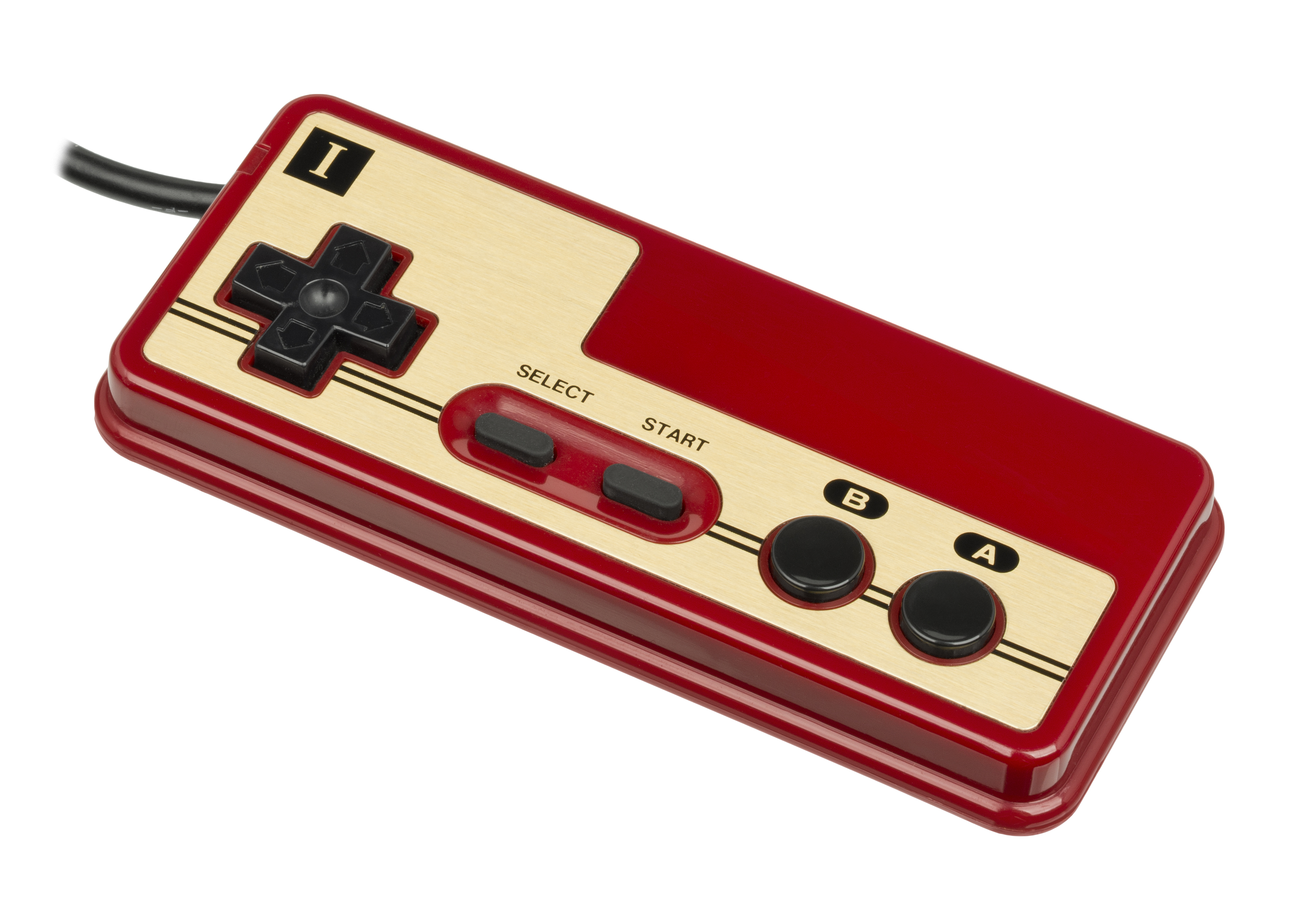
controlador de famicom (primer jugador)
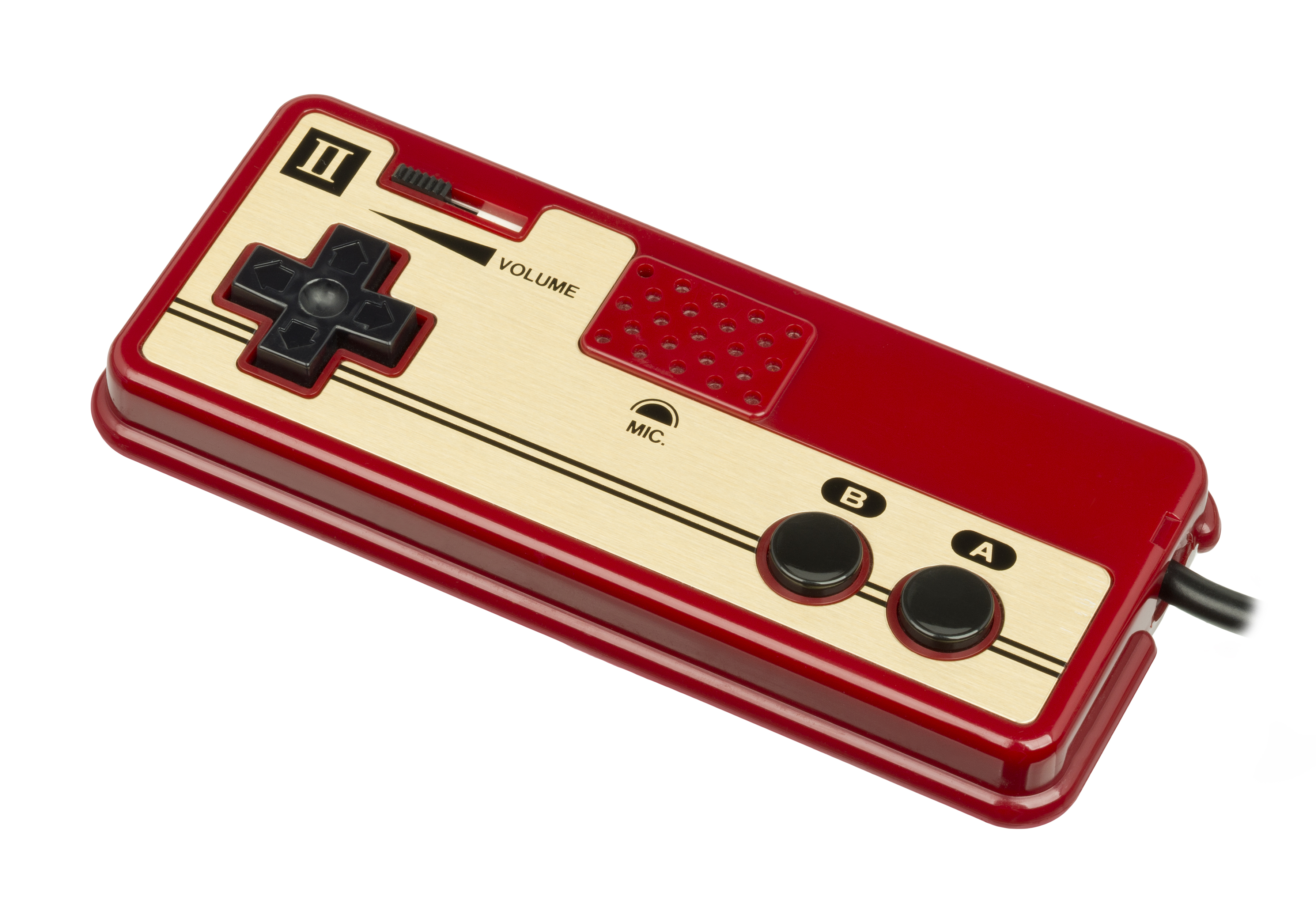
controlador de famicom (segundo jugador jugador)
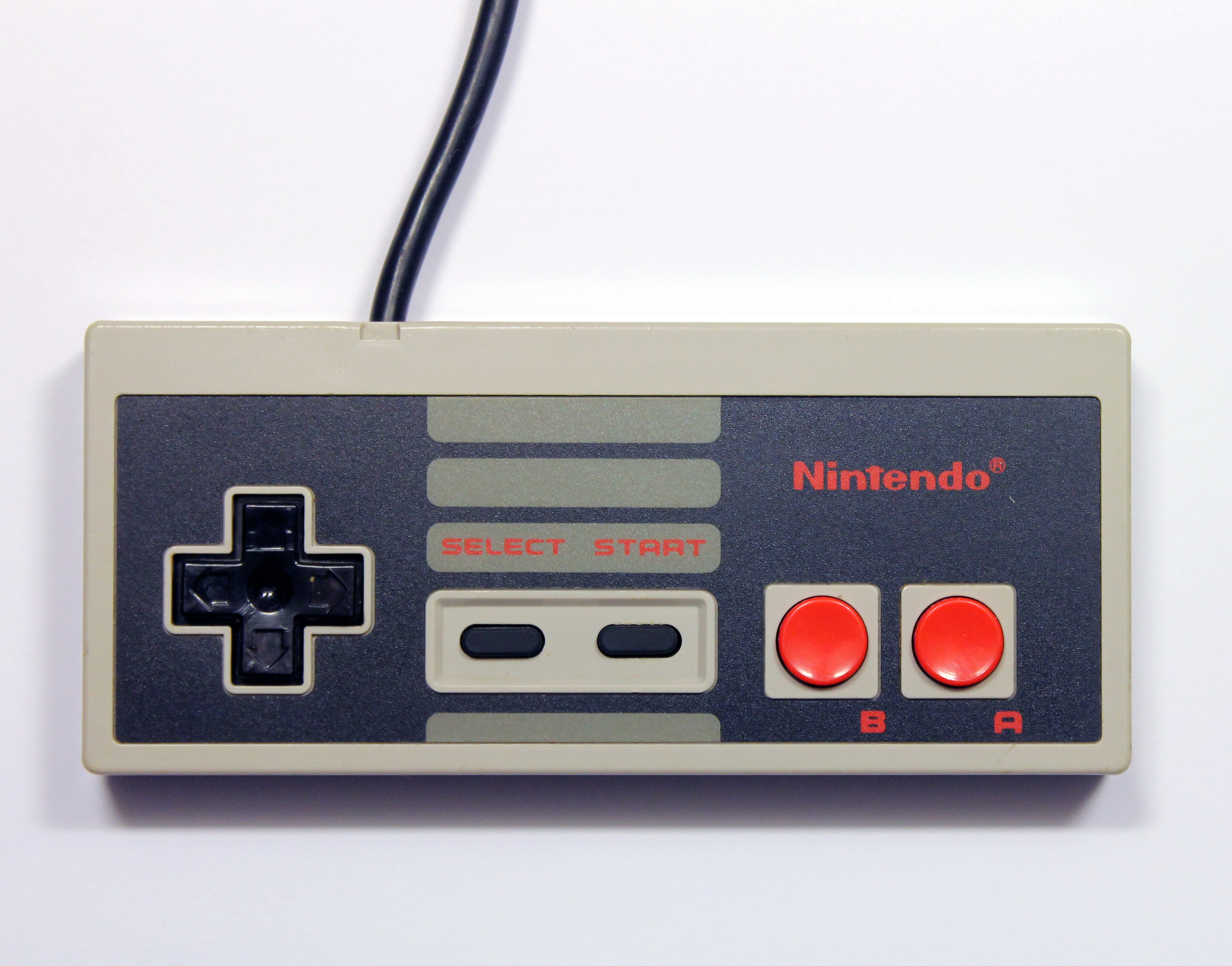
NES controller  modelo: NES-004
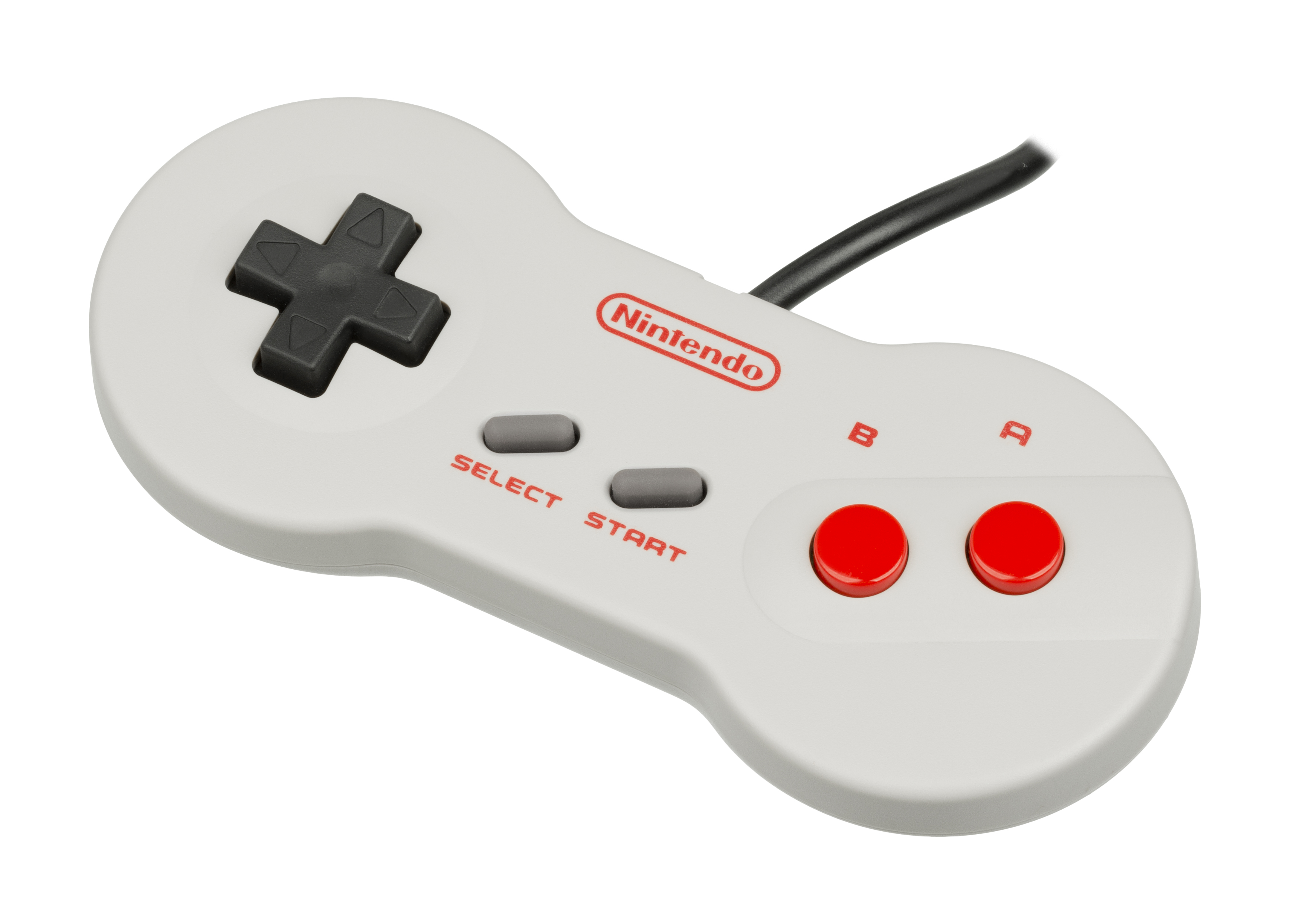
NES 2 controller  modelo: NES-039 (america) Famicom AV controller modelo: HVC-102 (japon)
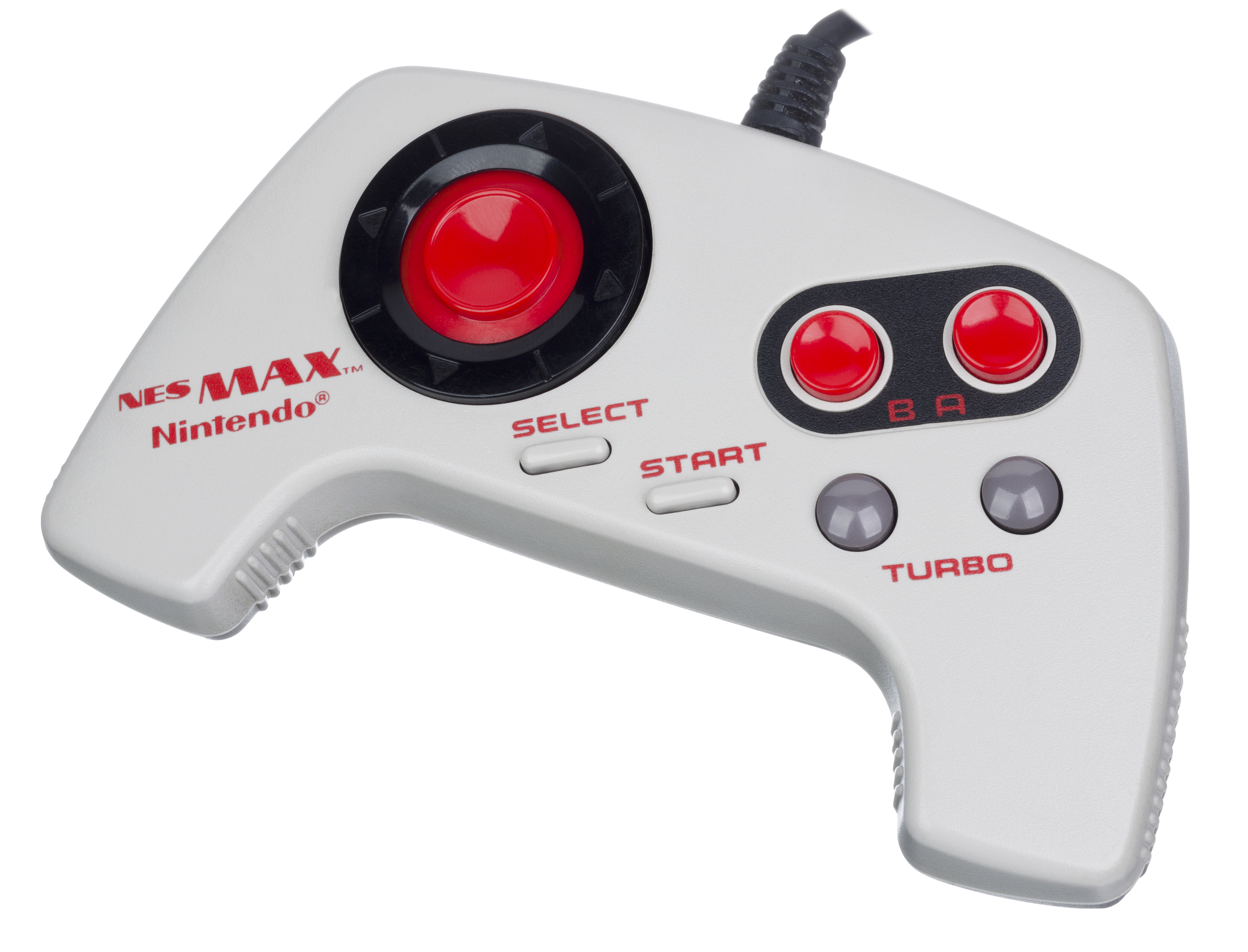
NES Max modelo:NES-027
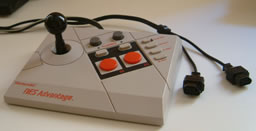
NES Advantage modelo:NES-026
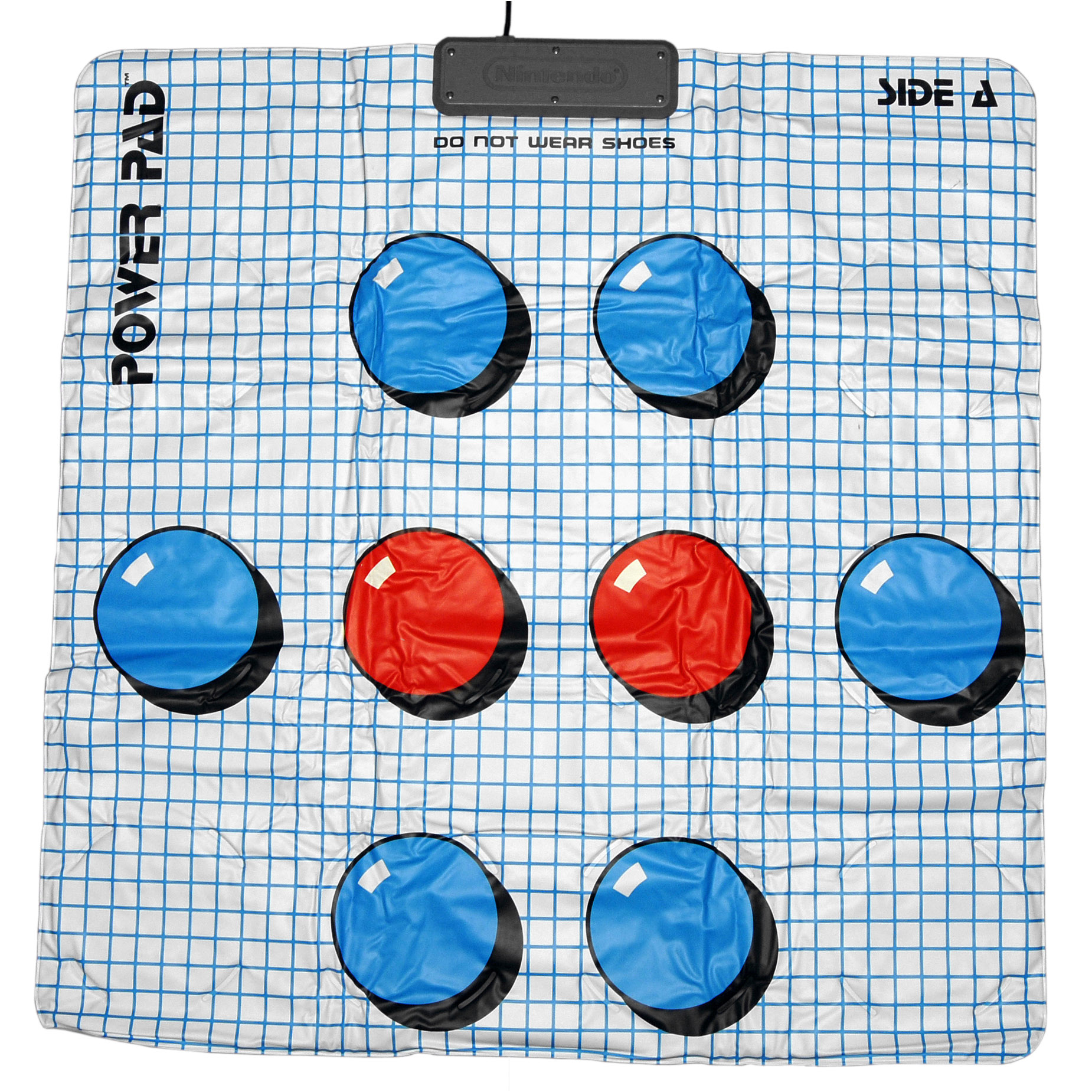
power-pad modelo:NES-026
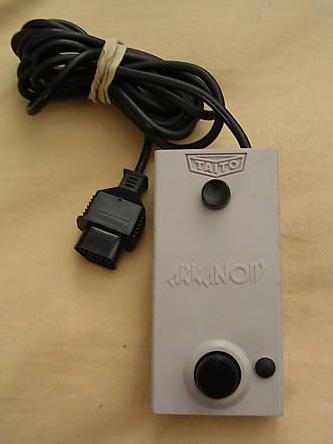
Taito Arkanoid Vaus
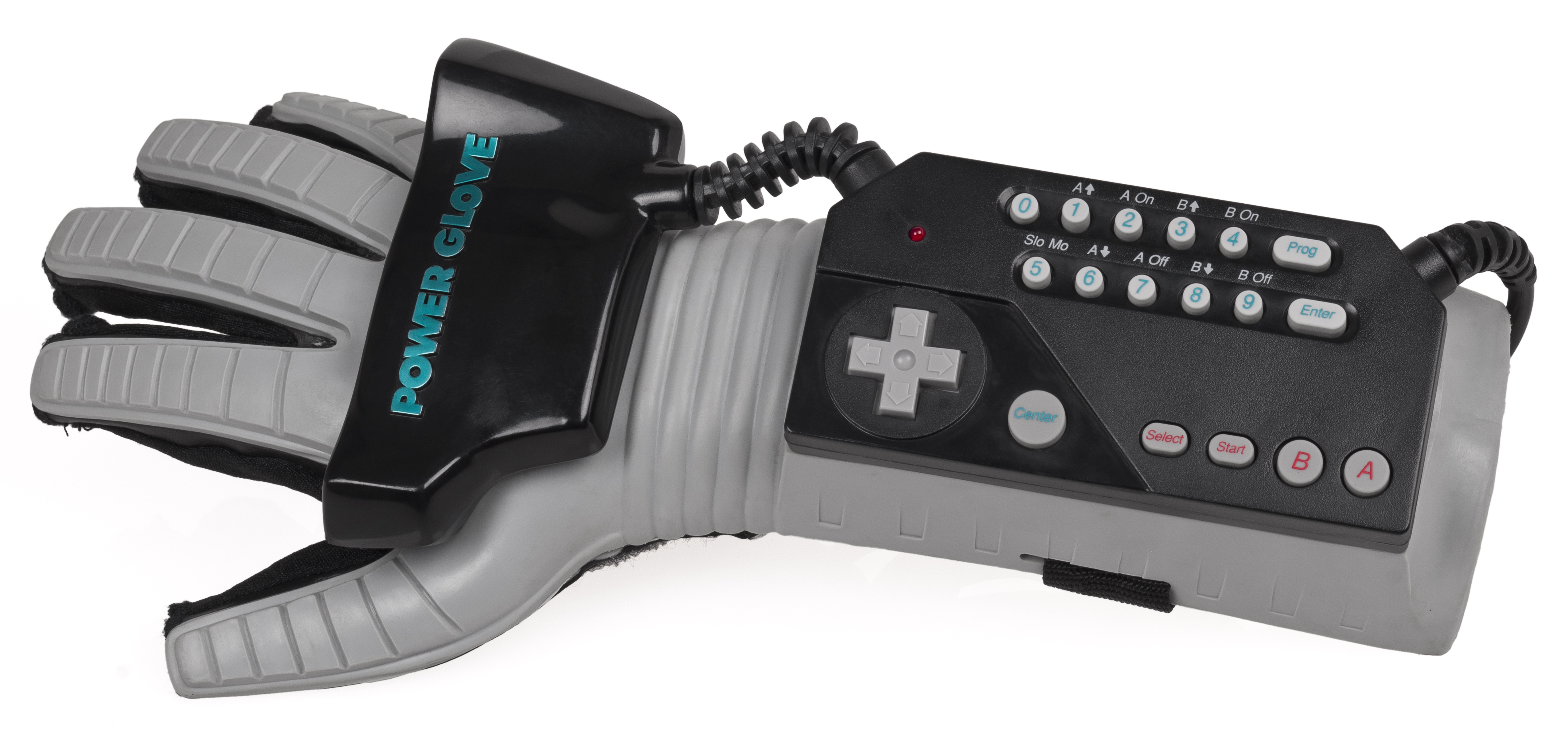
power-Glove

### Periféricos americanos
durante el ciclo de vida de la consola, se lanzaron varios accesorios diseñados para usarse con juegos específicos, aunque muy pocos se volvieron populares. lo más resaltantes son el Zapper (una pistola de luz), el Power Pad, el R.O.B., el LaserScope, el Vaus (controlador para el juego Arkanoid) y el Power Glove (considerado el antecesor del Wii remote). A su vez, la Famicom, era compatible con ciertos dispositivos a través de un puerto de expansión D-sub ubicado en la parte frontal.  para la NES estos accesorios se conectaban en uno de los dos puertos de controladores ubicados en el frontal.

#### Periféricos japoneses

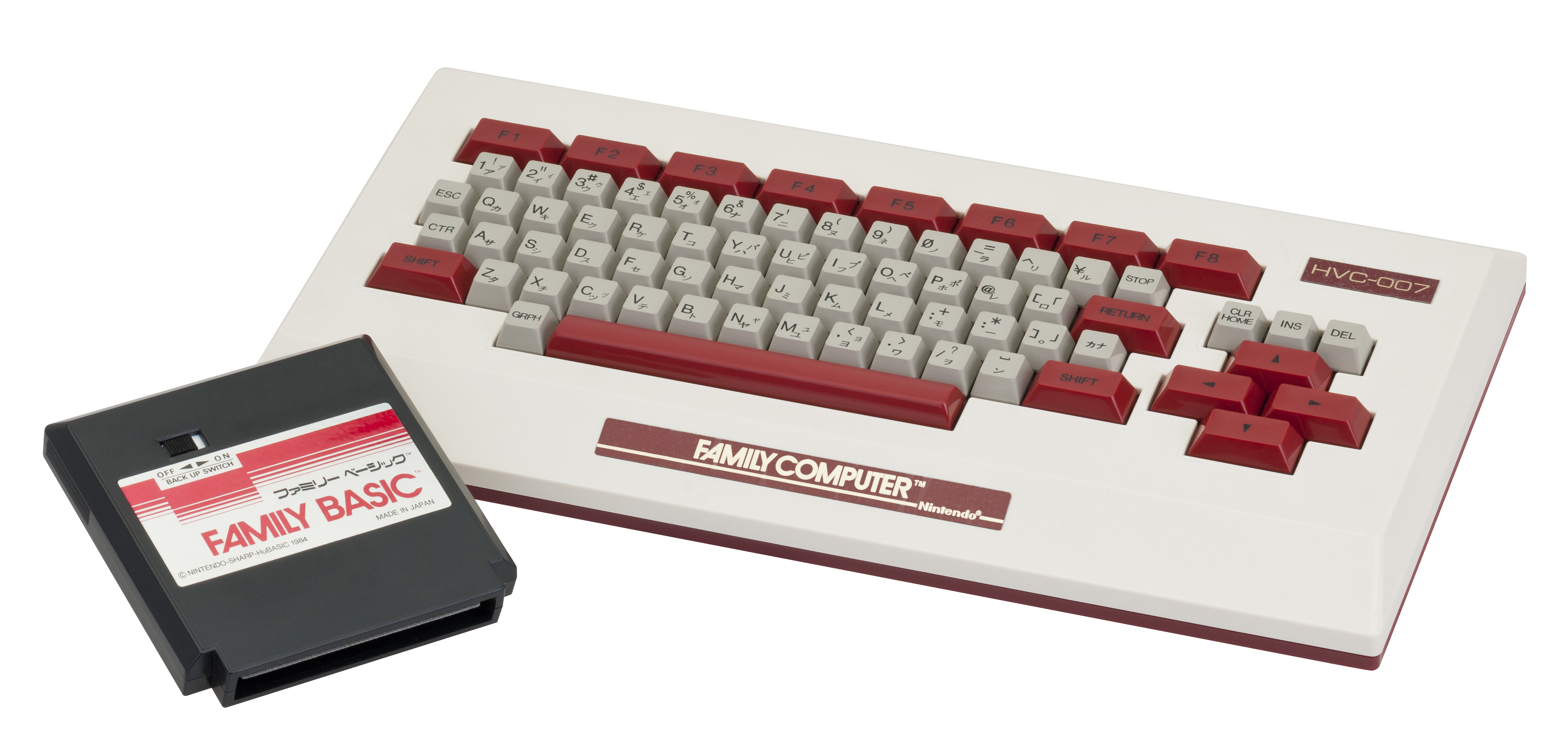
una unidad de Family BASIC con su teclado y su cartucho

Pocos de los numerosos periféricos  y paquetes de software para la Famicom se lanzaron fuera de Japón.
El Famicom 3D System, un periférico de gafas 3D con obturador activo lanzado en 1987, permitió jugar videojuegos estereoscópicos. Fue un fracaso comercial y nunca se lanzó fuera de Japón; los usuarios lo describieron como voluminoso e incómodo. Siete juegos son compatibles con las gafas, tres de ellos desarrollados por Square; dos títulos se lanzaron a nivel mundial: Rad Racer y The 3-D Battles of WorldRunner.
Family BASIC es una implementación de BASIC para la Famicom, que incluye un teclado. Similar en concepto al cartucho BASIC Programming   de la Atari 2600, permite al usuario escribir programas, especialmente juegos, que pueden guardarse en una grabadora de casetes incluida. Nintendo of America rechazó el lanzamiento de la Famicom BASIC en EE. UU. para centrar los esfuerzos de marketing mercado en el público infantil.
La Family Computer Network System conectaba una Famicom a una red privada japonesa, ahora descontinuada, que ofrecía contenido como servicios financieros. Tras una colaboración con Fidelity Investments, nunca se lanzó un módem de acceso telefónico para la NES.

##### Famicom Disk System
en 1986, las limitaciones de tamaño y costo de los chips ROM usados en los cartuchos ROM de Famicom eran evidentes, sin nuevos avances presentes para abordarlas. Con esto en mente, Nintendo observó el mercado de las computadoras personales, donde el disquete estaba ganando una amplia adopción como medio de almacenamiento de datos informáticos. Al asociarse con Mitsumi para desarrollar un complemento de disquete para Famicom basado en el formato Quick Disk de esta última, Nintendo lo lanzó oficialmente como Family Computer Disk System en Japón el 21 de febrero de 1986, a un precio minorista de ¥15,000.
Las ventajas del formato (llamado "Disk Card") fueron evidentes desde su lanzamiento. Tiene más del triple de capacidad de almacenamiento que el cartucho más grande de la época (usado para Super Mario Bros.) e introdujo la posibilidad de guardar partidas y menores costos de producción en comparación con los cartuchos, lo que resultó en precios de venta más bajos para los consumidores.  El complemento también incluye un nuevo canal de sonido de síntesis de tabla de ondas y mayor capacidad de almacenamiento para el canal de muestras de audio de la Famicom. Aprovechando la reescritura del disco, Nintendo instaló quioscos interactivos Disk Writer en tiendas de todo Japón; en cada quiosco, los consumidores podían comprar juegos nuevos para reescribirlos en sus discos antiguos o en discos nuevos. Los quioscos Disk Fax permitían a los jugadores enviar sus puntuaciones más altas en discos azules especiales para concursos y clasificaciones, precediendo a la clasificación en línea por varios años.
Although Nintendo committed to exclusively releasing games on the Disk System after its release, numerous external issues plagued its long-term viability. Just four months after launch, Capcom released a Famicom port of Makaimura (known as Ghosts 'n Goblins in the US) on a cartridge with more data storage capacity than what was possible on Disk Cards, nullifying one of the Disk System's major advantages by using discrete logic chips to perform bank switching.Nintendo also demanded half of the copyright ownership for each game it selected for release on the Disk System, resulting in developers electing to remain on cartridge instead as the latter gained functionality previously considered unique to the former. Developers disliked the lower profit margin of the Disk Writer kiosks, and retailers complained of their use of valuable space as demand for the format waned.
Aunque Nintendo se comprometió a lanzar juegos exclusivamente en el Disk System tras su lanzamiento, numerosos problemas externos afectaron su viabilidad a largo plazo. Tan solo cuatro meses después, Capcom lanzó una versión para Famicom de Makaimura (conocido como Ghosts 'n Goblins en EE. UU.) en un cartucho con mayor capacidad de almacenamiento que los discos, anulando así una de las principales ventajas del Disk System: el uso de chips lógicos discretos usando bank swich.  Nintendo también exigió la mitad de los derechos de autor por cada juego que seleccionó para su lanzamiento en el Disk System, lo que provocó que los desarrolladores optaran por mantener el cartucho, ya que este último obtenía funcionalidades que antes se consideraban exclusivas del primero. A los desarrolladores no les gustó el menor margen de beneficio de los quioscos Disk Writer, y los minoristas se quejaron del uso de espacio valioso a medida que disminuía la demanda del formato.
Usage of a floppy disk-based medium brought about further complications; Disk Cards were more fragile than cartridges and were prone to data corruption from magnetic exposure. Their unreliability was exacerbated by their lack of a shutter, which Nintendo substituted with a wax sleeve and clear keep case to reduce costs; blue disks and later Disk Cards included shutters. The rubber belt-based disk drives were also unreliable, with cryptic error codes complicating troubleshooting; even when fully functional, players accustomed to cartridges were annoyed with the introduction of loading times and disk flipping. Furthermore, the rewritable nature of the format resulted in rampant software piracy, with Nintendo's attempts at anti-piracy measures quickly defeated.
El uso de disquetes trajo consigo complicaciones adicionales; las tarjetas de disco eran más frágiles que los cartuchos y propensas a la corrupción de datos por exposición magnética. Su falta de fiabilidad se vio agravada por la falta de obturador, que Nintendo sustituyó con una funda de cera y una caja de almacenamiento transparente para reducir costos; los discos azules y las tarjetas de disco posteriores incluían obturadores. Las unidades de disco basadas en correas de goma también eran poco fiables, con códigos de error crípticos que complicaban la resolución de problemas; incluso cuando eran completamente funcionales, los jugadores acostumbrados a los cartuchos se molestaron con la introducción de tiempos de carga y el cambio de disco. Además, la naturaleza reescribible del formato resultó en una piratería desenfrenada de software, y los intentos de Nintendo de implementar medidas antipiratería fueron rápidamente derrotados.
Aunque vendió cerca de dos millones de unidades durante todo 1986, Nintendo solo logró aumentar el total a 4,4 millones de unidades en 1990, muy por debajo de las proyecciones internas.  Para entonces, el Disk System se había vuelto obsoleto debido a los avances en la producción de cartuchos ROM: chips de mapeo de memoria para una mayor capacidad de almacenamiento de datos, SRAM con respaldo de batería para guardar juegos y la disminución de los costos generales de producción.  Nintendo aludió a un lanzamiento occidental para el Disk System, llegando tan lejos como para presentar con éxito una patente en EE. UU. para él y haciendo que los pines del cartucho de Famicom utilizados por su adaptador de RAM para un audio mejorado se redirigieran al puerto de expansión inferior poco utilizado de NES. Sin embargo, tal lanzamiento nunca se materializó debido a su recepción en Japón.  La mayoría de sus juegos fueron relanzados con soluciones alternativas en cartucho tanto para Famicom como para NES, sin el audio mejorado. Aunque el último juego para el Disk System fue lanzado en diciembre de 1992, Nintendo continuó brindando servicios de reparación y reescritura para él hasta septiembre de 2003.
A continuación se describen algunos accesorios del NES:
- Nintendo Zapper: es una pistola de luz, vendida como accesorio en muchos packs de Nintendo Entertainment System action set[152] en 1985 y el Nintendo Famicom en 1984. Algunos de los juegos, para este accesorio son: Duck Hunt, Hogan´s Alley, Chiller, Operation Wolf, Freedom Force y Laser Invasion.

- R.O.B. (Robotic Operating Buddy): es un accesorio creado por Nintendo para la consola Nintendo Entertainment System. Se lanzó en 1984 en Japón como Famicom Robot, y un año después apareció en Estados Unidos, con el nombre con el que ha pasado a la historia, el juego "Gyromite" Fue lanzado en 1985. Dentro del juego Gyromite, debíamos acomodar algunas pieza, mismas que R.O.B. movía al recibir las instrucciones mediante un sistema de luz parecido al de la Zapper.
- NES Advantage y NES Max: Joystick de estilo Arcade para NES y un control con una almohadilla de control deslizante. Ambos controladores poseen botones turbo.

- NES Cleaning Kit: Nintendo intentó ofrecer un producto para arreglar los defectos de diseño, principalmente el que ocasionaba que los conectores de cada cartucho se volvieran susceptibles a la interferencia por acción de la suciedad y el polvo.

- Power Glove: Este accesorio trataba de un guante que nos permitía controlar los hechos en pantalla con movimientos de los dedos; fue desarrollado por Mattel y lanzado al mercado en 1989; gracias a su diseño podíamos guardar algunas acciones en el movimiento de los dedos. Pero solo servía solamente en dos juegos. Super Glove Ball y Bad Street Brawler. Fuera de estos juegos no servía para nada más. En otros títulos servía como un pad tradicional.
- Family BASIC: implementación de BASIC para Famicom, empaquetada con un teclado. Similar en concepto al cartucho Atari 2600 BASIC, permite al usuario escribir programas, especialmente juegos, que se pueden guardar en una grabadora de casetes incluida.

Accesorios oficiales de nintendo
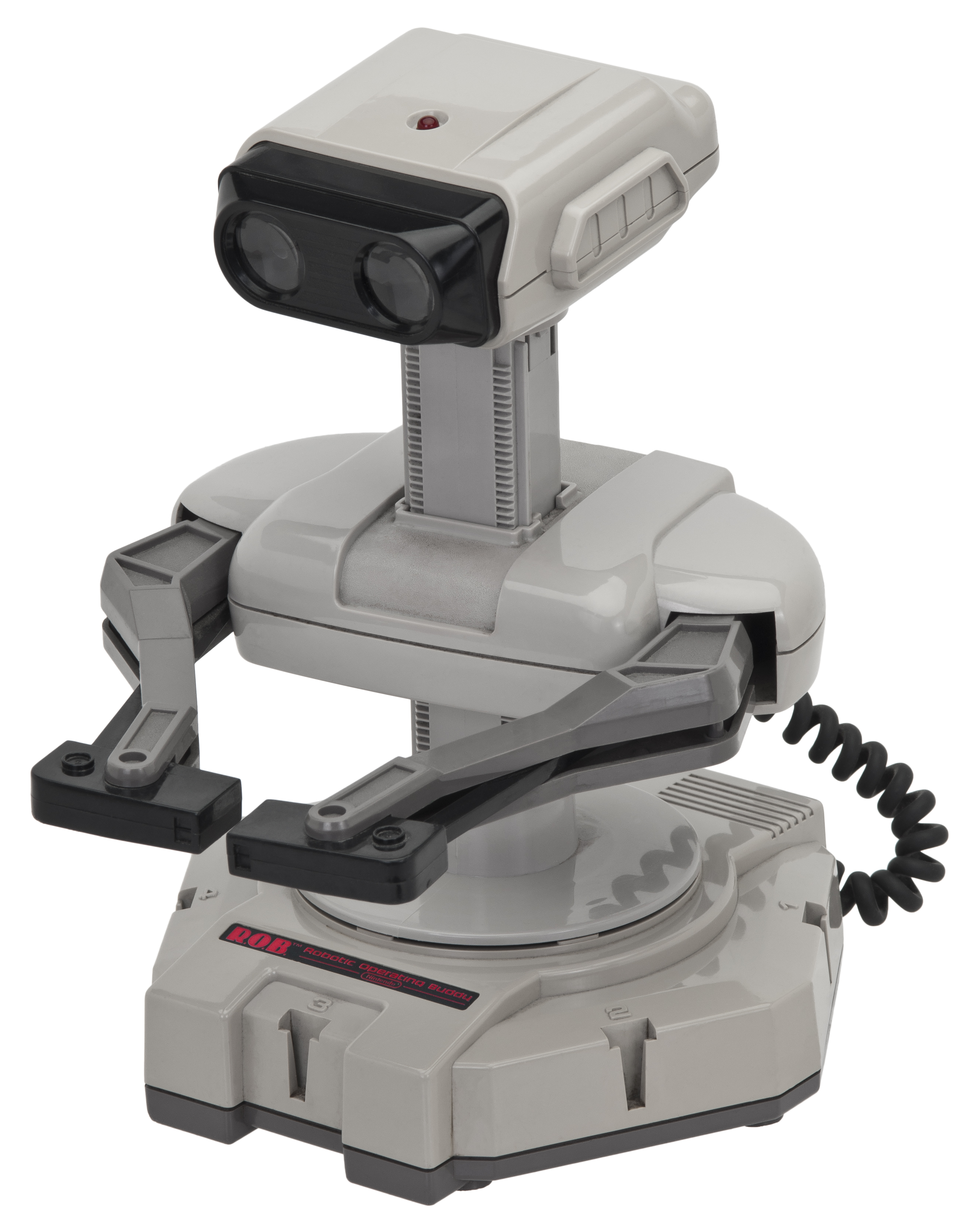
R.O.B
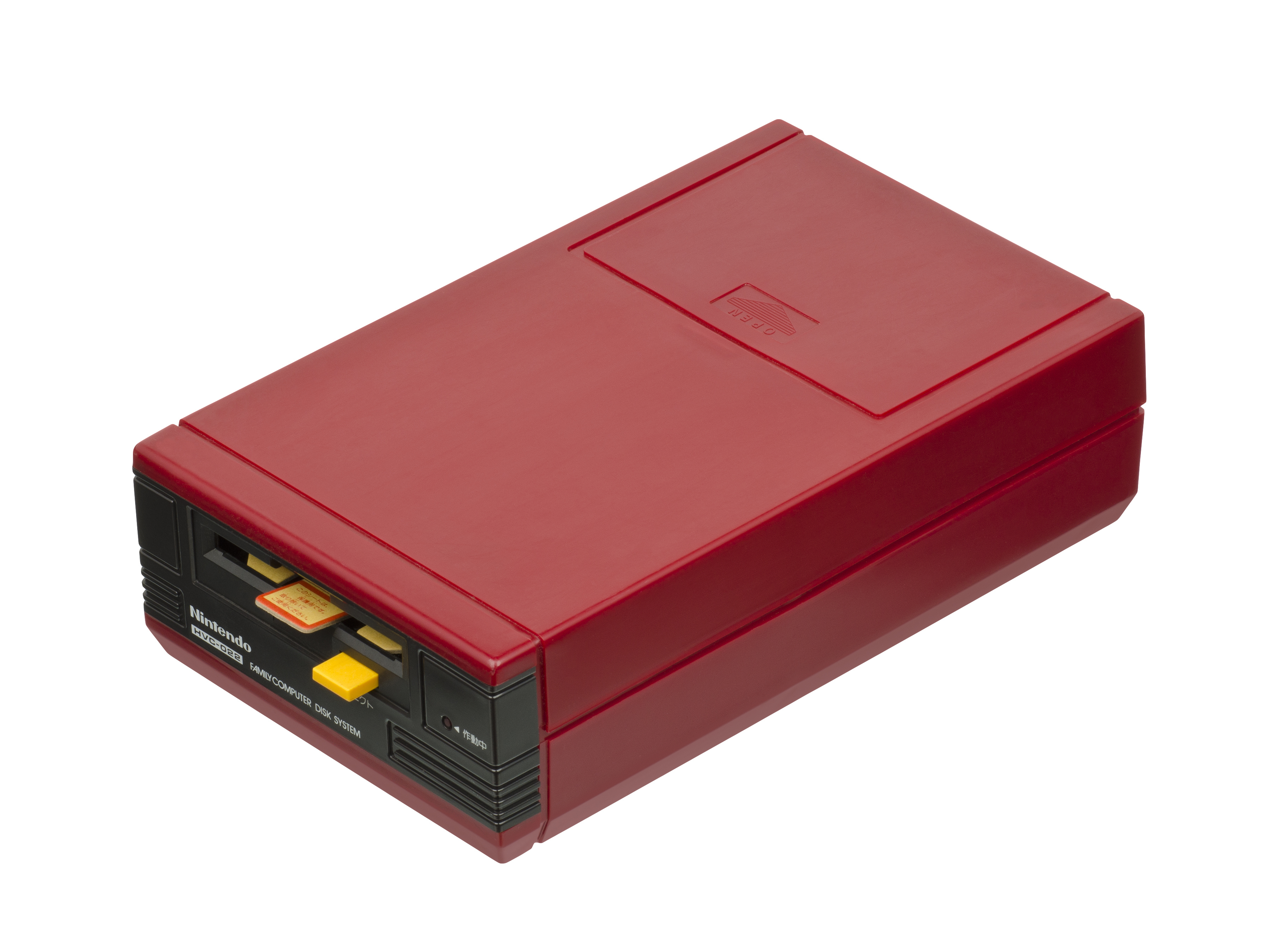
Famicom Disk System
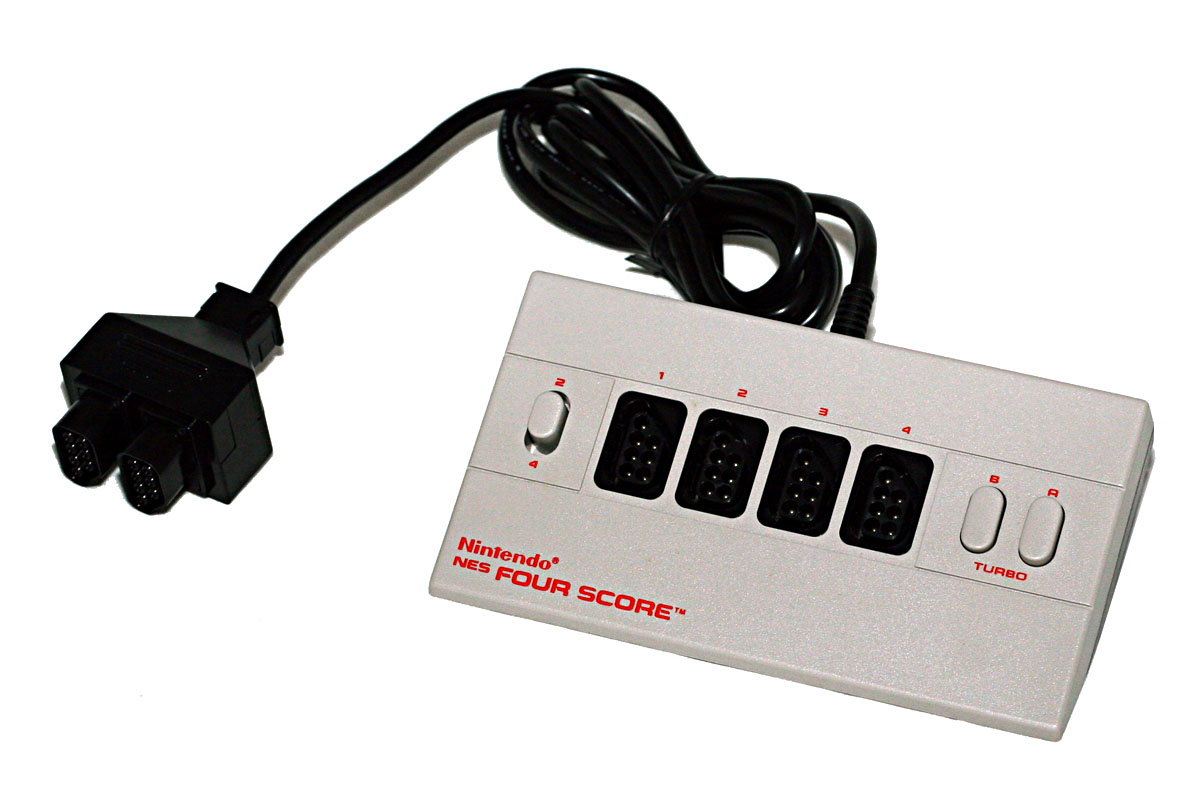
NES Four Score
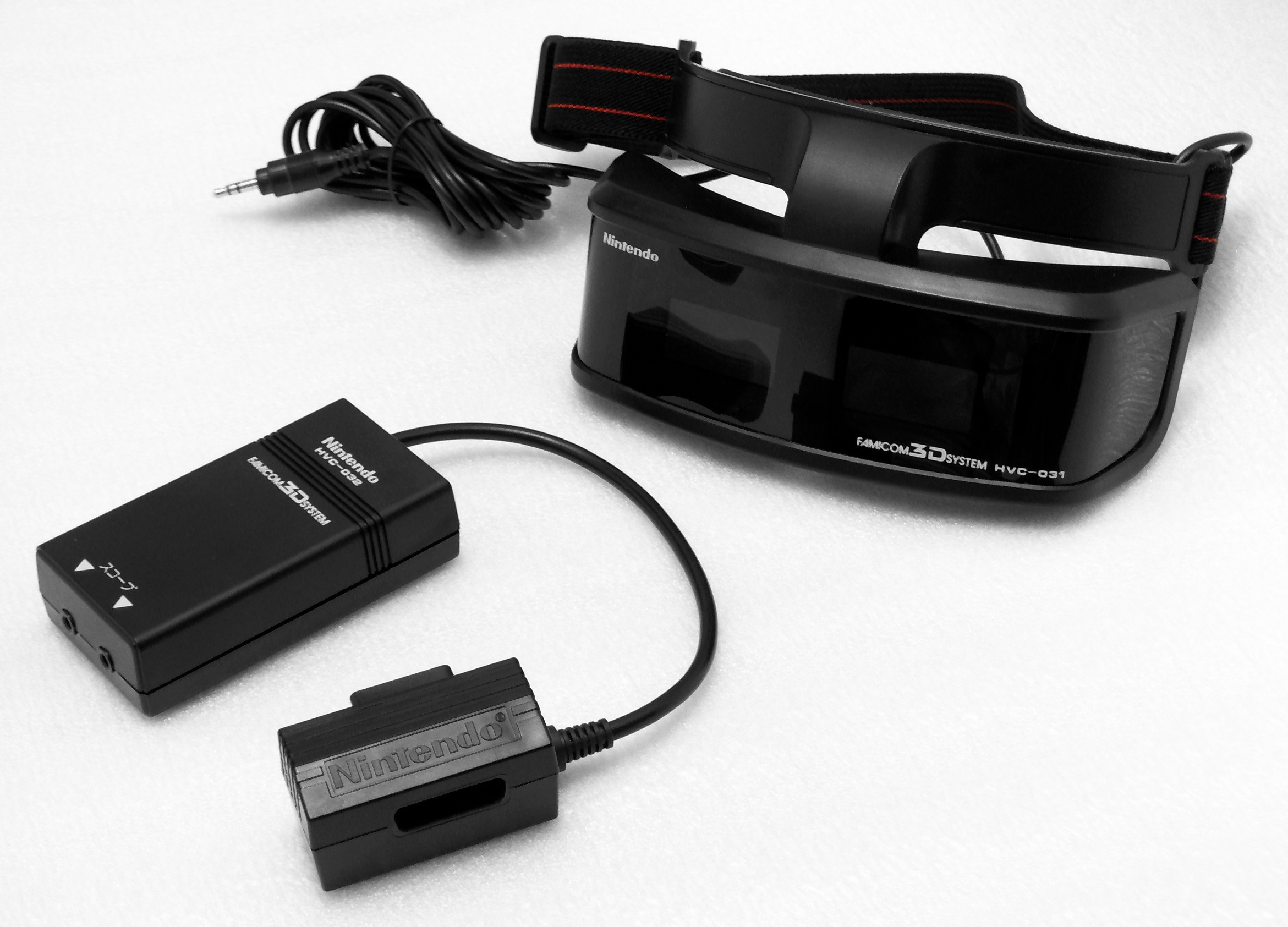
Famicom 3D System
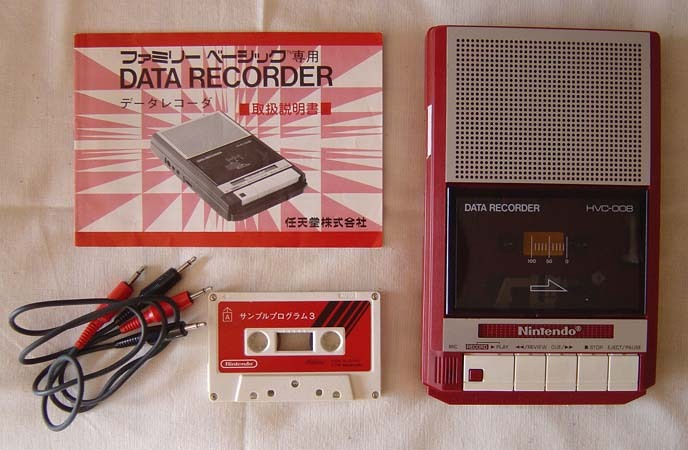
Famicom Data Recorder
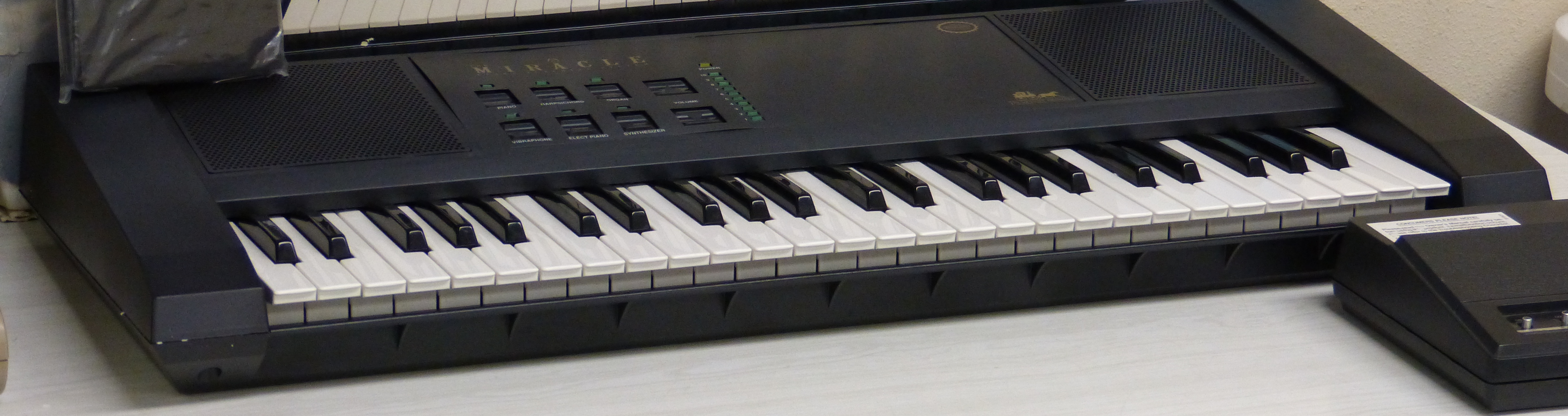
Miracle Piano Teaching
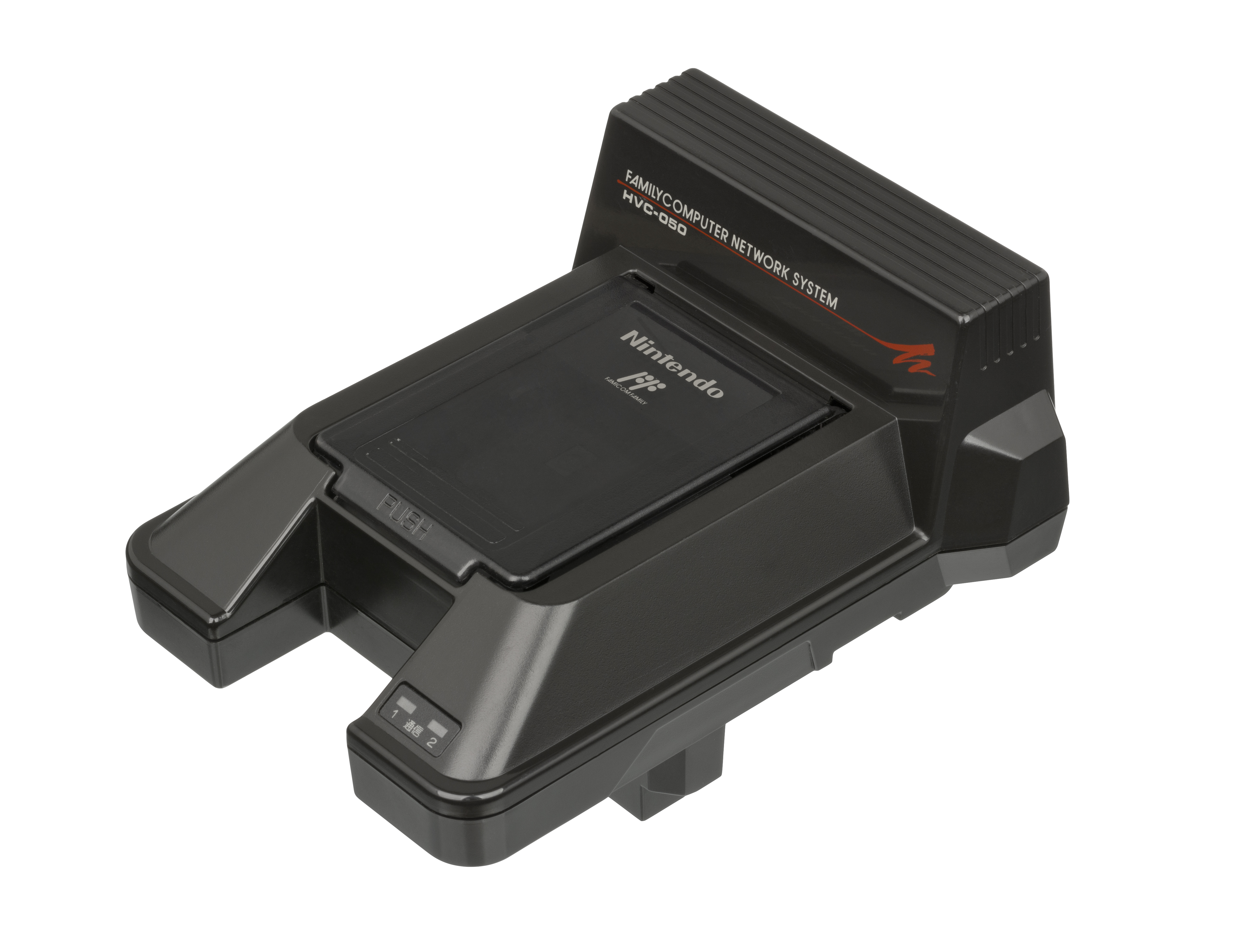
Famicom Modem Network System
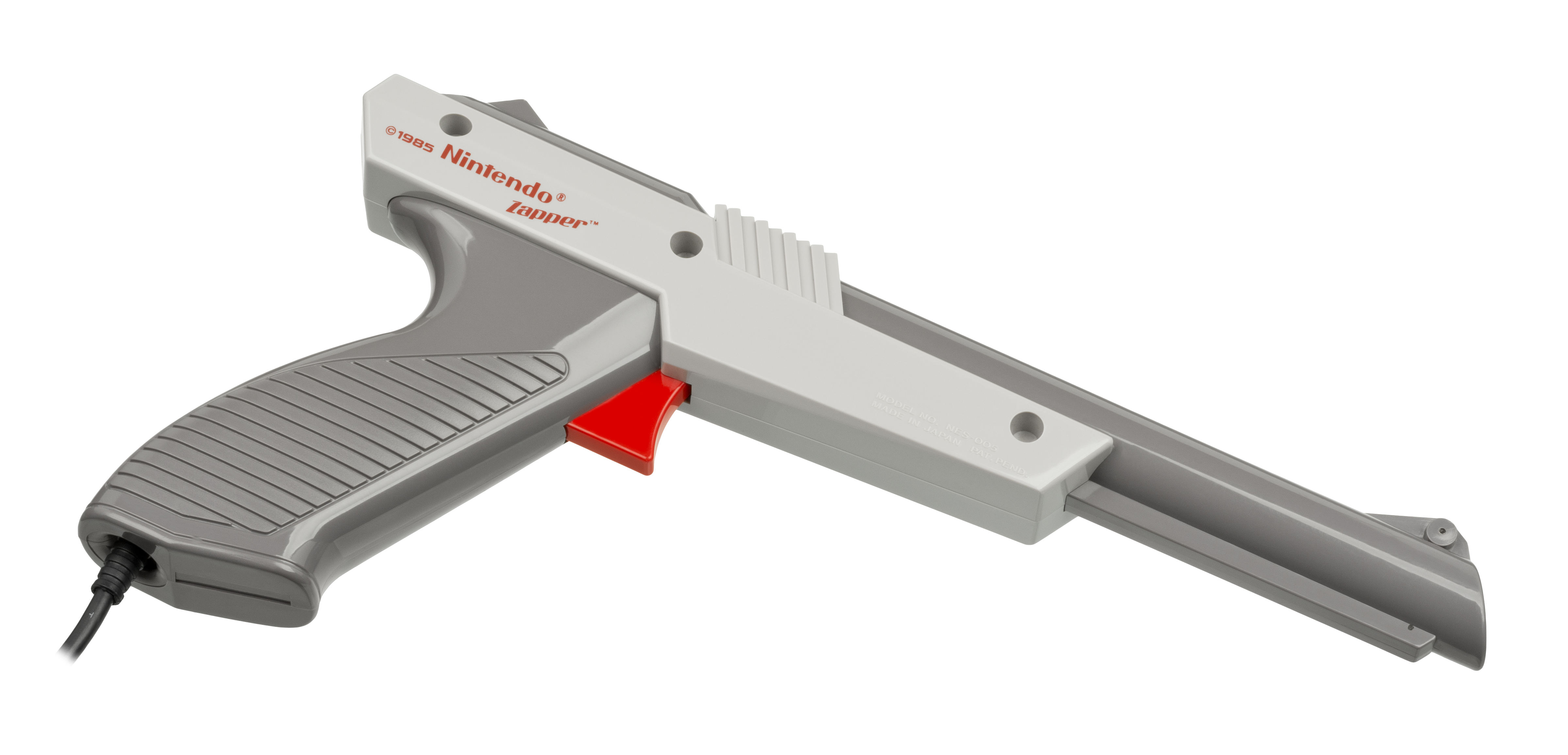
Game Genie: Adaptador de cartuchos con Cheat codes para NES. Normalmente solo funciona en las NES-001 (front loading).  - Accesorios oficiales de nintendo
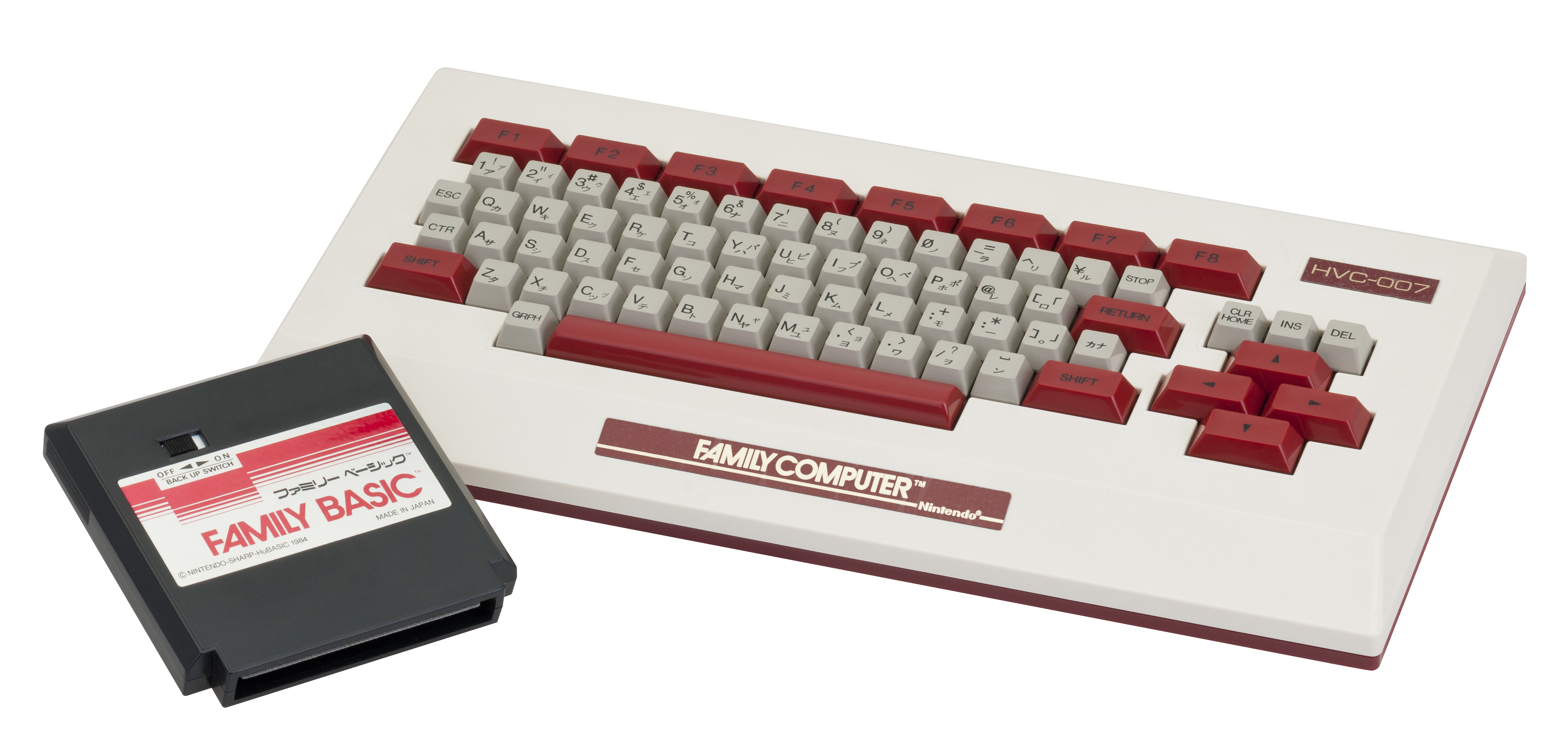
Family Basic
  - R.O.B
  - Famicom Disk System
  - NES Four Score
  - Famicom 3D System
  - Famicom Data Recorder
  - Miracle Piano Teaching
  - Famicom Modem Network System
  - NES Zapper
  - Family Basic

## Juegos

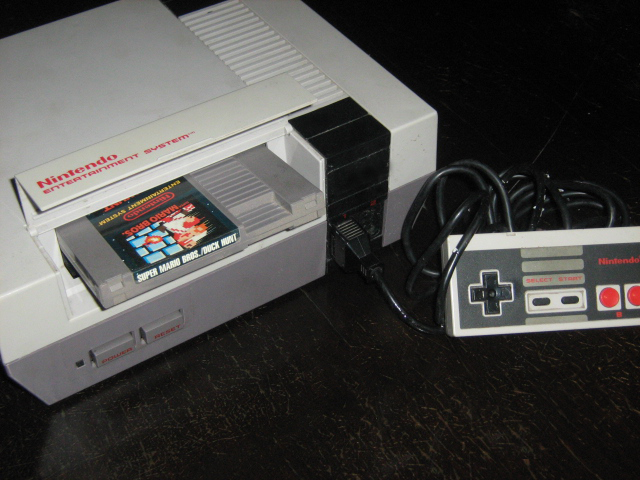
Nintendo Entertainment System con su controlador y un cartucho de Super Mario Bros., el juego más vendido de la videoconsola.

El videojuego más vendido del NES/Famicom es el Super Mario Bros. Publicado por primera vez en Japón el 18 de septiembre de 1985 y que pasó a vender más de 40 millones de unidades en todo el mundo, convirtiéndolo en el quinto videojuego más vendido de todos los tiempos. Las dos secuelas del videojuego en NES también aparecen entre los primeros cinco videojuegos más vendidos en la plataforma: Super Mario Bros. 2 vendió 7.46 millones de unidades para ubicarse en cuarto lugar, mientras que Super Mario Bros. 3 vendió más de 17 millones copias para clasificarse tercero. Duck Hunt es el segundo videojuego más vendido en NES, vendiendo más de 28 millones de copias en todo el mundo.
Un total de 74 videojuegos de NES/Famicom han vendido más de un millón de unidades. De ellos, 31 títulos fueron desarrollados por divisiones internas de desarrollo de Nintendo. Además de estos, el desarrollador con la mayoría de los videojuegos que venden millones es Capcom, con siete videojuegos en la lista de 74. Nintendo publicó 41 de estos 74 videojuegos. Otros editores con múltiples títulos que venden millones incluyen a Capcom (siete juegos), Konami, Bandai y Hudson Soft (cinco juegos cada uno), Enix y Namco (ambos cuatro juegos). Las franquicias más populares en NES incluyen a Super Mario (67.63 millones de unidades combinadas), Dragon Quest (10.975 millones de unidades combinadas) y The Legend of Zelda (10.89 millones de unidades combinadas).

## Licencias athird-parties
A causa del gran éxito de la consola, Nintendo alcanzó un monopolio en el mercado de videojuegos domésticos, que le brindó un grado significativo de influencia sobre la industria que incluso ha excedido al alcanzado por Atari en su época más exitosa (a fines de los años 1970)
Atari no apoyó activamente a desarrolladores third-party, recurriendo inclusive a medios legales para mandar a Activision terminar la producción de juegos para el sistema Atari 2600. En cambio, Nintendo concibió y sustentó el involucramiento con este tipo desarrolladores bajo estrictos términos. Así, podía instalarse un circuito 10NES en cada consola, y otro adicional en cada cartucho con licencia oficial. Si el chip de la consola no pudo detectar a su equivalente en el cartucho, el juego no se iniciaría.
A causa de la producción controlada de sus cartuchos, Nintendo fue capaz de hacer valer estrictas reglas impuestas a sus desarrolladores third-party. Además, la mayoría de estos últimos deberían firmar un contrato hecho por Nintendo con el que se comprometieron a desarrollar exclusivamente para el sistema. Este tipo de producción extremadamente restringida habría de terminar por perjudicar a varias third-parties pequeñas: aún si la demanda de sus juegos fue elevada, estas solo pudieron obtener las ganancias que Nintendo les permitió alcanzar.

### Juegos sin licencia
Varias empresas que, o bien se negaron a pagar la cuota de licencia, o que simplemente habían sido rechazadas por Nintendo, pronto encontraron la forma de eludir su sistema de autentificación. La mayoría de este conjunto creó circuitos que usaron un pico de voltaje para desactivar temporalmente el circuito 10NES en la NES. Algunos juegos sin licencia lanzados en Europa y Australia vinieron en forma de un candado electrónico que podía conectarse con un juego sin licencia, con tal de utilizar el chip 10NES del juego patentado para el proceso de autentificación.
Con un enfoque distinto y bajo la denominación de Tengen, Atari Games produjo una línea de productos relacionados con la NES. Así, la empresa aplicó ingeniería inversa para analizar el mecanismo de bloqueo del sistema NES y con el objetivo de desarrollar su propio circuito. Sin embargo, Tengen también recibió una descripción de la Oficina de Patentes y Marcas Registradas estadounidense mediante la falsa reclamación de que necesitaban esa información para defenderse contra acusaciones de infracción en un caso legal. Como resultado, Nintendo demandó a Tengen por infringir sus derechos de autor; Tengen no pudo probar que los documentos patentados que había obtenido ilegalmente no habían sido utilizados por el equipo de ingeniería inversa. Las reclamaciones antimonopolistas de Tengen contra Nintendo nunca se resolvieron finalmente.
Color Dreams creó videojuegos cristianos bajo el nombre de subsidiaria Wisdom Tree. El historiador Steven Kent escribió: "Wisdom Tree presentó a Nintendo una situación espinosa. El público en general no pareció prestar mucha atención a la batalla judicial con Atari Games, y los analistas de la industria quedaron impresionados con la perspicacia legal de Nintendo; pero perseguir a una pequeña empresa que juegos religiosos inocuos publicados era otra historia".
Fue hasta la introducción de la Sega Mega Drive/Genesis que Nintendo comenzó a encarar a una competencia verdadera a nivel comercial, así que a principios de los años 90 tuvo que reconsiderar su postura a sus desarrolladores, muchos de los que habían comenzado a desertar por otros sistemas. Desde la reedición de la (NES 2), se eliminó el circuito 10NES como una medida financiera para reducir los costos. Los juegos lanzados para la NES después de este cambio todavía incluyeron un chip 10NES para poder funcionar con la tarjeta base instalada de las consolas originales.

### Alquiler de juegos
A medida que Nintendo Entertainment System creció en popularidad y entró en millones de hogares estadounidenses, algunas pequeñas tiendas de alquiler de vídeos comenzaron a comprar sus propias copias de juegos de NES y a alquilarlas a clientes por aproximadamente el mismo precio que el alquiler de una videocasete durante unos días. Nintendo no recibió ningún beneficio de la práctica más allá del costo inicial de su juego y, a diferencia del alquiler de películas, un juego recién lanzado podría llegar a las tiendas y estar disponible para alquilar el mismo día. Nintendo tomó medidas para detener el alquiler de juegos, pero no emprendió ninguna acción legal formal hasta que Blockbuster Video comenzó a convertir el alquiler de juegos en un servicio a gran escala. Nintendo afirmó que permitir a los clientes alquilar juegos perjudicaría significativamente las ventas y aumentaría el costo de los juegos. Nintendo perdió la demanda, pero ganó en una reclamación por infracción de derechos de autor. A Blockbuster se le prohibió incluir fotocopias de folletos de instrucciones originales protegidos por derechos de autor en sus juegos alquilados. De conformidad con el fallo, Blockbuster produjo instrucciones breves originales, generalmente en forma de un pequeño folleto, tarjeta o etiqueta pegada en la parte posterior de la caja de alquiler, que explicaban la premisa y los controles básicos del juego. Las tiendas de alquiler de vídeos continuaron con la práctica del alquiler de videojuegos.

### Versionesbootleg

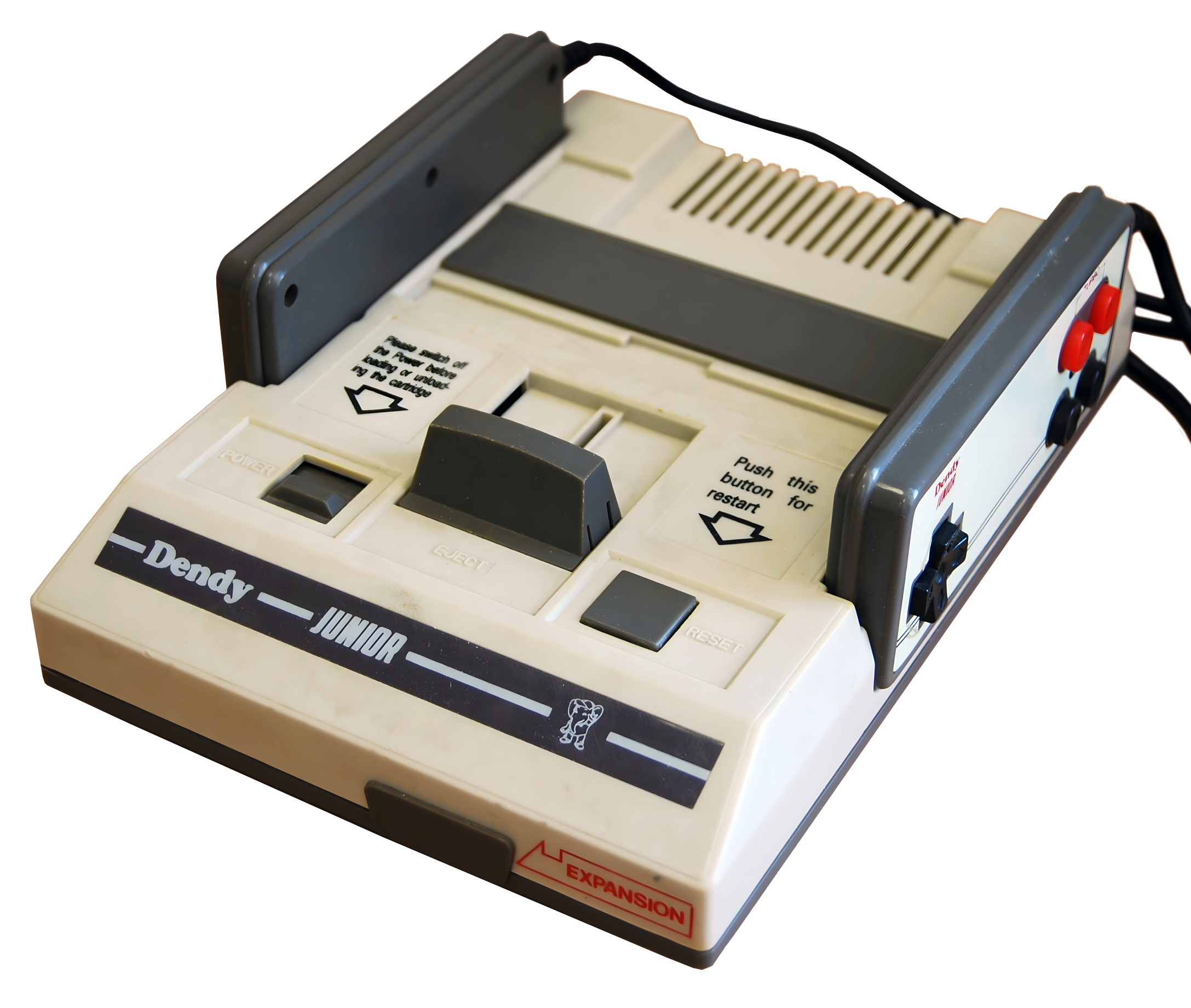
Una versión "Famiclón" conocida como Dendy. Muy popular en el este de Europa, principalmente la Unión Soviética por la inexistencia de canales de distribución de Nintendo en ese país.

Durante los años de mayor popularidad de la NES surgió un mercado próspero de clones ilegales de ella, usando variantes compatibles del cpu MOS 6502 y una PPU creada bajo ingeniería inversa por la empresa UMC a mediados de los 80's. el primer registro de una famiclon data de 1987 de la empresa waixing Electronics Company Co Ltd   Al principio, estos sistemas tuvieron una cobertura aceptable en aquellos lugares en donde Nintendo no había publicado una versión auténtica de NES. Particularmente, la versión soviética «Dendy» (del ruso: Де́нди) —un clon sin licencia producido en Taiwán y comercializado en la desaparecida Unión Soviética— emergió como la videoconsola más popular de su época en ese mismo género (versiones clonadas), llegando incluso a tener una fama equiparable a la experimentada por la NES/Famicom en los Estados Unidos y Japón. De manera similar, la adaptación Family Game, con un diseño que se asemejó considerablemente al de la NES original, se vendió en Argentina, así como la NASA, otra copia de la NES se pudo encontrar en otros países, como España, Sudamérica y Europa del Este. En el Sureste Asiático apareció la Micro Genius (Chino simplificado: 小天才), mientras que en regiones como Europa Central y Polonia surgieron sistemas como «Samurói» y «Pegasus», respectivamente.
El mercado de las versiones clonadas sin licencia ha persistido aún después de que Nintendo terminó su producción. Algunos de los sistemas resultantes más exóticos han ido más allá de la funcionalidad del hardware original, incluyendo variaciones tales como un sistema portátil con pantalla LCD en color (conocido como «PocketFami»). Otros han sido producidos con tal de abarcar mercados especializados, como los «conjuntos educativos para ordenador», una serie de copias de los juegos educativos de la NES que incluyen un teclado clonado de la Famicom BASIC, con lo que se transforma el sistema en una computadora personal primitiva. La creación de la tecnología «NES On A Chip», que permitió reducir la placa madre de la NES a un pequeño circuito, supuso un apoyo adicional importante para este rubro.
Así como sucedió con el caso de los cartuchos sin licencia, Nintendo recurrió a acciones legales para prohibir la fabricación y comercialización de hardware clonado sin licencia. La mayoría de los comerciantes que distribuyen estas versiones han incluido copias internas del software licenciado de Nintendo, lo cual habría de considerarse como una violación a los derechos de autor en la mayor parte del mundo. En 2004, Nintendo of America entabló una serie de demandas contra los productores de la línea Power Player Super Joy III, que se distribuyó en los Estados Unidos, Europa y Australia.
Aunque la mayoría de los clones de hardware no se produjeron bajo la licencia de Nintendo, algunas empresas sí obtuvieron la autorización para producir dispositivos compatibles con la NES. La empresa Sharp Corporation produjo al menos dos versiones de este tipo: la Twin Famicom y la televisión Sharp 19SC111. La primera fue compatible con ambos los cartuchos de la Famicom y los discos del Famicom Disk System. Asimismo, vino en dos colores (rojo y negro) y hacía uso de controladores con cableado fijo (como la Famicom), aunque la carcasa tuvo un diseño diferente. La Sharp 19SC111 fue un televisor con una Famicom integrada. Un acuerdo parecido se realizó con Hyundai Electronics, que la distribuyó bajo el nombre «Comboy» en Corea del Sur. Esta resolución con Hyundai fue necesaria puesto que en ese entonces, por mandato gubernamental, estuvieron prohibidos todos los «productos culturales» japoneses en territorio surcoreano. Esta política continuó vigente hasta 1998, conviniendo que, hasta ese año, la única manera de que pudiesen ingresar productos japoneses a la región fue mediante la licencia con distribuidores de terceros, cuyo rasgo principal fue no ser japoneses.

## Modelos

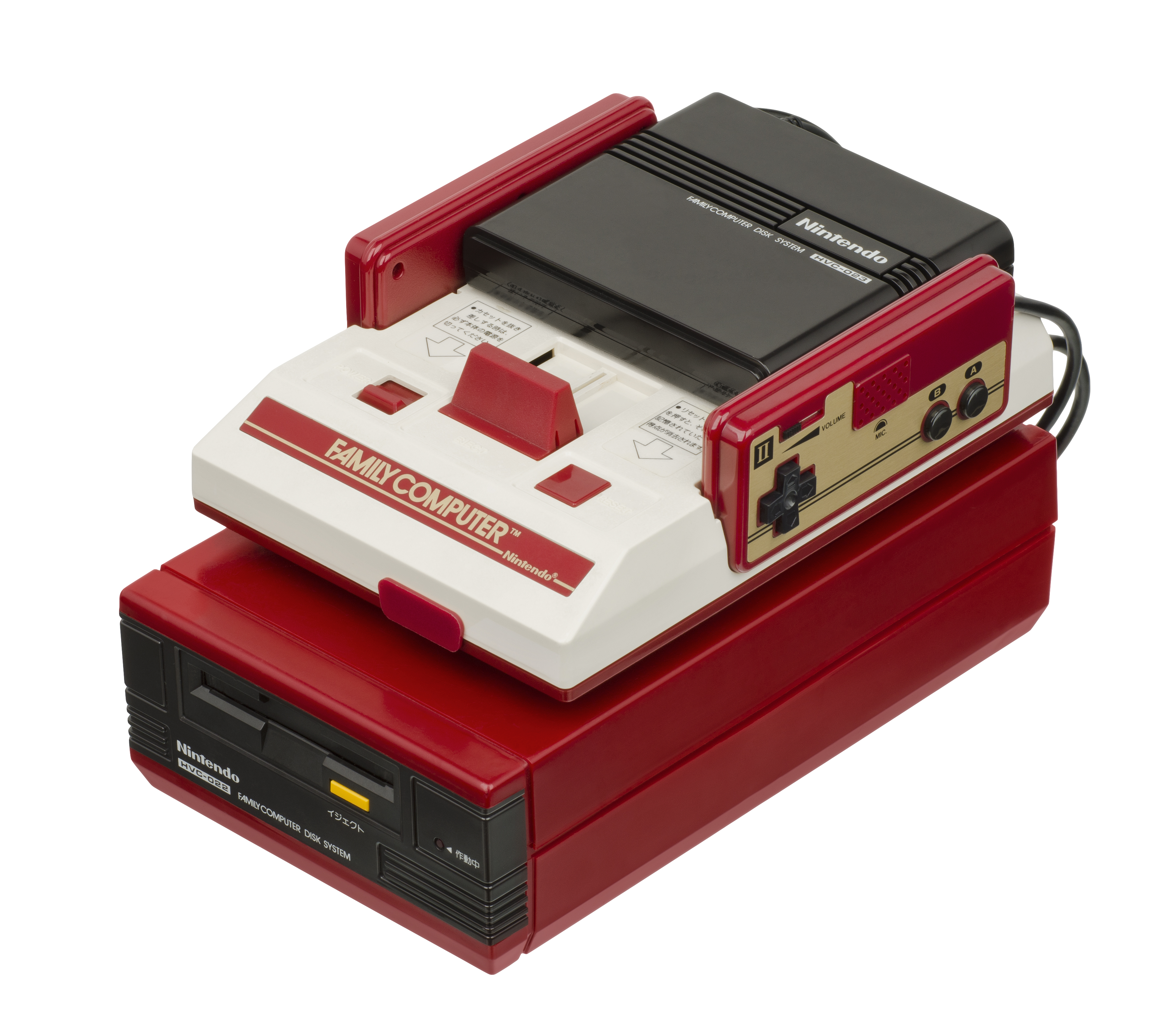
Family computer o famicom exclusivo de Japón

### FAMICOM
la Family Computer (ファミリーコンピュータ?), abreviado Famicom (ファミコン?  escucharⓘ, o simplemente FC). Es la versión exclusiva del Mercado japonés, estuvo hecha predominantemente de plástico blanco, con adornos en un tono rojizo oscuro. Técnicamente, tuvo una ranura de carga para el cartucho en la parte superior y surcos en ambos lados de la carcasa, en los cuales se pudieron guardar los controladores de cableado mientras no fueron usados.
Por otra parte, la versión estadounidense de la NES tuvo un diseño radicalmente distinto; su esquema de colores consistió en dos tonos diferentes de gris, con adornos en color negro. La ranura para los cartuchos estuvo cubierta por una pequeña puerta a base de bisagras que pudo abrirse para insertar o extraer un cartucho, así como cerrarse en cualquier momento. Las dimensiones de este modelo eran de aproximadamente diez pulgadas de ancho por ocho de largo y 3,5 de alto. Cuando se abrió, la puerta del cartucho aumentó en una pulgada la altitud de la unidad.

### NES-101

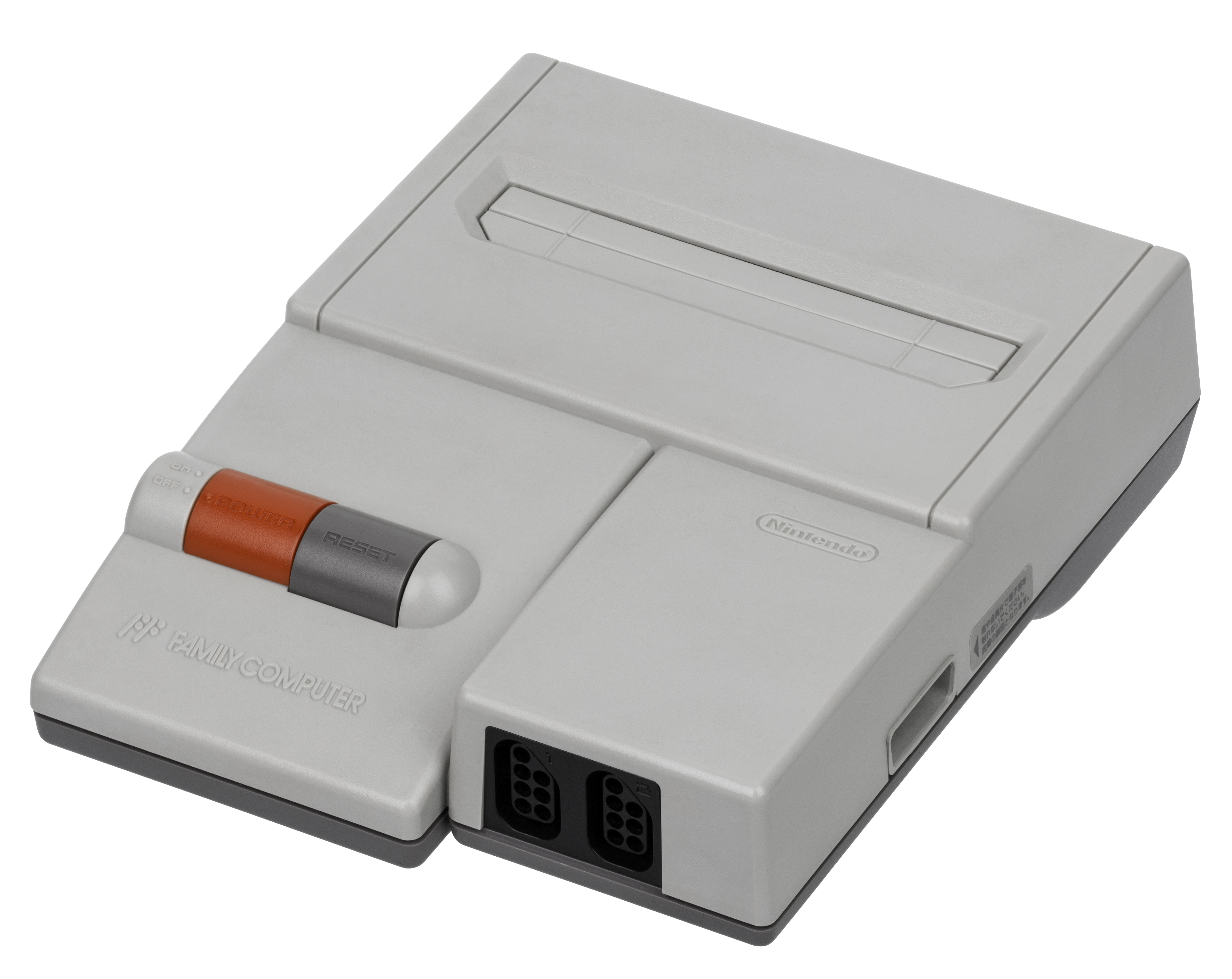
Nintendo AV Famicom en Japón o NES-101.

El modelo NES-101 de la NES —conocido como HVC-101 en Japón, e informalmente  top-loader (i.e. con ranura de cartucho en la parte superior) en algunas regiones estadounidenses, o como NES 2— usa la misma combinación básica de colores, aunque guarda varias diferencias de carácter sutil. El interruptor de poder se ilumina con un color rojo brillante, y se desliza en las posiciones de encendido y apagado, parecidamente a la Super Nintendo, en vez del botón original que requería pulsarse. Además, no tuvo algún indicador de energía LED en la unidad. Similarmente a la Family Computer original, los cartuchos se insertaron en una ranura ubicada en la parte superior. De hecho, NES-101 se rediseñó desde la Super Nintendo, lo que explica que ambos sistemas tengan en común varias características de diseño. Además, el modelo NES-101 es considerablemente más compacto que el modelo original, midiendo seis pulgadas de ancho por siete de largo y 1,5 de alto. También, ofrecía tan solo salidas RF, contrario a las salidas RF y RCA que vinieron en la consola primeriza, mientras que el modelo japonés HVC-101 de la Family Computer tuvo únicamente conectores RCA.

### Sharp Nintendo Television
El Sharp Nintendo Television, también conocido como C1 NES TV, fue un televisor CRT con una Famicom/NES integrada, producido por Sharp bajo licencia de Nintendo. Lanzado en Japón en octubre de 1983, y distribuido en Taiwán por  Sampo con el nombre Sampo C1 desde 1984, se exhibió en el CES de 1987 con planes de lanzamiento en EE.UU, aunque finalmente llegó en 1989 como Game Television. Destacó por ofrecer  screenshots de alta calidad para revistas de videojuegos, gracias a su conexión interna directaEn Japón, se vendió en dos tamaños: 14 pulgadas (¥93,000) y 19 pulgadas (¥145,000), disponibles en colores negro/rojo y plateado/rojo. En EE. UU., solo se lanzó un modelo negro de 19 pulgadas a 799 en  Kmart.
Los modelos japoneses incluían dos programas integrados (JR GRAPHIC y TV NOTE) y un multicart exclusivo con versiones de prueba de   Donkey Kong Jr. y Donkey Kong Jr. no Sansuu Asobi.. También contaban con controles desmontables con conectores redondos únicos. Este concepto fue seguido en 1990 por el SF1, basado en la Super Famicom .

### Famicom Titler
es una consola de videojuegos basada en Famicom producida por Sharp Corporation bajo licencia de Nintendo en 1989. La consola, lanzada exclusivamente en Japón a un precio minorista de ¥ 43,000, fue el proyecto más ambicioso que Sharp había intentado con el Famicom, con una fuerte identificación de la necesidad de capturar imágenes de juego directo de una  Famicom en un momento que para capturar cualquier videojuego requería de equipos especializados. Es el único famicom que estaba disponible comercialmente para generar internamente video  RGB, realizado a través del uso de una variante única del chip PPU capaz de hacerlo, y esto se ha identificado como responsable de una claridad notablemente mejorada de la imagen sobre otros modelos de Famicom. También es la única consola Famicom que emplea la salida de S-Video, aunque la salida de video compuesto es otra opción disponible en el sistema. El sistema también presenta un teclado y un touchpad sensible a la presión, permitiendo a los usuarios producir subtítulos directamente en la pantalla durante el juego, así como realizar otras funciones de edición básicas,  un micrófono está presente para habilitar la narración de video.
Aunque relativamente desconocido en el momento de su lanzamiento, la consola ha visto recientemente un mayor interés de los fanáticos, piratas informáticos/modders y coleccionistas en el mercado secundario.  Además del interés histórico en el sistema, los coleccionistas están muy interesados en la calidad mejorada de la imagen resultante de su generación interna de videos RGB, Una característica compartida solo con Nintendo VS. System Los coleccionistas reconocen el sistema y los coleccionistas de PlayChoice-10;  El Titler Famicom es reconocido como una forma práctica de obtener un sistema de este tipo apropiado para los televisores modernos. La consola también es popular dentro de la comunidad de modding  debido a su facilidad de modificación en la producción de una verdadera señal RGB.

### Twin Famicom
La Twin Famicom se lanzó exclusivamente en Japón el 1 de julio de 1986 a ¥32,000, Esta consola, con licencia de Nintendo, combinaba la Famicom y la Famicom Disk System en un solo hardware. Inicialmente, se ofreció en dos colores: rojo con detalles negros (AN-500R) y negro con detalles rojos (AN-500B). En 1987, se lanzó una segunda versión con diseño modificado, controles turbo y nuevos esquemas de color: negro con detalles verdes (AN-505-BK) y rojo con detalles beige (AN-505-RD). La consola incluía una ranura para cartuchos de Famicom, otra para floppy disks (llamados "Disk Cards"), un interruptor para cambiar entre formatos, botones de encendido, reinicio y expulsión, y ranuras para guardar los controles. Contaba con un puerto de expansión  "Expansion Terminal A" (拡張端子A Kakuchō Tanshi A?). en el lado derecho y tres puertos adicionales ("B", "C" y "D") aunque estos últimos no se utilizaron en periféricos conocidos.
La Twin Famicom generaba señal NTSC y ofrecía video compuesto y audio monofónico a través de conectores RCA, mejorando la calidad audiovisual en comparación con el modulador de RF, aunque incluía uno externo para compatibilidad. Como la Famicom, venía con dos gamepads conectados por cable.

### NES Test Station
La máquina de diagnóstico NES Test Station se lanzó en 1988. Es una unidad basada en la NES diseñada para probar hardware, componentes y juegos de NES. Solo se proporcionó para su uso en las boutiques de World of Nintendo como parte del programa Nintendo World Class Service. Los visitantes debían traer sus productos para probar con la estación y podían ser asistidos por un técnico o empleado de la tienda.
El frente de la estación de prueba NES tiene una ranura Game Pak y conectores para probar varios componentes (adaptador de CA, interruptor RF, cable de audio/video, consola de control NES, accesorios y juegos), con una perilla selectora ubicada en el centro para elegir qué componente probar. La unidad en sí pesa aproximadamente 53.07031 Kg sin TV. Se conecta a un televisor a través de un cable conmutador combinado de A/V y RF. Al accionar el botón verde, un usuario puede alternar entre una conexión de cable A/V o interruptor de RF. El televisor al que está conectado (normalmente de 11" a 14") debe colocarse encima.
En 1991, Nintendo proporcionó un complemento llamado "Super NES Counter Tester" que prueba los componentes y juegos de Super NES. El Super NES Counter Tester, es una plataforma de control estándar en un accesorio de metal con la conexión desde la parte posterior de la unidad redirigida hacia el frente. Estas conexiones se pueden hacer directamente a la estación de prueba o al televisor, según lo que se vaya a probar.

### Cartuchos
Todos los cartuchos oficialmente patentados en Norteamérica (NTSC) y Europa (PAL), también conocidos como «carts», miden 5,25 pulgadas (13,3 cm) de alto, 4,75 (12 cm) de ancho y 0,75 pulgadas (2 cm) de espesor. En un inicio, los cartuchos de la NES fueron ensamblados con cinco pequeños tornillos ranurados; juegos posteriores (después de 1987) se rediseñaron de tal manera que incorporen un par de clips de plástico moldeados en el propio material, con lo que ya no fueron necesarios el par de tornillos de la parte superior. Es por eso que los cartuchos NES más antiguos son referidos como «5-screw» en inglés, diferenciándose de otros por sus superficies planas y, como su nombre sugiere, por los cinco tornillos que poseían. En este mismo período, los tornillos estándar se modificaron a piezas de 3,8 milímetros, que vinieron a afianzar las ROM para evitar su manipulación, por sus características. La parte trasera del cartucho tiene una etiqueta con instrucciones de manejo, que fue de color gris para los juegos estándar y dorada (o en raros casos, plateada) para los títulos que necesitaron el respaldo de una batería. Con la salvedad de The Legend of Zelda y Zelda II: The Adventure of Link, que pueden conseguirse en cartuchos de plástico dorado, todos los cartuchos NTSC y PAL tuvieron una tonalidad de plástico gris estandarizada. Los cartuchos que no tuvieron licencia, fueron producidos en los colores negro (Tengen, American Video Entertainment y Wisdom Tree), azul (Color Dreams y Wisdom Tree), dorado (Camerica) y transparente (juegos Action 52 y Cheetahmen II), siendo un tanto diferentes en la forma y estilo en comparación con los carts originales. Nintendo produjo también cartuchos amarillos para su uso en los Nintendo Service Centers, aunque estos prototipos nunca estuvieron disponibles a la venta para los consumidores.
Por otra parte, los cartuchos de la Famicom se diferenciaron en las medidas —solamente 3 pulgadas de largo (7,6  cm) y 5,3 (13,5 cm) de ancho— y en la interfaz (los juegos de la NES usaban una de 72 pines, mientras los de Famicom tenían un diseño de 60 pines). Algunos de sus primeros juegos (principalmente Gyromite) fueron realmente PCBs y ROMs propios de la Famicom con una interfaz de 60 pines, que tuvieron un convertidor interno para su ejecución en el sistema. A diferencia de los juegos de la NES, los cartuchos oficiales de la Famicom fueron producidos en varios colores de plástico. Posteriormente, se pusieron a la venta unos adaptadores que permitieron que los títulos de la Famicom sean reproducidos en las consolas NES, y que se parecieron en su diseño a los del accesorio Game Genie.

## Especificaciones técnicas

### Unidad central de proceso

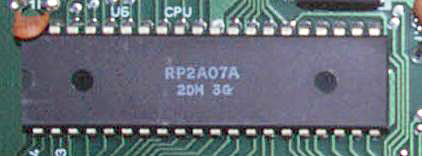
La versión de la NES comercializada en regiones PAL, incorporaban una CPU Ricoh 2A07.

Para su unidad central de proceso, la NES usa un microprocesador de 8 bits producido por Ricoh y basado en un núcleo MOS Technology 6502. Asimismo, incorpora un hardware estándar de sonido y un controlador de DMA on-die. Para ahorrar algo de espacio en el silicio, el CPU Ricoh omitió el comando BCD (código binario decimal) del núcleo 6502. Las versiones NTSC (Norteamérica y Japón) usan el Ricoh 2A03 (o RP2A03), que funciona a 1,79 MHz. Por otra parte, las versiones PAL (Europa y Australia) utilizan el Ricoh 2A07 (o RP2A07), que es idéntico al modelo 2A03 excepto por el hecho de que funcionan a una frecuencia de reloj más lenta, 1,66 MHz y, por consiguiente, presentan un ajuste en su hardware de sonido.

### Memoria
La NES contiene 2KB de RAM interna. Un cartucho de juego puede llegar a contener RAM expandida para incrementar esta cifra. Asimismo, cuenta con 2 KB de RAM de video que son utilizados por la unidad de procesamiento de imágenes (PPU), 256 bytes de RAM sprite y un poco de RAM de paleta (usada para mostrar los gráficos en la pantalla). El sistema soporta hasta 32 KB del programa ROM, aunque puede ser ampliado por órdenes de magnitud mediante la técnica de conmutación de bancos de memoria (en inglés, bank switching) —consistente en aumentar la cantidad de memoria RAM y ROM direccionable sin extender el bus de direcciones; esta técnica también se utilizaba para configurar un sistema en momentos diferentes, por ejemplo, una ROM indispensable para iniciar un sistema desde un disquete podía ser cambiada una vez que ya no se requiriera—. Además, los cartuchos podían contener 8 KB de SRAM (conocida también como «memoria estática») y 8 168 bytes (aproximadamente 8 KB) de espacio de direcciones reservado como «zona de expansión». Otro tipo de memoria disponible en el cartucho era la VRAM (Video Random Access Memory) —el hardware de mapeo incluido en el cartucho permitía expandir la memoria de vídeo más allá de 12 KB)—.

### MMC
Dado que el espacio de direcciones, incluida la I/O, era de solo 64 kilobytes, se tomaron varias medidas para aumentar el tamaño eso dio al surgimiento del disk system puede verse como parte de esto.
Entre estos, el método más utilizado es MMC (Multi-Memory Controller). La MMC es una matriz de puertas que divide la ROM  en multiples chips de mayor tamaño el  bancos  cambia entre ellos según sea necesario, está instalada dentro del cartucho. Actualmente existieron seis tipos de MMC en uso práctico (en homebrew existen otras pero hablamos de formas licenciadas por nintendo), incluidas aquellas equipadas con funciones para complementar con la PPU, como controlar la dirección de desplazamiento, así como memoria respaldada por batería y temporizadores que generan interrupciones ( utilizados para desplazamientos , etc.). Este método también se utilizaría en el Game Boy pero con el nombre de MBC (Memory Bank Controller).
Circuitos integrados similares a MMC han sido desarrollados por terceros , como el chip VRC de Konami.

### Video
La NES utiliza una unidad de procesamiento de imágenes (PPU) estándar desarrollada por Ricoh. La versión del procesador usada en los modelos NTSC, designada como RP2C02, opera a 5,37 MHz, mientras que la versión utilizada en los modelos PAL, llamada RP2C07, funciona a 5,32 MHz. Tanto el RP2C02 como el RP2C07 tienen una salida de vídeo compuesto. Las versiones especiales del hardware de la NES, diseñadas para su uso en juegos arcade, usan otras variaciones de la PPU. La PlayChoice-10 usa el RP2C03, que funciona a 5,37 MHz con una salida de vídeo RGB en frecuencias NTSC. Dos variaciones diferentes se usaron en el conjunto Nintendo Vs: el RP2C04 y el RP2C05. Ambas operan a 5,37 MHz y proporcionan una salida de vídeo RGB en frecuencias NTSC. Además, ambos hacen uso de paletas irregulares para prevenir el intercambio fácil de ROM de los juegos.
Todas las variaciones de la PPU tienen dos KiB de RAM de video, 256 bytes de RAM on-die atribuible (conocida como «OAM») para posicionar los sprites y 28 bytes adicionales de RAM on-die de paleta para permitir la selección del fondo de pantalla y los colores de los mismos mapas de bits ya mencionados. Esta memoria se almacena separadamente en buses internos de la PPU. Los 2 KiB de memoria RAM interna pueden usarse para diseñar mapas y atributos en el tablero de la NES, así como 8 KiB de ROM o RAM pueden incluirse en un cartucho a manera de patrón de mosaicos. Usando la conmutación de bancos de memoria (bank switching), se puede utilizar virtualmente cualquier suma de memoria adicional desde un cartucho, siendo solo limitado por los costos de fabricación.
El sistema dispone también de una paleta de colores formada por un conjunto de cinco grises y 48 colores. Los colores rojo, verde y azul pueden oscurecerse de manera individual en regiones específicas de la pantalla, usando para ello, y de forma cuidadosa, códigos temporales. Un total de hasta 25 colores pueden ser usados en una sola línea de exploración: un color de fondo, cuatro sets de tres colores de mosaico más cuatro conjuntos de tres colores de sprite. Este total no incluye desacentuación o suavizamiento de contrastes.
Un total de 64 sprites pueden mostrarse en la pantalla al mismo tiempo sin que sprites recargados aparezcan en la mitad de la pantalla. Los sprites pueden tener una resolución de 8x8 pixeles, o de 8x16 pixeles, aunque la elección tiene que hacerse globalmente y afecta a todos los sprites. Hasta ocho sprites se pueden presentar en una única línea de exploración, usando un flag para indicar en qué momento los sprites adicionales se han caído. Este flag permite la rotación de las prioridades de los sprites en el software, incrementando la cifra máxima de sprites, aunque comúnmente ocasiona un efecto de parpadeo.
La PPU permite solo una capa de scrolling horizontal, aún cuando ésta puede cambiarse por una capa basada en cada línea de pantalla. Ciertamente, existen métodos de programación más avanzados que permiten hacer esta misma función con el scrolling vertical.
La resolución de pantalla estándar de la NES es de 256x240 pixeles. Comúnmente, los juegos diseñados para el sistema NTSC tenían una resolución efectiva de solo 256x224 pixeles, de modo que las ocho líneas del fondo y de la parte superior de la pantalla no son visibles en la mayoría de los televisores. Para memoria adicional de video de banda ancha, era igualmente posible apagar la pantalla antes de que el barrido de trama alcanzara la parte inferior de la pantalla.
Los conectores de salida de video variaban de un modelo a otro. La Famicom solo disponía de un modulador RF. Cuando se lanzó al mercado en Norteamérica y Europa, se le añadió un conector RCA para video compuesto además del modulador RF. La AV Famicom no tenía modulador RF y adoptó una salida de video compuesto a través de un conector multisalida patentado de doce pines, mismo que se había introducido por primera vez en la Super Famicom/Super Nintendo. Por otra parte, la reedición norteamericana de la NES, la NES 2, se asemejaba más al modelo de la Famicom, en que disponía únicamente de un modulador RF para la salida de vídeo. Finalmente, la PlayChoice-10 utilizaba una salida de video RGB invertida.

### Audio (apu)
la NES APU es el unidad de procesamiento de audio en la consola que genera sonido para juegos, soportaba un total de cinco canales de sonido, entre los que se incluían dos canales de onda de pulso de ciclo de trabajo variable —un ciclo de trabajo se define como la fracción de tiempo que un sistema se encuentra en estado «activo»— (12,5%, 25%, 50% y 75%), Se implementa en los chips RP2A03 ( NTSC ) y RP2A07 ( PAL ). Su registros se asignan en el rango $ 4000 – $ 4013, $ 4015 y $ 4017, de la cpu, con un control de volumen de 16 niveles y un hardware de portamento, soportando frecuencias en un rango de 54 Hz a 28 kHz. Los canales adicionales incluían un canal de onda triangular de volumen fijo que soportaba frecuencias de 27 Hz a 56 kHz, un canal de ruido blanco con 16 niveles de volumen que soportaba dos modos (ajustando las entradas en un LFSR) en 16 frecuencias preprogramadas, y un canal de modulación de impulsos diferenciales (DPCM) con seis bits de rango, que hacía uso de una codificación delta de un bit en 16 frecuencias de muestreo preprogramadas de 4,2 kHz a 33,5 kHz. Este último canal era capaz asimismo de reproducir sonido estándar PCM mediante la escritura de los valores individuales de siete bits en intervalos de tiempo.

### Resumen de especificaciones técnicas
| CPU:            | Ricoh de 8 bits basado en MOS Technology 6502 | - NTSC: RP2A03 - Los sistemas PlayChoice-10 y Nintendo Vs usaron la CPU de la versión NTSC. | 1,79 MHz | | |
| CPU:            | Ricoh de 8 bits basado en MOS Technology 6502 | PAL: RP2A07 | 1,66 MHz | | |
| sonido:         | Audio Processing Unit (APU) dentro de la cpu, que funciona como un Programmable Sound Generator (PSG) | 4 generadores de ondas de tono (dos cuadrados, un triángulo, un ruido) | 4 generadores de ondas de tono (dos cuadrados, un triángulo, un ruido) | H. Ando, J. Ishikawa - "Rainbow Resort" (Kirby's Adventure, NES) en YouTube.muestra visual de las ondas de sonido | H. Ando, J. Ishikawa - "Rainbow Resort" (Kirby's Adventure, NES) en YouTube.muestra visual de las ondas de sonido |
| RAM:            | 2 KB, expandible si estaba presente en el cartucho. | 2 KB, expandible si estaba presente en el cartucho. | 2 KB, expandible si estaba presente en el cartucho. | | |
| GPU             | Picture Processing Unit (PPU) fabricado por Ricoh | NTSC: RP2C02 | 5,37 MHz | vídeo compuesto. | |
| GPU             | Picture Processing Unit (PPU) fabricado por Ricoh | PAL: RP2C07 | 5,32 MHz | vídeo compuesto. | |
| GPU             | Picture Processing Unit (PPU) fabricado por Ricoh | PlayChoice-10 (PC10): RP2C03 | 5,37 MHz | vídeo RGB (a frecuencias NTSC). | |
| GPU             | Picture Processing Unit (PPU) fabricado por Ricoh | Nintendo Vs. llamadas RP2C04 y RP2C05 | 5,37 MHz | vídeo RGB (con frecuencias NTSC) usando paletas irregulares. | |
| GPU             | - 32 KB de vídeo RAM. - 2 KB de RAM interno atribuible/de cuadro. - 256 bytes de RAM de posición de sprite; 28 bytes de RAM de paleta (que permite selección de color de fondo). - 8 KB de ROM/RAM de patrones de cuadros en el cartucho. - - 8x8 u 8x16 pixeles. | - Paleta: 48 colores y cinco grises en la paleta base; rojo, verde, y azul se pueden oscurecer individualmente en regiones específicas de la pantalla usando código temporizado. - Colores en pantalla: 52 colores en una línea de escaneo (color de fondo + 4 conjuntos de 3 colores de cuadro + 4 conjuntos de 3 colores de sprite). - Animaciones (sprites) apoyadas por hardware. - Sprites en pantalla: 64 (sin recarga en mitad de pantalla). - Tamaños de sprite: 8x8 u 8x16 pixeles.                                                                                         | - Paleta: 48 colores y cinco grises en la paleta base; rojo, verde, y azul se pueden oscurecer individualmente en regiones específicas de la pantalla usando código temporizado. - Colores en pantalla: 52 colores en una línea de escaneo (color de fondo + 4 conjuntos de 3 colores de cuadro + 4 conjuntos de 3 colores de sprite). - Animaciones (sprites) apoyadas por hardware. - Sprites en pantalla: 64 (sin recarga en mitad de pantalla). - Tamaños de sprite: 8x8 u 8x16 pixeles.                                                                                         | - Paleta: 48 colores y cinco grises en la paleta base; rojo, verde, y azul se pueden oscurecer individualmente en regiones específicas de la pantalla usando código temporizado. - Colores en pantalla: 52 colores en una línea de escaneo (color de fondo + 4 conjuntos de 3 colores de cuadro + 4 conjuntos de 3 colores de sprite). - Animaciones (sprites) apoyadas por hardware. - Sprites en pantalla: 64 (sin recarga en mitad de pantalla). - Tamaños de sprite: 8x8 u 8x16 pixeles.                                                                                         | |
| Salida de Video | - famicom solo tiene salida de video RF - NES ofrece salida video RF y una salida RCA. las consolas francesas ofrecen salida RGB pero el solo es un convertidor - la famicon Famicom Titler ofrece salida S-video, salida RCA y video RF - la twin famicom salida RCA y video RF - las NES 101 ofrece solamente video RF aunque existen unas cuantas con salida video multi out de SNES para salida RCA pero no son comunes - la famicom AV HVC-101 a diferencia de su variante americana esta ofreció desde un comienzo salida video multi out con un cable de SNES para salida RCA | - famicom solo tiene salida de video RF - NES ofrece salida video RF y una salida RCA. las consolas francesas ofrecen salida RGB pero el solo es un convertidor - la famicon Famicom Titler ofrece salida S-video, salida RCA y video RF - la twin famicom salida RCA y video RF - las NES 101 ofrece solamente video RF aunque existen unas cuantas con salida video multi out de SNES para salida RCA pero no son comunes - la famicom AV HVC-101 a diferencia de su variante americana esta ofreció desde un comienzo salida video multi out con un cable de SNES para salida RCA | - famicom solo tiene salida de video RF - NES ofrece salida video RF y una salida RCA. las consolas francesas ofrecen salida RGB pero el solo es un convertidor - la famicon Famicom Titler ofrece salida S-video, salida RCA y video RF - la twin famicom salida RCA y video RF - las NES 101 ofrece solamente video RF aunque existen unas cuantas con salida video multi out de SNES para salida RCA pero no son comunes - la famicom AV HVC-101 a diferencia de su variante americana esta ofreció desde un comienzo salida video multi out con un cable de SNES para salida RCA | - famicom solo tiene salida de video RF - NES ofrece salida video RF y una salida RCA. las consolas francesas ofrecen salida RGB pero el solo es un convertidor - la famicon Famicom Titler ofrece salida S-video, salida RCA y video RF - la twin famicom salida RCA y video RF - las NES 101 ofrece solamente video RF aunque existen unas cuantas con salida video multi out de SNES para salida RCA pero no son comunes - la famicom AV HVC-101 a diferencia de su variante americana esta ofreció desde un comienzo salida video multi out con un cable de SNES para salida RCA | |
| Resolución:     | - 56x224 pixels (NTSC) - 256x240 pixels (PAL) | - 60.098813897441 HZ (NTSC) - 50.006978908189 HZ (PAL) | - 60.098813897441 HZ (NTSC) - 50.006978908189 HZ (PAL) | - 60.098813897441 HZ (NTSC) - 50.006978908189 HZ (PAL) | - 60.098813897441 HZ (NTSC) - 50.006978908189 HZ (PAL)                                                            |
| conexiones:     | - Puertos para control: 2 - Ranura de cartuchos de juego de 72 pines - Bahía de extensión - Salida de audio video monaural - Salida de video compuesto RF - Entrada de corriente DC | - Puertos para control: 2 - Ranura de cartuchos de juego de 72 pines - Bahía de extensión - Salida de audio video monaural - Salida de video compuesto RF - Entrada de corriente DC | - Puertos para control: 2 - Ranura de cartuchos de juego de 72 pines - Bahía de extensión - Salida de audio video monaural - Salida de video compuesto RF - Entrada de corriente DC | - Puertos para control: 2 - Ranura de cartuchos de juego de 72 pines - Bahía de extensión - Salida de audio video monaural - Salida de video compuesto RF - Entrada de corriente DC | |

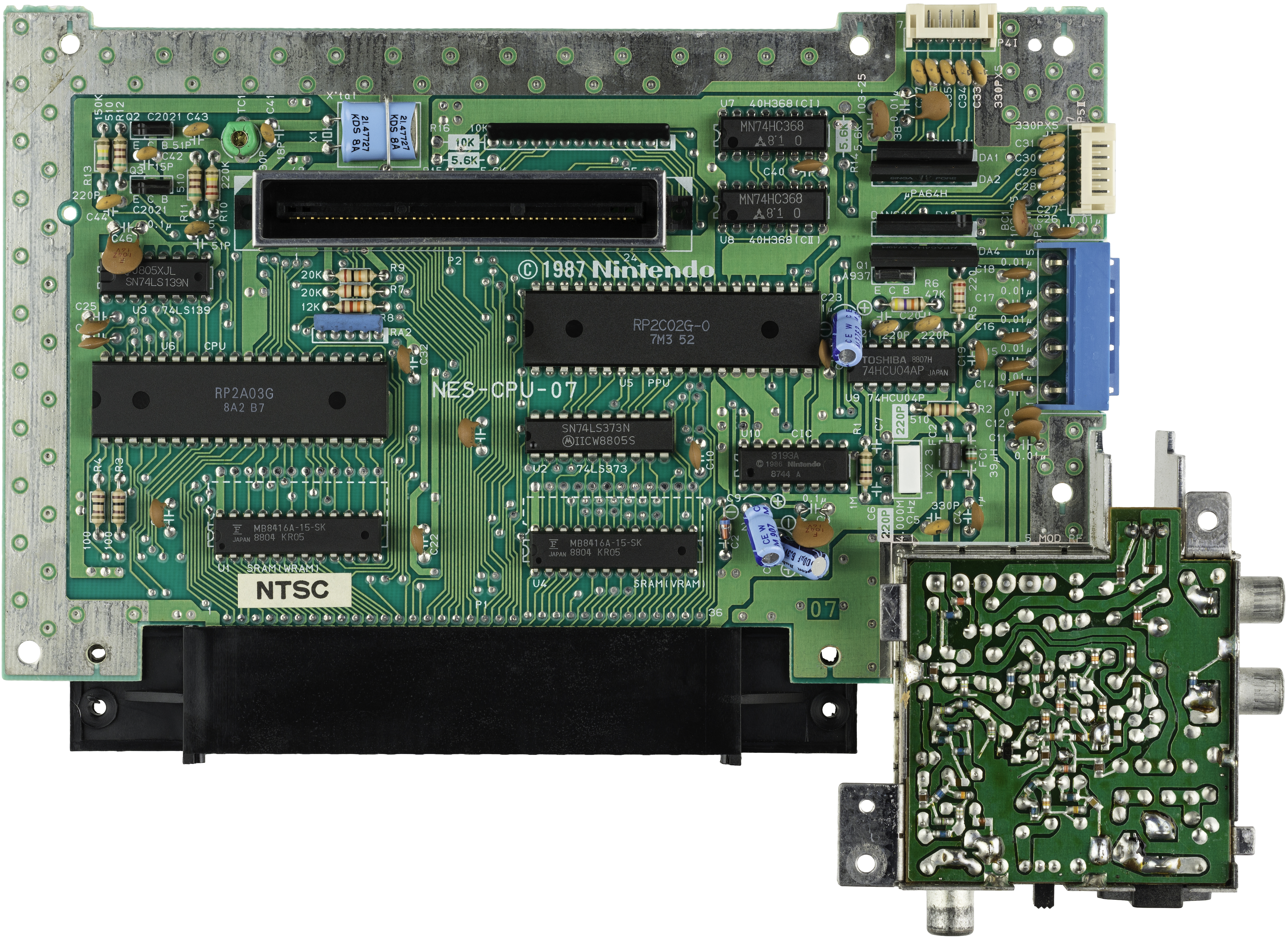
PCB de una NES americana
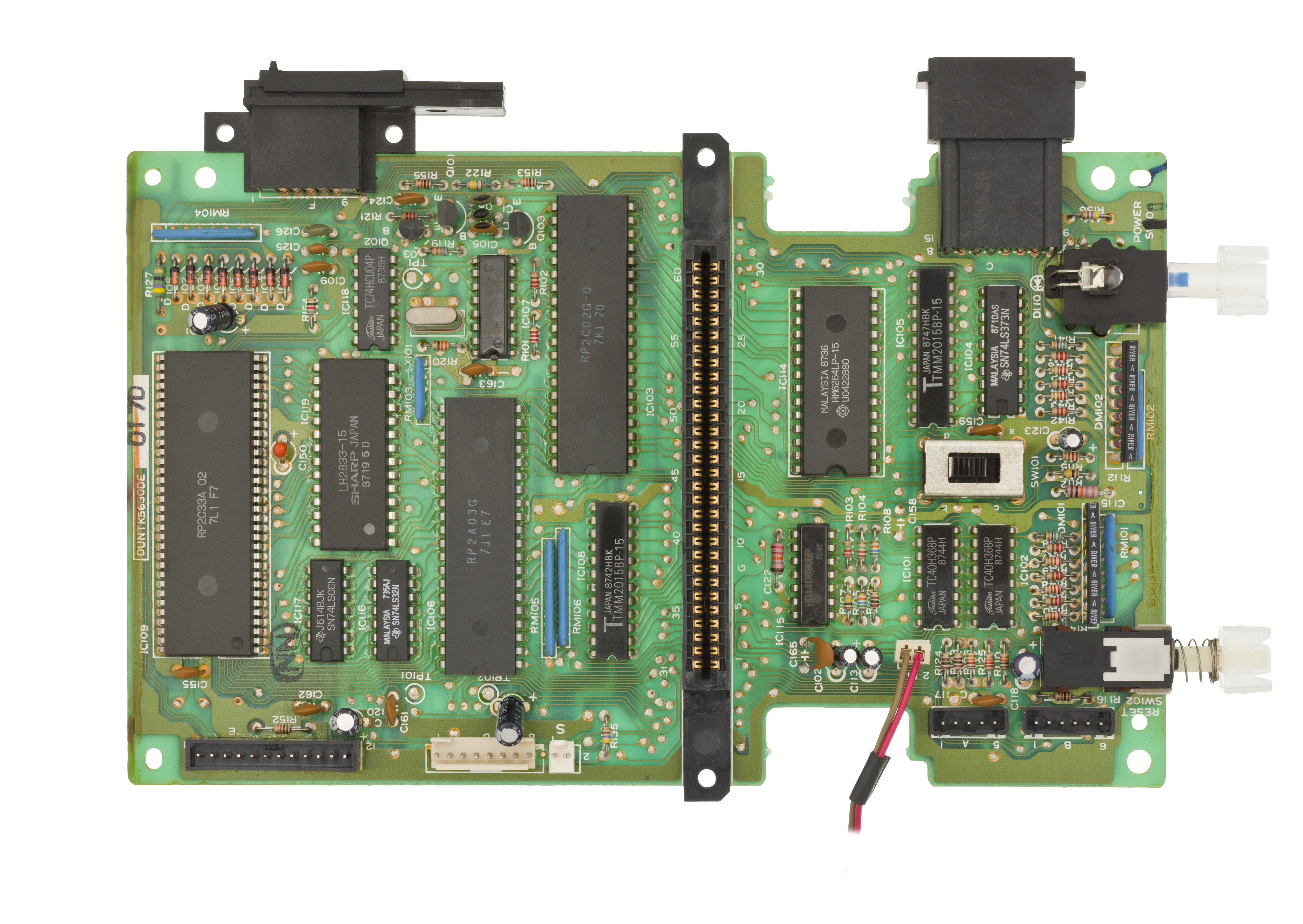
PCB de una Twin Famicom
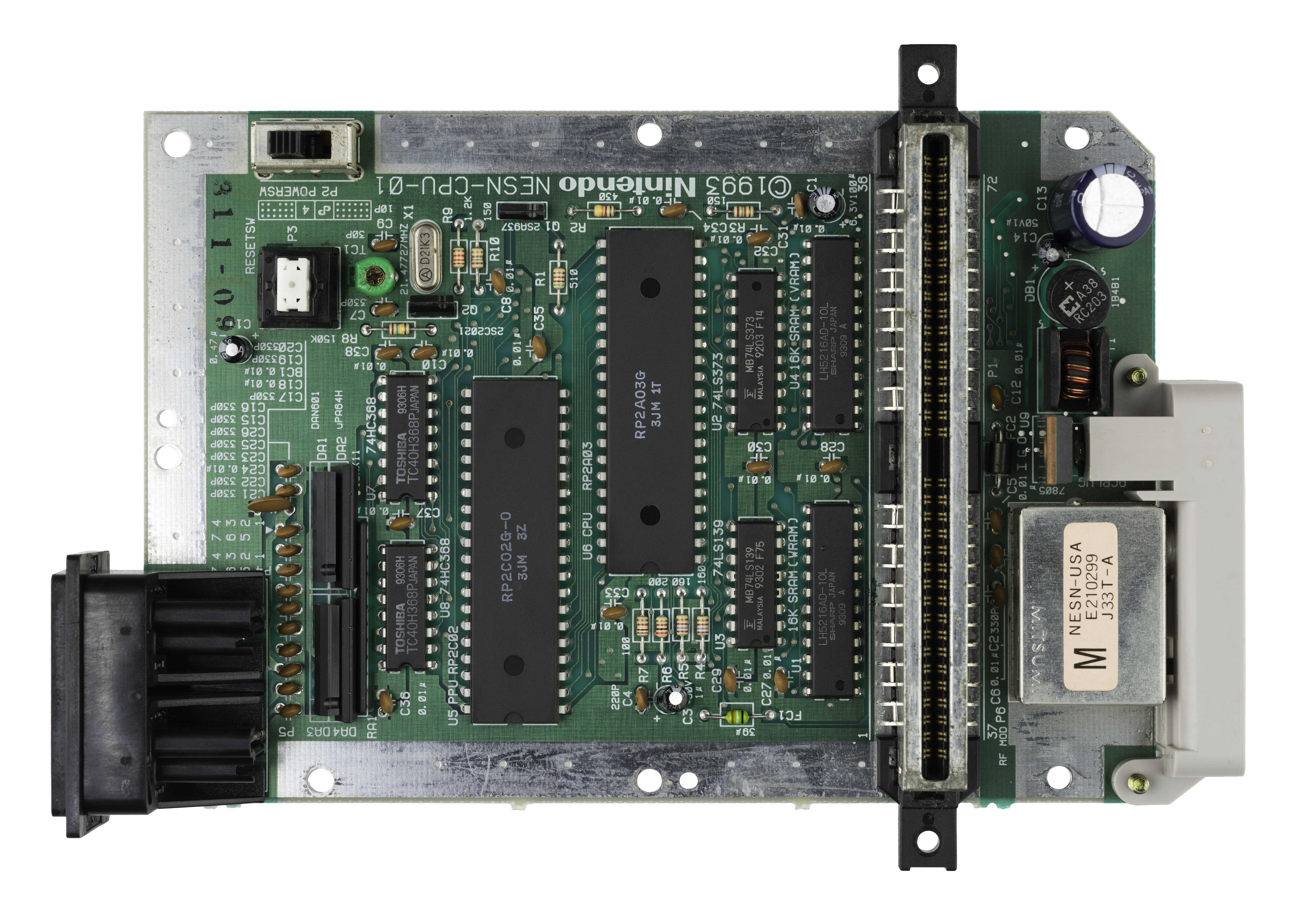
PCB de una NES 2
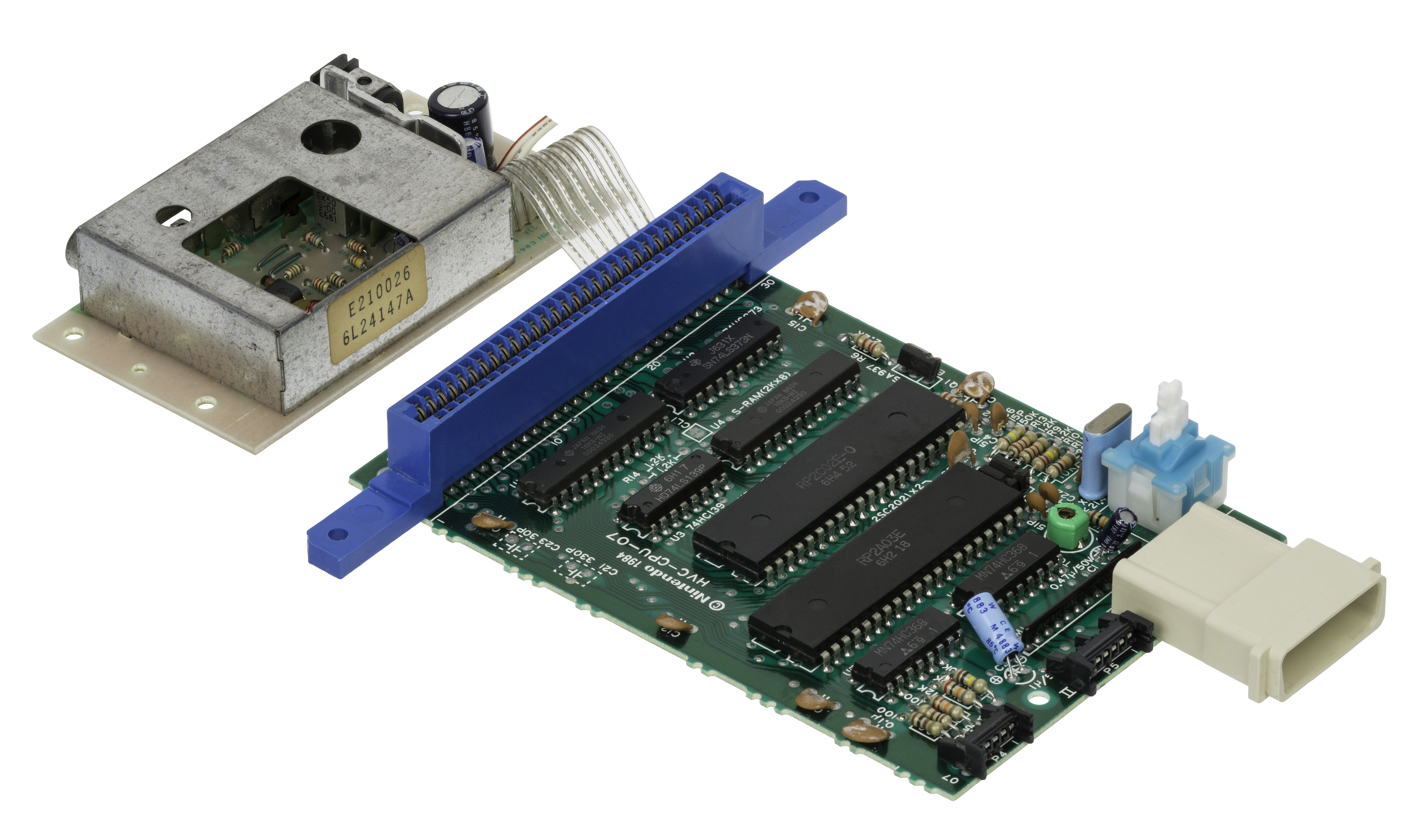
PBC de una Famicom
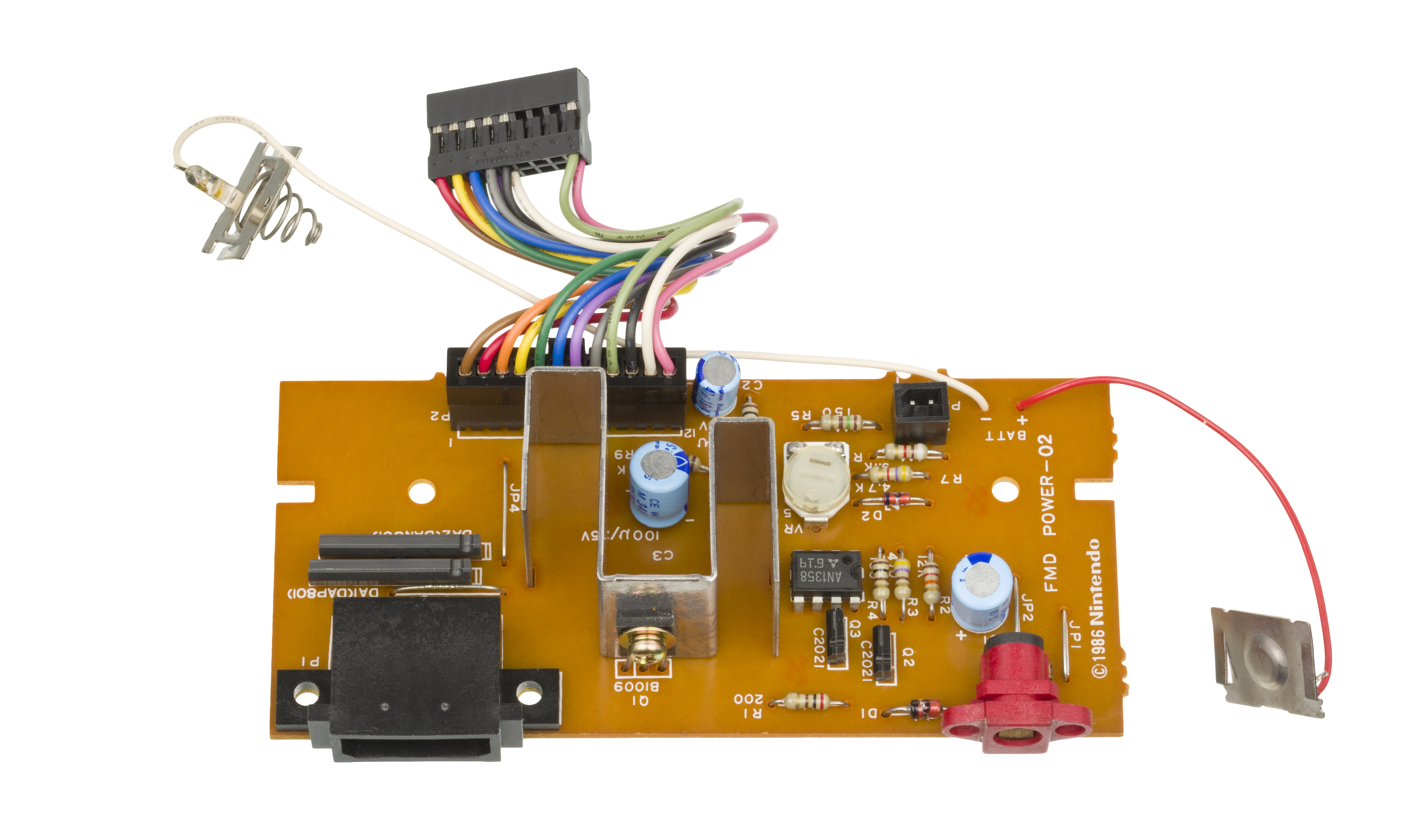
Nintendo Famicom Disk System Board
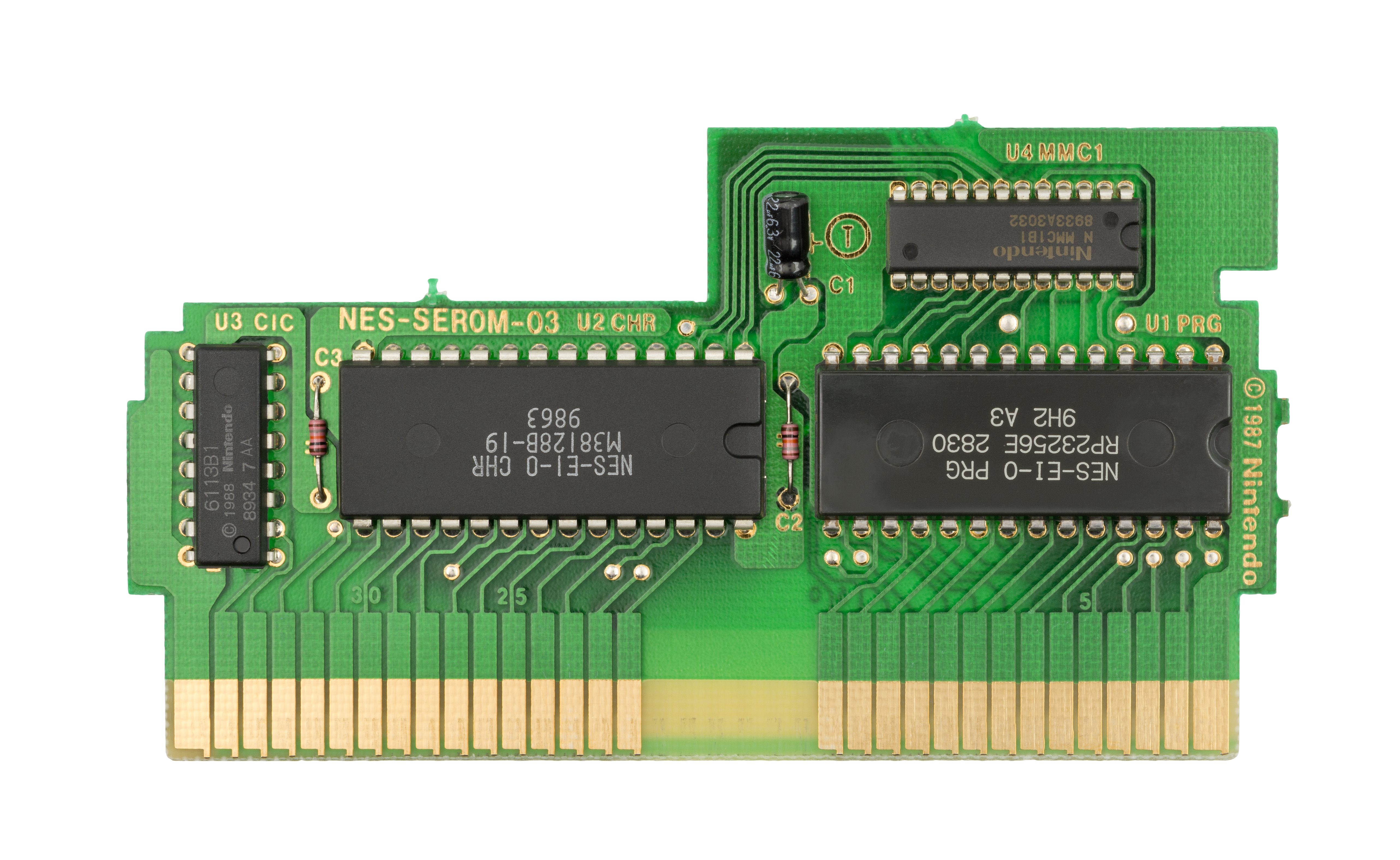
NES Cartridge Board

## Defectos en el diseño del hardware

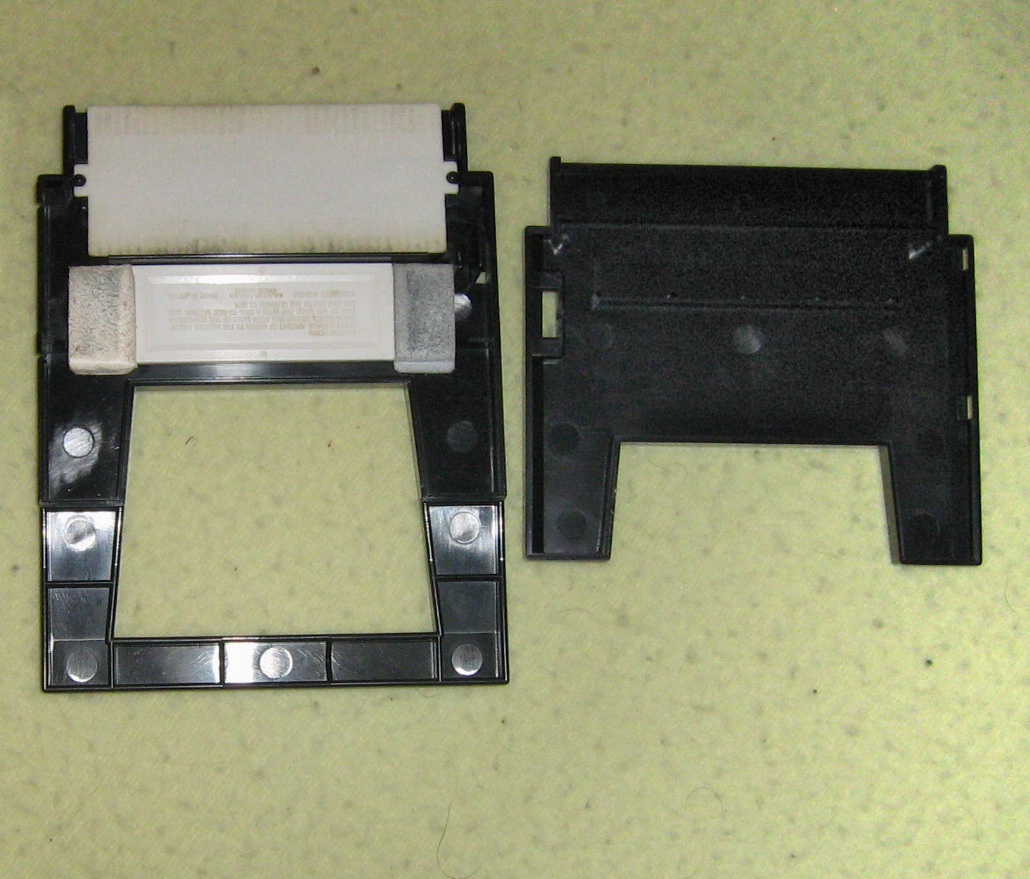
Con el conjunto NES Cleaning Kit, Nintendo intentó ofrecer un producto para arreglar los defectos de diseño, principalmente el que ocasionó que los conectores de cada cartucho se volviesen susceptibles a la interferencia por acción de la suciedad y el polvo.

Cuando Nintendo distribuyó la NES en Estados Unidos, el diseño fue deliberadamente distinto al de otras consolas de videojuegos. Esto con tal de distinguir su producto de los competidores y prevenir la mala reputación que dichos sistemas habían adquirido a partir de la crisis del videojuego de 1983.
Como resultado de esta filosofía surgió el zócalo (socket) frontal Zero Insertion Force (ZIF), diseñado de tal forma que se asemejara al mecanismo de carga frontal de un VCR. Ciertamente, el conector ZIF funcionaba muy bien, siempre y cuando ambos el conector y el cartucho estuviesen limpios y los pines del conector fuesen nuevos.
Desafortunadamente, el ZIF no funcionó definitivamente con «fuerza de inserción cero»: cuando un usuario insertó el «Game Pak» en la NES, la fuerza ejercida al presionar el cartucho hacia abajo y adentro dobló los pines de contacto ligeramente, además de presionar el tablero ROM del cartucho contra el mismo cartucho. Así, las inserciones y extracciones repetidas de los cartuchos ocasionaron que los pines se erosionen relativamente rápido, así que el ZIF resultó ser más propenso a la interferencia por la suciedad y el polvo en comparación a un conector industrial estándar. De hecho, la elección de materiales que hizo Nintendo para la manufactura de la NES exacerbó el problema citado. A manera de ejemplos, la ranura de expansión estuvo hecha de una aleación altamente propensa a la corrosión. Incluso ciertos periféricos, como el popular cartucho manipulable Game Genie, tendieron a extender aún más el problema, como doblaron el mecanismo de carga frontal durante la ejecución del cartucho. Recientemente, fabricantes de terceros estuvieron produciendo clones dorados del conector de la NES para reemplazar la pieza existente y prevenir así la corrosión inherente.

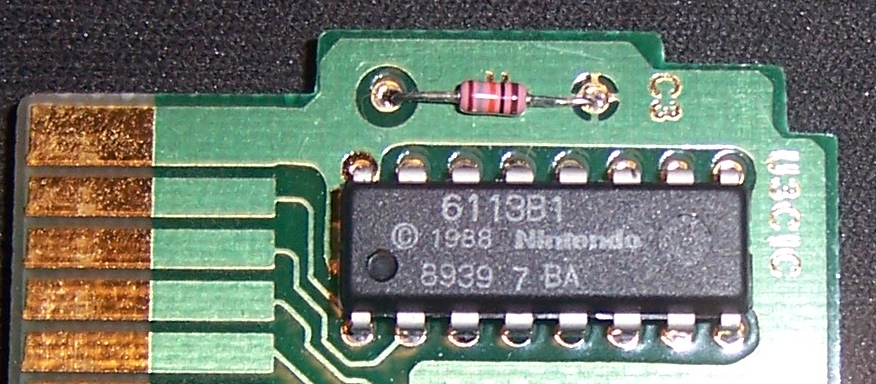
El circuito 10NES contribuyó a los problemas de fiabilidad del sistema. Finalmente, se decidió sustituir el chip en la nueva NES 2.

Otro inconveniente fue el circuito de cierre 10NES, desde que provocó un problema de infame funcionamiento del sistema: la luz parpadeante roja, que indicaba si se estuvo ejecutando algún Game Pak, se apagó y encendió continuamente. El chip fue muy sensible en sí, al necesitar un momento preciso para permitir el inicio del sistema. De nueva cuenta, los conectores sucios, viejos y doblados pudieron interrumpir la sincronización, provocando el efecto de parpadeos. Alternadamente, la consola se encendió solo para mostrar una pantalla de color blanco, gris o verde. Los usuarios intentaron solucionar este fallo soplando en los conectores del cartucho, chupando el conector de borde, golpeando una de las laterales del sistema tras haber insertado un cartucho, moviendo el cartucho de un lado a otro después de insertado, empujando el zócalo ZIF arriba y abajo repetidamente, o presionándolo más abajo de lo que debería estar, así como limpiando los conectores con alcohol (aunque Nintendo no recomendó hacer esto último, tal y como se mostró en un aviso ubicado en la parte trasera del cartucho). Muchos de los anteriores intentos fueron contraproducentes, desde que se corrió el peligro definitivo de dañar la consola o el cartucho. Analizando la situación, en 1989, Nintendo lanzó un conjunto oficial denominado NES Cleaning Kit, con el que intentó ayudar a los usuarios en la limpieza de los cartuchos y de los sistemas NES que funcionaron ineficazmente.
Con el lanzamiento de la NES 2, hacia el final del ciclo de vida comercial de la NES, Nintendo resolvió los problemas al cambiar el circuito de bloqueo por un conector estandarizado. Cabe mencionarse que los sistemas Famicom ya usaron conectores estándar antes de la aparición de la NES, un aspecto que habría de reincidir en las siguientes videoconsolas de Nintendo: Super Nintendo y Nintendo 64.
En respuesta a estos defectos en el hardware, aparecieron los primeros «Centros autorizados de reparación de Nintendo» en los Estados Unidos. Según Nintendo, el programa de autorizaciones se diseñó para garantizar que las consolas fuesen reparadas apropiadamente. Nintendo habría entonces de proveer las piezas de repuesto necesarias únicamente a las tiendas adscritas al programa de autorización. En la práctica, el proceso de autorización solamente consistió en pagar una cuota a Nintendo por el privilegio. En tendencias contemporáneas, han surgido varios sitios que ofrecen piezas de reparación, guías y servicios de Nintendo, con lo que se habría de sustituir a los centros establecidos oficialmente por Nintendo.

## legado

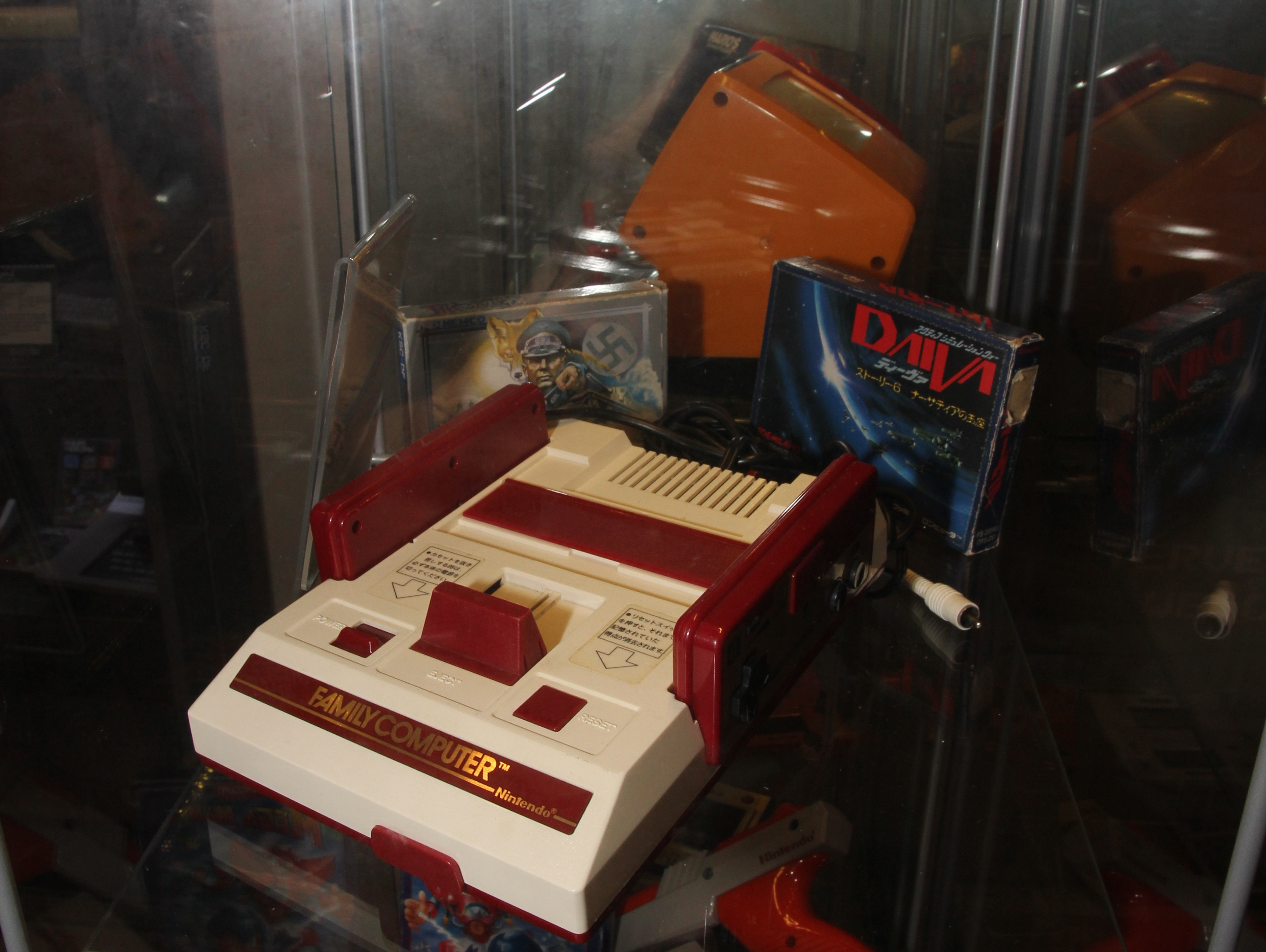
La Famicom estuvo en el Museo de Computadoras y Consolas de Videojuegos de Helsinki en 2012.

La NES se lanzó dos años después de la crisis de los videojuegos de 1983, cuando muchos vendedores y consumidores consideraban que los videojuegos eran una moda pasajera,  Muchos al principio daban por perdidia de dinero vender la NES.  y era mejor vender ordenadores personales como la comodore 64, Antes de las consolas, Nintendo era conocida como un fabricante de juguetes y naipes japonés con éxitos variados, pero la popularidad de las consolas y los juegos ayudó a la compañía a convertirse en una de las compañías más importante de Japón internacionalmente, siendo un sinónimo cuando se habla de consolas o juegos, quitando el nombre a Atari,  y siendo clave para el dominio japonés de la industria de los videojuegos.  Nintendo cambió la relación entre los fabricantes de consolas y los desarrolladores de software externos al restringirles la publicación y distribución de software sin licencia. Esto dio lugar a juegos de mayor calidad, lo que ayudó a cambiar la actitud de un público que se había cansado de los juegos de baja calidad para sistemas anteriores  
El diseño del hardware para el lanzamiento internacional la NES es muy influyente para la industria futura. Nintendo eligió el nombre "Nintendo Entertainment System" para el mercado estadounidense y rediseñó la consola para que no pareciera un juguete ni tampoco una computadora por eso de se cambió el nombre "computer" por "Entertainment". La entrada frontal para cartuchos permitió situarla con mayor facilidad en muebles de TV con otros dispositivos de entretenimiento, como videograbadora .   
Las limitaciones de hardware del sistema dieron lugar a ingeniosas formas de diseño que aún influyen en el desarrollo de los videojuegos modernos. Muchas franquicias destacadas surgieron de la NES, incluyendo Super Mario Bros. de Nintendo  : 57 La leyenda de Zelda  : 353 y Metroid,  : 357 Mega Man de Capcom,  Castlevania de Konami,  : 358 Final Fantasy de Square,  | : 95 y Dragon Quest de Enix  | : 222 
La imagen de la NES, especialmente su mando, se ha convertido en un motivo popular para diversos productos,   incluyendo la Game Boy Advance de Nintendo.  El mando original de la NES se ha convertido en uno de los símbolos más reconocibles de la consola. Nintendo ha imitado su aspecto en varios otros productos, desde artículos promocionales hasta ediciones limitadas de la Game Boy Advance . 
En el Tokyo Game Show del año  2023, la Famicom recibió el "Premio del Ministro de Economía, Comercio e Industria " en reconocimiento de su influencia y al establecer las bases y la monopolización para la industria de los videojuegos en japon.  
En 2011, el portal web IGN nombró a la NES la mejor videoconsola de todos los tiempos. 

### Emulación
La NES es la consola mas emulada  de todos y está disponible en otros sistemas de forma oficial o hechos por la comunidad. El primer emulador conocido para la NES se llamó Family Computer Emulator . Desarrollado por Haruhisa Udagawa, estuvo disponible en 1990 para los sistemas japoneses FM Towns .  El primer emulador para sistemas operativos DOS/Windows fue Pasofami, exclusivo de Japón. Poco después, en 1996, le siguió iNES, disponible en inglés y fue de los primeros multiplataforma. Se describió como el primer software de emulación de NES que podía ser utilizado por usuarios sin conocimientos de informática.  La primera versión de NESticle, un emulador no oficial basado en MS-DOS, se lanzó el 3 de abril de 1997. Nintendo ofrece emulación con licencia de algunos juegos de NES a través de su servicio de Consola Virtual para Wii, Nintendo 3DS y Wii U, y a través de su servicio Nintendo Classics para Nintendo Switch y Nintendo Switch 2. 